# Dynastia Ming
Dynastia Ming (1368–1644) (chiń. 明朝; pinyin Míng Cháo; Wade-Giles Ming Ch’ao; wym. [mǐŋ tʂʰɑ̌ʊ̯]), oficjalnie Wielki Ming – dynastia cesarska Chin, panująca po upadku mongolskiej dynastii Yuan. Była to ostatnia narodowa dynastia chińska.
Założycielem dynastii był Zhu Yuanzhang, jeden z przywódców powstania przeciwko dynastii Yuan. W 1368 ogłosił się cesarzem i przyjął jako nazwę swojej ery panowania Hongwu, a założoną przez siebie dynastię nazwał Ming, czyli Wspaniała. W tym samym roku została zdobyta stolica dynastii Yuan: Dadu (obecnie Pekin). Cesarz Hongwu próbował stworzyć społeczeństwo oparte na samowystarczalnych wspólnotach wiejskich oraz ograniczyć pozycję kupców. W wyniku jego działań zostało odbudowane rolnictwo oraz zbudowana sieć dróg dla celów wojskowych i administracyjnych. Utrzymywano stałą armię liczącą co najmniej milion żołnierzy.
Za panowania cesarza Yongle (1402–1424) został odbudowany Wielki Kanał, a także wybudowano nową stolicę Pekin, a w nim Zakazane Miasto, pałacową rezydencję cesarza i jego rodziny.  W latach 1405–1433 nowo wybudowana, olbrzymia flota pod dowództwem admirała Zheng He (1371–1433) odbyła siedem wypraw. W trakcie tych międzynarodowych misji trybutarnych docierała do wybrzeży Azji Południowo-Wschodniej oraz do wybrzeży Oceanu Indyjskiego, aż po Egipt i Mozambik. W 1449 wojska chińskie zostały pokonane przez Mongołów w bitwie pod Tumu. Do niewoli dostał się cesarz Zhu Qizhen. Wydarzenie to traktowane jest jako koniec przewagi militarnej Chin nad koczownikami z północy. Dla przeciwdziałania zagrożeniu z ich strony, po 1474 zaczęto ogromnym kosztem rozbudowywać Wielki Mur Chiński.
Od XVI w. rozwijał się handel z Europejczykami i Japonią. Chiny eksportowały głównie jedwab i porcelanę, a importowały srebro, które zastąpiło jako środek wymiany gospodarczej cesarstwa monety miedziane i banknoty. W XVII w. zmiany klimatyczne i nieumiejętna polityka gospodarcza powodowały klęski głodu i towarzyszące im epidemie. Następował upadek autorytetu władz i wybuchały liczne powstania. W 1644 armia powstańcza zajęła Pekin, a ostatni cesarz dynastii Ming, Chongzhen (1627–1644) popełnił samobójstwo. Przywódca powstania, Li Zicheng, ogłosił się cesarzem nowej dynastii Shun. Po miesiącu Pekin został zajęty przez wojska mandżurskie, co oznaczało początek panowania w Chinach mandżurskiej dynastii Qing. Mingowie utrzymali się na południu Chin do 1662.
Panowanie dynastii Ming było okresem rozkwitu sztuki, zarówno malarstwa, poezji, muzyki, literatury, jak i przedstawień scenicznych. Wzorowanie się na osiągnięciach poprzednich epok powodowało, że nie czyniono wysiłków wykroczenia poza to co już istniało. Szczególnie było to widoczne w malarstwie i poezji. Rozwój społeczeństwa konsumpcyjnego w tym okresie wpływał również na kulturę i sztukę. Zaczęła się rozwijać literatura w języku potocznym. Postęp naukowy i technologiczny za panowania dynastii Ming był nieznaczny, szczególnie w porównaniu do tempa rozwoju w krajach cywilizacji zachodniej. Najważniejsze osiągnięcia z drugiej połowy panowania dynastii Ming były zainspirowane kontaktami z Europą. Liczba mieszkańców cesarstwa wzrosła w tym okresie z około 60 milionów do prawie 200 milionów.

## Historia

### Początki

#### Powstanie Czerwonych Turbanów i walka o władzę

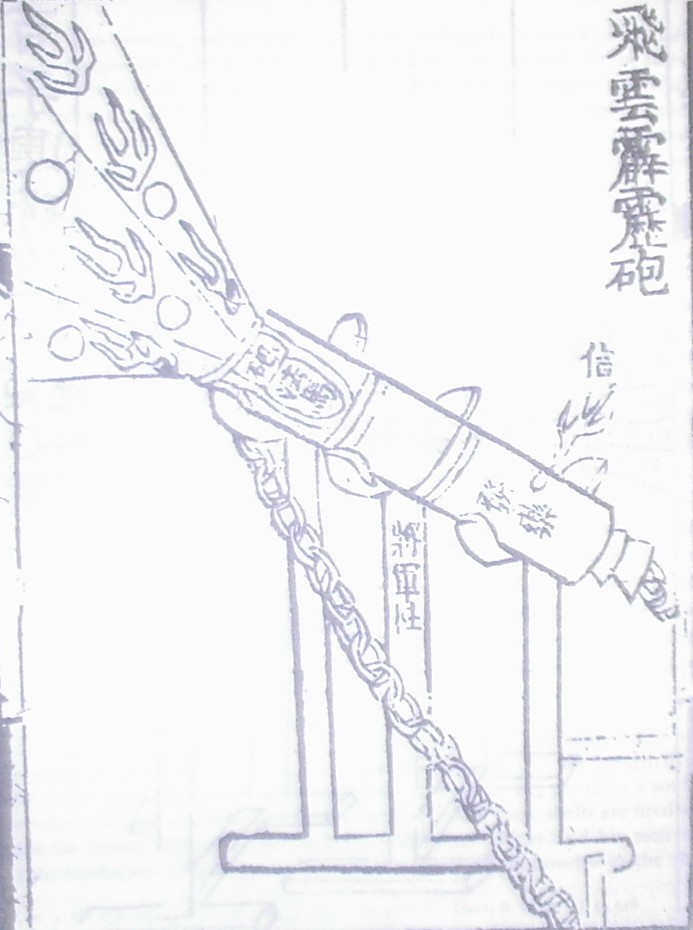
Rysunek armaty – ilustracja z Huolongjing (Podręcznika ognistego smoka) z XIV w., opracowanego przez Jiao Yu i Liu Ji

W latach czterdziestych XIV wieku panowanie rządzącej w Chinach mongolskiej dynastii Yuan (1271–1368), już wcześniej osłabione wskutek korupcji urzędników, nadmiernego fiskalizmu i inflacji wywołanej niekontrolowaną emisją papierowego pieniądza, zaczęło chylić się ku upadkowi w wyniku katastrof naturalnych, epidemii i klęsk głodu, które były częścią trapiącej społeczeństwa od Islandii po Japonię eurazjatyckiej serii „plag, klęsk głodu, upadku rolnictwa, depopulacji i społecznych zaburzeń”. Wybuchały liczne powstania, z których największe było, rozpoczęte w 1351, powstanie Czerwonych Turbanów. Czerwone Turbany były związane z tajnym buddyjskim Stowarzyszeniem Białego Lotosu. Do rekrutacji zwolenników Stowarzyszenie Białego Lotosu wykorzystało zgromadzenie w jednym miejscu 150 tysięcy okolicznych chłopów, wezwanych na przymusowe roboty przy regulacji Rzeki Żółtej.
Zhu Yuanzhang był ubogim chłopem i mnichem buddyjskim, który dołączył do Czerwonych Turbanów w 1352. Szybko zyskał uznanie w ich szeregach i poślubił przybraną córkę jednego z przywódców powstania. W 1356 powstańcy pod przywództwem Zhu Yuanzhanga zdobyli Nankin, który później został stolicą Chin, założonej przez niego dynastii Ming.
Wraz z postępującym osłabieniem dynastii Yuan, poszczególni przywódcy powstania zaczęli walczyć o kontrolę nad Chinami i tym samym o prawo do ustanowienia własnej dynastii cesarskiej. W 1363 w bitwie na jeziorze Poyang Zhu Yuanzhang pokonał swojego głównego rywala i przywódcę rywalizującej z nim grupy Han, Chen Youlianga. Dowodzona przez niego flota Ming, licząca 200 tysięcy marynarzy zdołała pokonać ponad trzykrotnie liczniejszą flotę Han, która miała liczyć 650 tysięcy marynarzy. Zwycięstwo osiągnęła m.in. dzięki masowemu użyciu w bitwie branderów. Zwycięstwo nad ostatnią rywalizującą z nim grupą powstańców dało Zhu Yuanzhangowi kontrolę nad basenem rzeki Jangcy i umocniło jego władzę nad południowymi Chinami. Po tym jak w podejrzanych okolicznościach zginął w 1367 syn pierwszego przywódcy powstania Czerwonych Turbanów, w czasie gdy przebywał na dworze Zhu Yuanzhanga, nie pozostał nikt, kto mógłby mu przeszkodzić w zdobyciu tronu cesarskiego. W 1368, po ogłoszeniu się przez Zhu Yuanzhanga cesarzem, armia Ming zdobyła stolicę dynastii Yuan Dadu (大都, Wielka stolica – obecnie Pekin). Ostatni cesarz z dynastii Yuan uciekł na północ do Xanadu, a pałace dynastii Yuan w Dadu zostały zniszczone; w tym samym roku miasto zmieniło nazwę na Beiping. Zamiast tradycyjnego sposobu nazywania dynastii od nazwy miejsca pochodzenia jej założyciela, Zhu Yuanzhang przyjął nazwę Ming, czyli Wspaniała, wykorzystując precedens stworzony przez dynastię Yuan. Zhu Yuanzhang jest znany jako cesarz Hongwu, od wybranej przez niego nazwy ery panowania. Chociaż Stowarzyszenie Białego Lotosu umożliwiło mu dojście do władzy, Hongwu później kwestionował jego zasługi i zwrócił się przeciwko niemu.

#### Panowanie cesarza Hongwu
Cesarz Hongwu natychmiast podjął działania mające na celu odbudowę infrastruktury państwa. Wybudowano mury obronne wokół Nankinu o długości 48 km oraz pałace i budynki rządowe. Historia dynastii Ming (Mingshi) stwierdza, że już w 1364 Zhu Yuanzhang zaczął opracowywać nowy konfucjański kodeks prawny, Da Ming Lü (chiń. upr. 大明律; chiń. trad. 大明律; pinyin Dàmíng lǜ), który został ukończony w 1397 i zawierał część przepisów pochodzących z kodeksu prawnego z czasów dynastii Tang z 653. Hongwu zorganizował system służby wojskowej znany jako system weisuo (chiń. upr. 卫所制; chiń. trad. 衛所制; pinyin Wèi suǒ zhì), który był podobny do systemu fubing z czasów dynastii Tang (618–907). Jego podstawowym założeniem było to, że żołnierze, kiedy nie walczą lub nie ćwiczą, będą uprawiać ziemię, po to, aby mogli sami się utrzymać. System samowystarczalnych żołnierzy-rolników był jednak nieefektywny; skąpe racje żywnościowe i nieregularne nagrody nie wystarczały do utrzymania oddziałów i następowały liczne dezercje. Z wyjątkiem dobrze zaopatrywanych wojsk stacjonujących na granicach państwa, pozostałe jednostki wojskowe miały po 10% teoretycznego stanu osobowego.

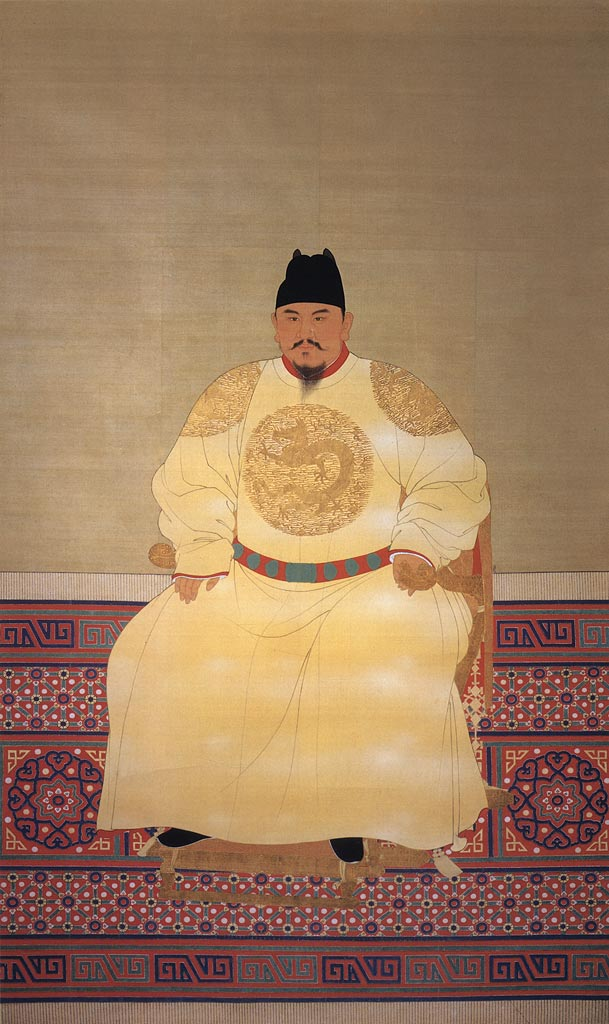
Portret cesarza Hongwu (1368–98). Narodowe Muzeum Pałacowe

Chociaż był konfucjanistą, Hongwu nie miał zaufania do urzędników-uczonych wywodzących się z wyższej klasy społecznej gentry i nie wahał się przed skazywaniem ich na chłostę za przestępstwa. W 1373 wstrzymał egzaminy urzędnicze po stwierdzeniu, że 120 urzędników-uczonych, którzy zdali egzamin i uzyskali tytuł jinshi nie miało odpowiednich kompetencji. W 1384 wznowiono egzaminy urzędnicze. Wkrótce został stracony główny egzaminator po tym, jak odkryto, że egzaminy zdają i otrzymują tytuł jinshi tylko kandydaci z południa Chin.
W 1380 został stracony kanclerz Hu Weiyong pod zarzutem zorganizowania spisku w celu obalenia cesarza; po tym wydarzeniu Hongwu zlikwidował urząd kanclerza i przejął jego obowiązki jako cesarz i szef rządu. Z powodu rosnącej nieufności i podejrzliwości w stosunku do ministrów i poddanych, Hongwu utworzył Jinyi Wei – tajną policję wywodzącą się z jego straży pałacowej. W wyniku jej działań torturowanych było i poniosło śmierć około 100 tysięcy osób w czasie kilku czystek w ciągu 30 lat jego rządów.

### Reformy cesarza Hongwu i odwrót od nich

#### Unifikacja i przesiedlenia
Według historyka Timothego Brooka, cesarz Hongwu próbował utrudnić mobilność społeczną poprzez stworzenie sztywnych, regulowanych przez państwo granic pomiędzy okręgami wiejskimi i większymi miastami oraz utrudnianie handlu i podróży bez zgody władz. Hongwu próbował również wpoić surowe zasady moralne poprzez narzucenie jednolitych ubiorów oraz sposobu mówienia i pisania, które miały nie dawać przewagi osobom lepiej wykształconym. Jego podejrzliwość wobec wykształconych elit dorównywała pogardzie wobec najbogatszych kupców, prowadząc do nałożenia wyjątkowo wysokich podatków na siedzibę wpływowych rodzin kupieckich w rejonie Suzhou w Jiangsu. Wysiedlono tysiące zamożnych rodzin z południowego wschodu i osadzono je w okolicach Nankinu, zabraniając im opuszczać miejsce przymusowego osiedlenia. Aby kontrolować ich działalność handlową, Hongwu zmusił kupców do spisywania co miesiąc wszystkich posiadanych dóbr. Jednym z jego głównych celów było trwałe ograniczenie wpływów kupców i właścicieli ziemskich, jednak niektóre z jego przedsięwzięć umożliwiły im powiększenie majątków.
Stworzony przez Hongwu system masowych przesiedleń i chęć uniknięcia wysokich podatków, skłoniły wielu ludzi do stania się wędrownymi handlarzami, domokrążcami lub pracownikami, których zatrudniali lub dzierżawili im ziemię właściciele ziemscy lub kupcy. W połowie panowania dynastii Ming zrezygnowano z systemu przymusowego osiedlenia i zamiast tego powierzono lokalnym urzędnikom obowiązek rejestracji pracowników sezonowych w celu zwiększenia dochodów podatkowych. Elita bogatych właścicieli ziemskich i kupców panowała nad dzierżawcami, pracownikami najemnymi, służbą domową i robotnikami sezonowymi – miało to mało wspólnego z wizją cesarza Hongwu: ścisłego przestrzegania hierarchicznego systemu podziału na cztery grupy społeczne: urzędników, rolników, rzemieślników i kupców.

#### Samowystarczalne rolnictwo, nadwyżki i urbanizacja

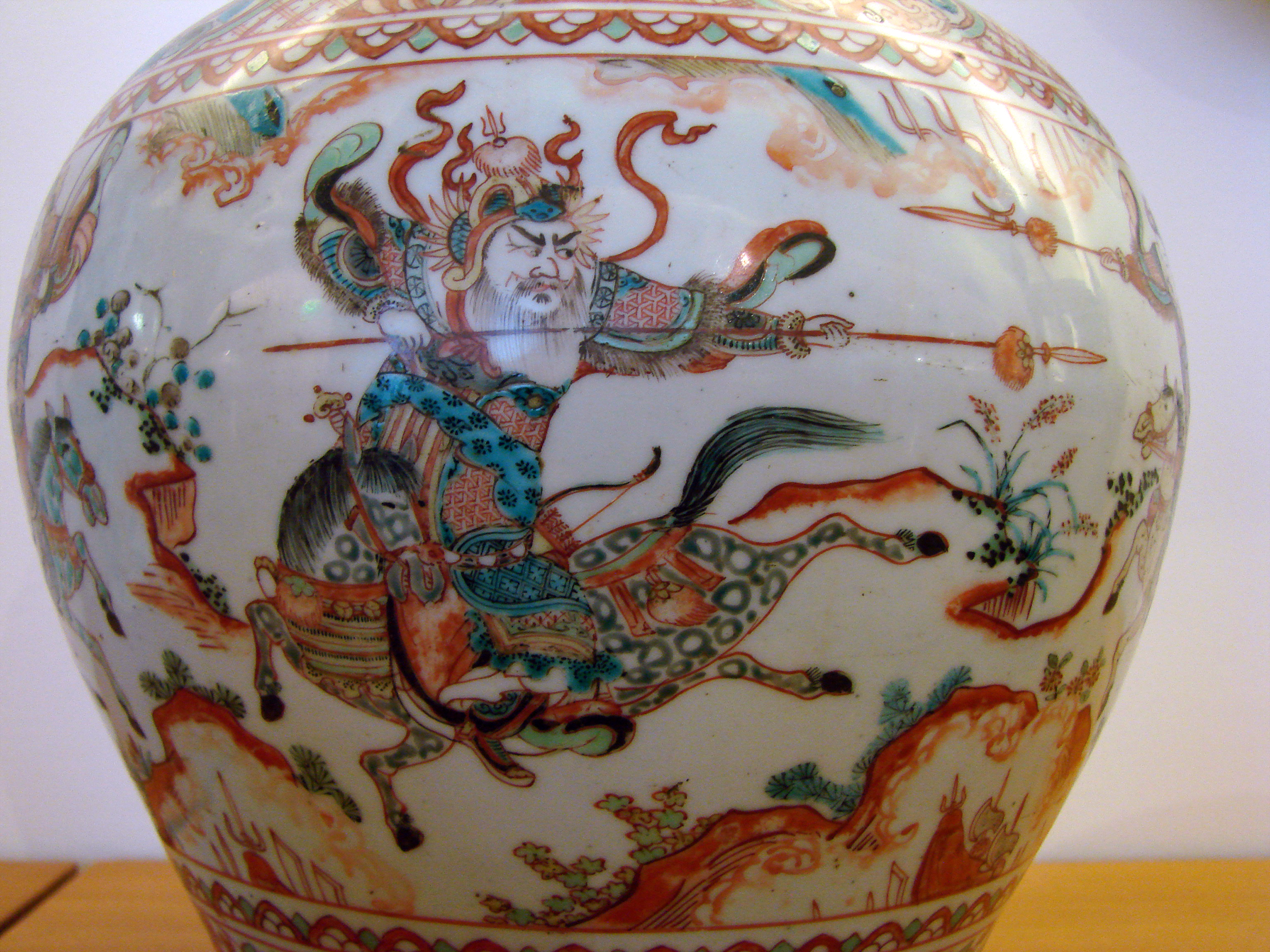
Porcelanowa waza z okresu panowania cesarza Jiajinga (1521–67), Muzeum Guimet; pod koniec panowania dynastii Ming społeczeństwo chińskie stało się społeczeństwem konsumpcyjnym. Od członków elit społecznych oczekiwano umiejętności odróżnienia wyrobów wysokiej jakości od tandety, a nawet wiedzy, który rodzaj roślin będzie wystarczająco rzadki i egzotyczny dla czyjegoś ogrodu

Reformy Hongwu wspierały rolnictwo i produkcję rolną w celu stworzenia samowystarczalnych wspólnot, które nie będą opierać się na handlu, który – jak sądził cesarz – ograniczy się tylko do miast. Jednak wytwarzane w wyniku reform nadwyżki żywności, zachęciły rolników do jej sprzedaży. Początkowo handel miał miejsce przy szlakach komunikacyjnych; przed połową panowania dynastii Ming rolnicy zaczęli sprzedawać swoje produkty również w pobliskich miastach. Gdy miasta i wsie połączyła już sieć powiązań handlowych, wiejskie gospodarstwa domowe zaczęły zajmować się również tradycyjnymi miejskimi rzemiosłami, takimi jak tkactwo oraz wytwarzanie odzieży bawełnianej i jedwabnej. Pod koniec panowania dynastii Ming konserwatywni konfucjaniści coraz głośniej wyrażali zaniepokojenie, że tradycyjny porządek społeczny jest podkopywany przez chłopów przejmujących miejskie zwyczaje i związaną z nimi dekadencję.
Rolnicy nie byli jedyną grupą społeczną, na którą wpłynęła rosnąca komercjalizacja stosunków społecznych w Chinach; wywarła ona również silny wpływ na grupę właścicieli ziemskich, z której to grupy społecznej zazwyczaj pochodzili urzędnicy administracji państwowej. Zgodnie z tradycją urzędników traktowano jako skromne osoby, które nie wykorzystują swojego stanowiska jako okazji do wzbogacenia; byli znani z tego, że chodzili pieszo ze swoich domów na wsi, gdzie mieszkali, do miast, gdzie pracowali. Za panowania cesarza Zhengde (1505–21), urzędnicy byli już noszeni w luksusowych lektykach i zaczęli nabywać obszerne domy w prestiżowych dzielnicach miast, zamiast mieszkać na wsi. Pod koniec panowania dynastii Ming, zgromadzone bogactwa stały się głównym wyznacznikiem społecznego prestiżu, większym nawet niż posiadanie wysokiej rangi urzędniczej.

#### Wzrost pozycji kupców

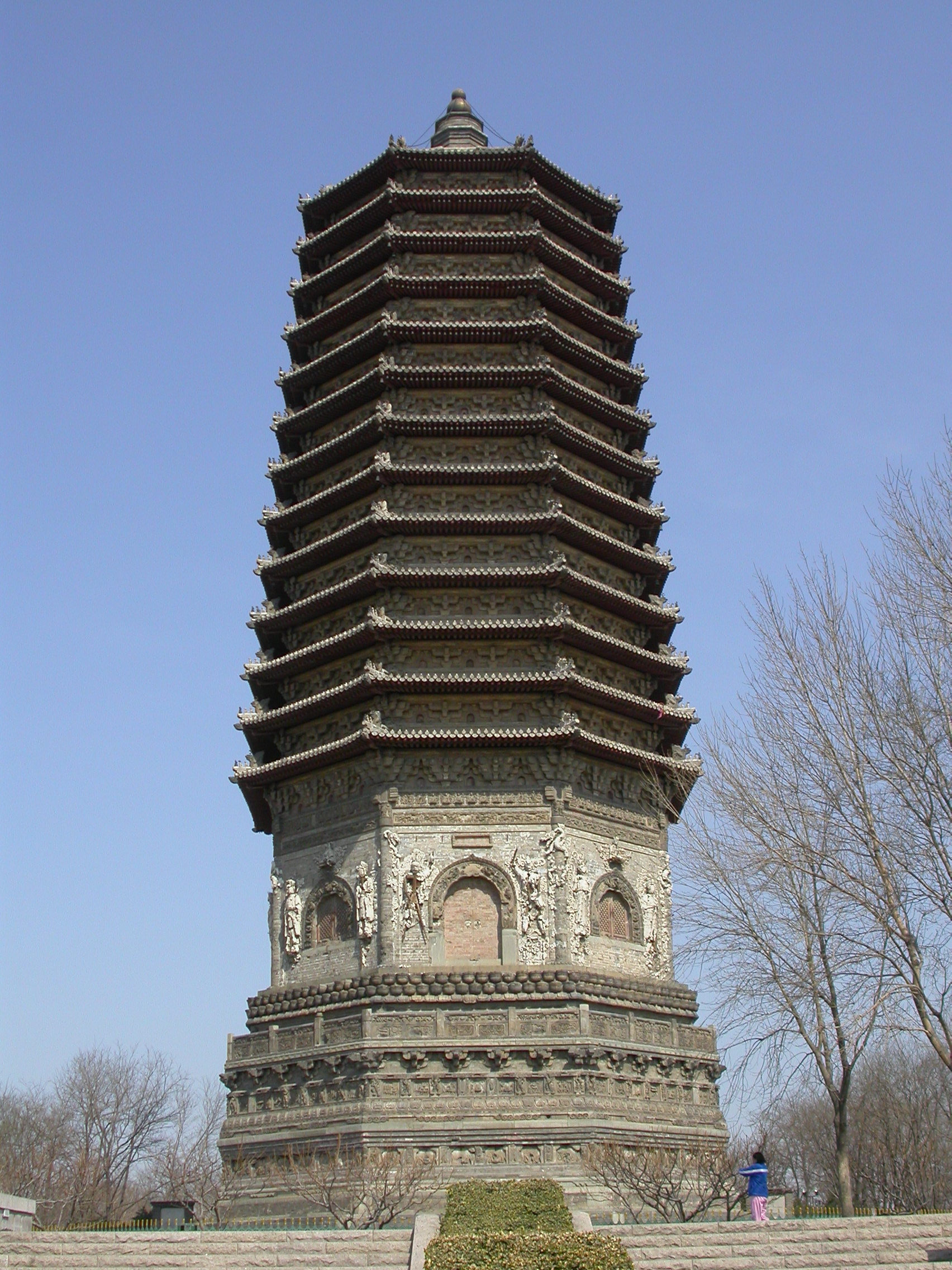
Pagoda świątyni Cishou, zbudowana w 1576; Chińczycy wierzyli, że budowanie pagód w określonych miejscach zgodnie z zasadami feng shui wywiera pozytywny wpływ na otoczenie; pod koniec panowania dynastii Ming do realizacji takich projektów było potrzebne wsparcie finansowe ze strony kupców

W pierwszej połowie panowania dynastii Ming, mandaryni rzadko wspominali w swoich sprawozdaniach o wkładzie kupców w życie lokalnych społeczności. Urzędnicy byli wtedy w stanie sami finansować publiczne projekty budowlane, będące symbolem ich dominującej pozycji politycznej. Jednak w drugiej połowie panowania dynastii Ming urzędnicy powszechnie korzystali ze wsparcia finansowego kupców dla realizacji różnego rodzaju przedsięwzięć, takich jak budowa mostów lub tworzenie nowych szkół konfucjańskich dla członków gentry. Od tego czasu w swoich sprawozdaniach zaczęli pisać o kupcach i często wyrażali się o nich z wielkim szacunkiem, ponieważ bogactwo wynikające z ich działalności gospodarczej zwiększało zasoby państwa, jak również zwiększało druk ksiąg niezbędnych dla edukacji gentry. Kupcy zaczęli przejmować zwyczaje i zainteresowania kulturalne gentry, zacierając granice pomiędzy kupcami a gentry i torując drogę członkom rodzin kupieckich do stanowisk urzędniczych. Początki tych zmian można znaleźć już w czasach dynastii Song (960–1279), jednak stało się to bardziej widoczne za panowania dynastii Ming. Źródła z końca epoki Ming pokazują, że nie był przestrzegany ścisły hierarchiczny podział społeczeństwa na cztery grupy społeczne: urzędników (shi (士)), rolników (nong (农)), rzemieślników (gong (工)) i kupców (shang (商)).

#### Szlaki komunikacyjne i wzrost gospodarczy
Cesarz Hongwu uważał, że tylko kurierzy rządowi i drobni handlarze detaliczni powinni mieć prawo do podróżowania daleko poza ich rodzinne miejscowości. Pomimo jego starań aby narzucić ten punkt widzenia, budowa sprawnej sieci komunikacyjnej przeznaczonej dla administracji i wojska, spowodowała powstanie nieoficjalnej sieci połączeń handlowych równoległej do oficjalnej. Koreański urzędnik Choe Bu (1454–1504), którego statek rozbił się u wybrzeży Chin w 1488, zauważył, że miejscowa ludność nie znała odległości między różnymi miejscowościami kraju, która to wiedza była zastrzeżona dla wojska i administracji. To się diametralnie zmieniło pod koniec panowania dynastii Ming, kiedy to kupcy nie tylko odbywali dalekie podróże wraz ze swoimi towarami, ale także przekupywali urzędników, aby móc korzystać z rządowych szlaków komunikacyjnych, a nawet drukowano przewodniki, które naśladowały oficjalne mapy rządowe.

#### Kupcy, wolny rynek i srebro

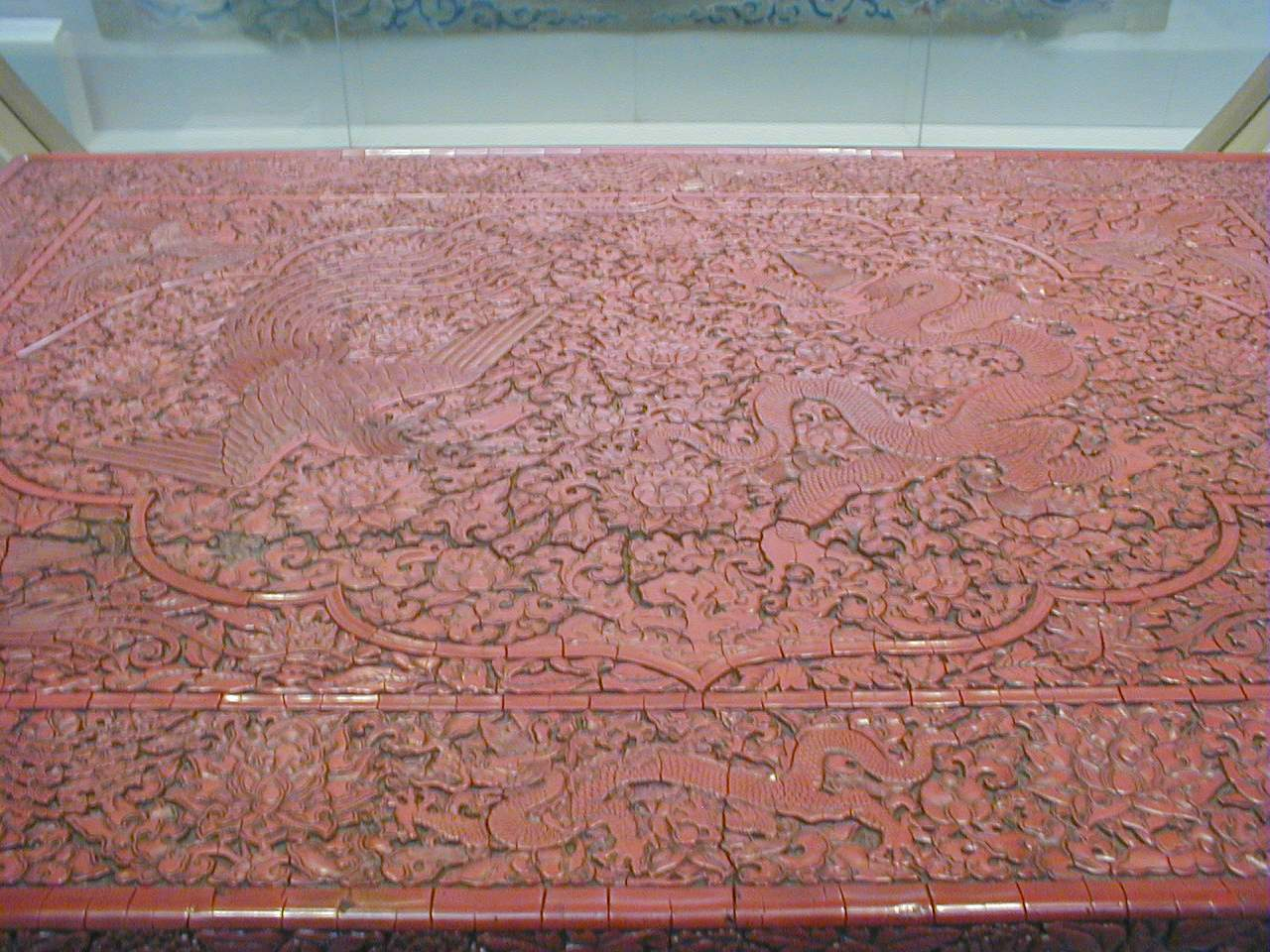
Mebel z laki w Muzeum Wiktorii i Alberta, pochodzący z warsztatów cesarskich założonych w Pekinie w początkach panowania dynastii Ming. Zdobiony wizerunkami smoków i feniksów, został wykonany za panowania cesarza Xuande (1425–35). Warsztaty cesarskie w czasach dynastii Ming były nadzorowane przez biuro eunuchów

W połowie panowania dynastii Ming aktywność gospodarcza kupców została częściowo zinstytucjonalizowana przez państwo, co uwidoczniło zależność od niej mandarynów. Qiu Jun (1420–95), mandaryn z wyspy Hajnan, argumentował, że państwo powinno ograniczać działanie rynku jedynie w czasie kryzysu i że kupcy stanowią najlepszy wskaźnik mierzący zasoby gospodarcze kraju. Rząd zastosował się do tych wskazówek w połowie panowania dynastii Ming, kiedy pozwolono na przejęcie przez kupców państwowego monopolu na produkcję soli. Był to stopniowy proces, gdy państwo zdobywało środki na zaopatrzenie armii stacjonującej na północnej granicy poprzez przyznawanie kupcom licencji na handel solą w zamian za dostawy zaopatrzenia. Rząd zrozumiał, że kupcy mogliby płacić srebrem za licencje na produkcję i handel solą i w ten sposób zwiększyć dochody państwa do tego stopnia, że zakup zaopatrzenia nie byłby problemem. Za panowania cesarza Hongwu i w erze Zhengtong cesarza Zhu Qizhena (1435–49) władze usiłowały ograniczyć rolę srebra jako środka płatniczego na rzecz pieniądza papierowego, jednak nielegalne wydobycie metali szlachetnych odbywało się na dużą skalę. Hongwu nie rozumiał, że rozdawnictwo olbrzymiej ilości banknotów jako nagród wywołuje inflację; w 1425, pieniądz papierowy był warty realnie tylko między 0,025% a 0,014% swojej pierwotnej wartości z XIV wieku. Wartość miedzianych monet również znacznie się zmniejszyła, także w wyniku ich podrabiania na dużą skalę. W XVI wieku, nawiązanie kontaktów handlowych z Europą spowodowało napływ dużych ilości srebra, które w coraz większym stopniu zaczęło zdobywać pozycję środka płatniczego. Już w 1436 w prowincjach południowych podatek płacony w zbożu został częściowo zamieniony na podatek płacony w srebrze. Od 1581, od reformy zainicjowanej przez Wielkiego Sekretarza Zhang Juzhenga (1525–82), podatki od ilości posiadanej ziemi były płacone w srebrze.

### Panowanie cesarza Yongle

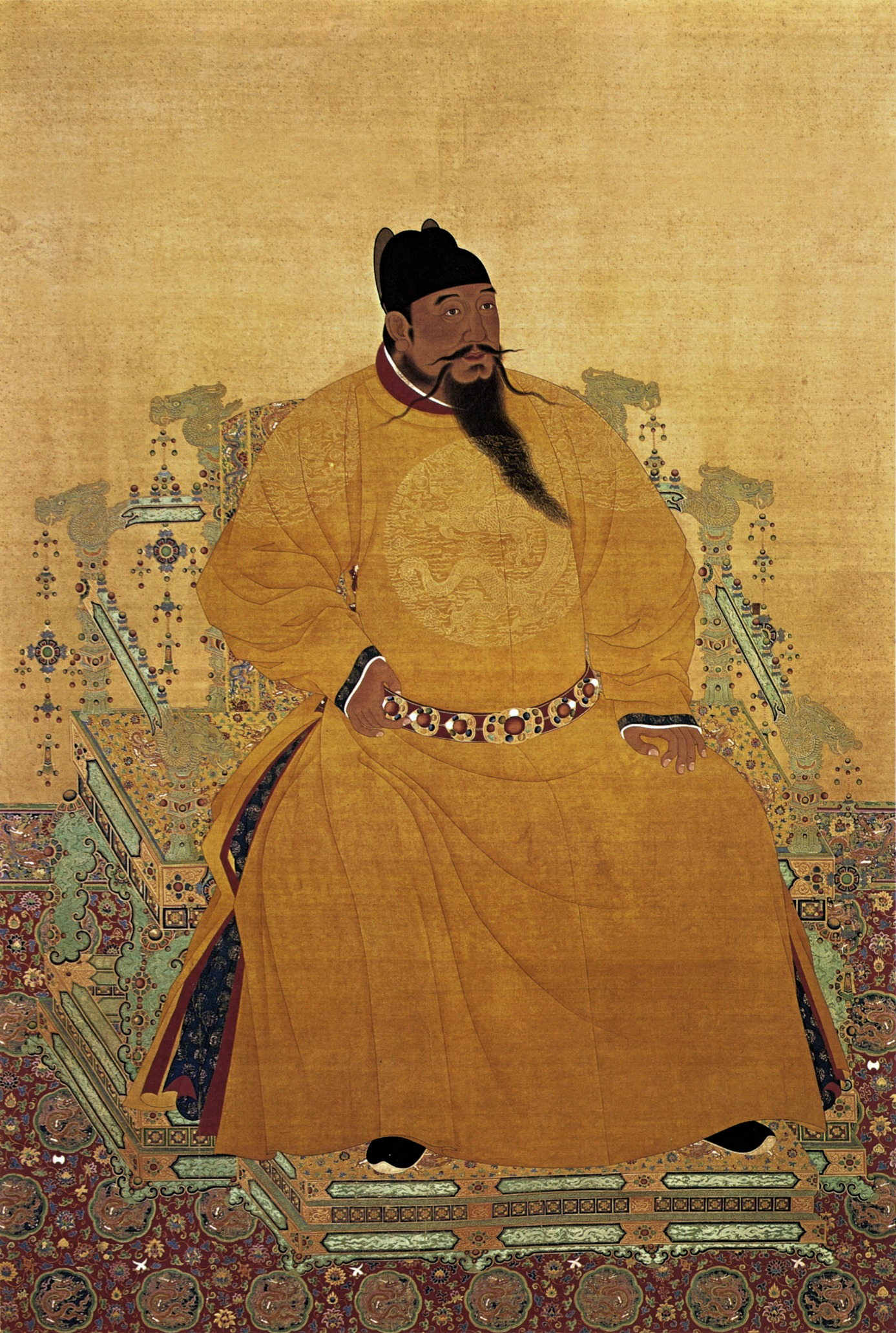
Portret cesarza Yongle (1402–24)

#### Droga do władzy
Po śmierci cesarza Hongwu w 1398, tron objął jego wnuk Zhu Yunwen jako cesarz Jianwen (1398–1402). W 1399 rozpoczęła się trzyletnia wojna domowa, gdy przeciwko niemu wystąpił jego wuj Zhu Di, książę Yan. Jianwen znał ambicje braci swojego zmarłego ojca i podjął kroki w celu ograniczenia ich wpływów. Zhu Di, dowodzący wojskami stacjonującymi w okolicach Pekinu, ochraniającymi północną granicę, był jego najgroźniejszym przeciwnikiem. Po aresztowaniu na rozkaz Jianwena wielu współpracowników Zhu Di, wzniecił on bunt przeciwko cesarzowi. Pod pozorem ratowania młodego Jianwena przed jego skorumpowanymi urzędnikami, Zhu Di osobiście dowodził zbuntowanymi wojskami; pałac cesarski w Nankinie spłonął wraz cesarzem Jianwenem, jego żoną, matką i dworem. Zhu Di wstąpił na tron jako cesarz Yongle (1402–1424); jego panowanie jest powszechnie postrzegane przez uczonych jako ponowne założenie dynastii Ming, ponieważ anulował wiele zmian wprowadzonych przez swojego ojca, cesarza Hongwu.

#### Nowa stolica i odbudowa Wielkiego Kanału
Yongle w 1403 ogłosił, że nową stolicą Chin będzie jego dotychczasowa siedziba: Pekin. Budowa nowej stolicy trwała od 1407 do 1420, a przy jej budowie pracowało setki tysięcy robotników dziennie. W centrum stolicy znajdowało się Miasto Cesarskie, a w nim z kolei Zakazane Miasto, pałacowa rezydencja cesarza i jego rodziny. Do 1553, zewnętrzne miasto zostało poszerzone w kierunku południowym, co zwiększyło powierzchnię stolicy do ponad 60 km².

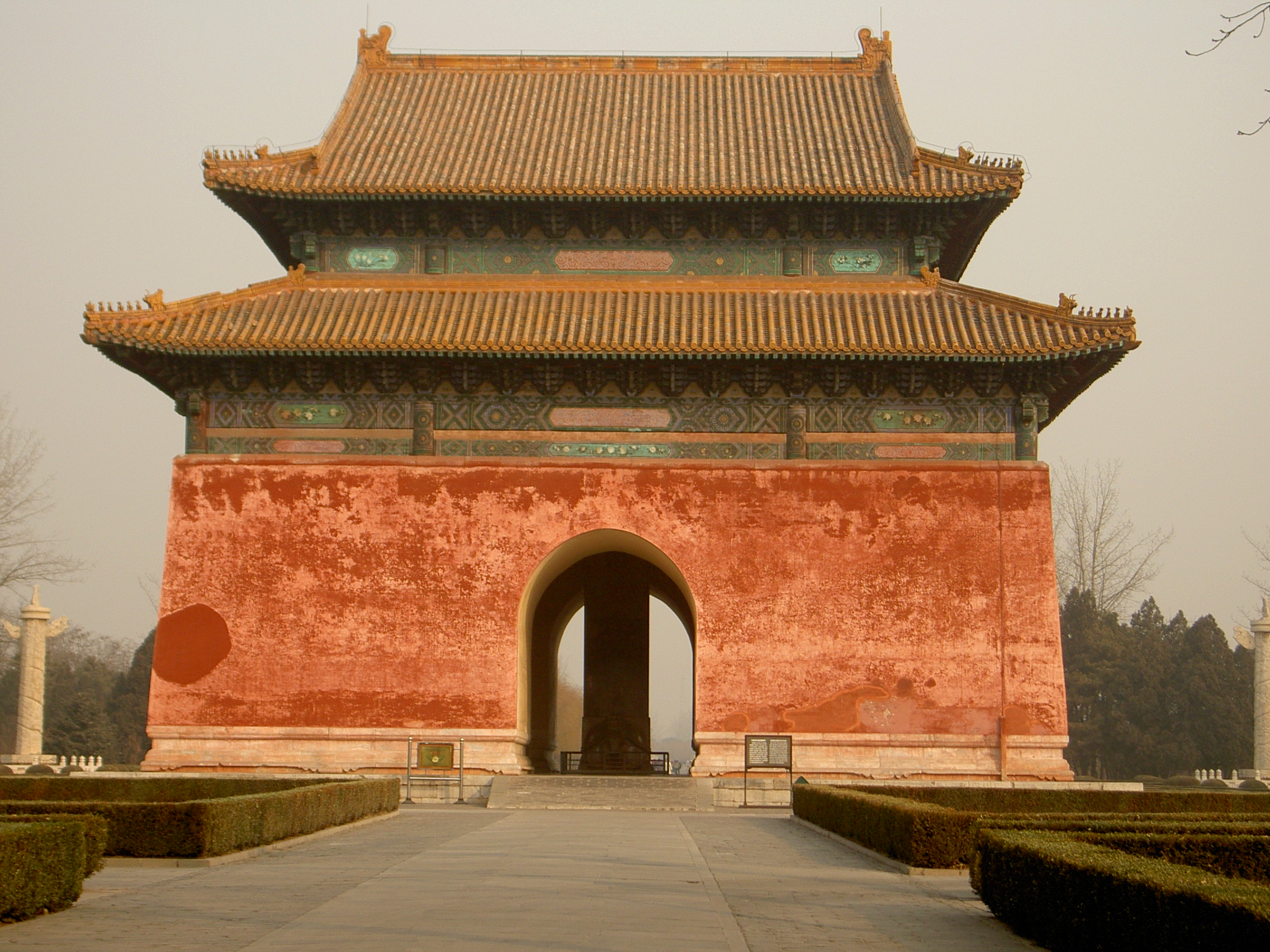
Grobowce dynastii Ming, kompleks nekropolii położony 50 km na północ od Pekinu; na zdjęciu Pawilon Steli

Za panowania cesarza Yongle, po dziesięcioleciach popadania w ruinę, w latach 1411–1415 został odbudowany Wielki Kanał. Impulsem do jego odbudowy była chęć rozwiązania problemu transportu ziarna na północ Chin i do Pekinu. Transport 4 mln shi rocznie (1 shi ≈ 107 litrów) był utrudniony ze względu na nieefektywny system transportu przez Morze Wschodniochińskie lub przez kilka kanałów śródlądowych, który wymuszał kilkakrotne przenoszenie ładunku między różnego typu barkami. Około 165 tysięcy robotników odbudowywało kanał w zachodnim Szantungu i zbudowało 15 śluz. Ponowne otwarcie Wielkiego Kanału miało również wpływ na Nankin, ponieważ większego od niego znaczenia gospodarczego nabrało miasto Suzhou, które stało się najważniejszym ośrodkiem handlowym w Chinach.
Chociaż nakazał przeprowadzenie kilku krwawych czystek jak jego ojciec − w tym egzekucję Fang Xiaoru, który odmówił napisania jego mowy inauguracyjnej − Yongle miał inny stosunek do urzędników-uczonych. W celu ułatwienia nauki dla tych, którzy przygotowywali się do egzaminów urzędniczych, nakazał sporządzić kompilację tekstów konfucjańskiej szkoły zasad Cheng Yi i Zhu Xi. Yongle zatrudnił ponad dwa tysiące uczonych, którzy sporządzili zawierającą 50 mln słów (22 938 rozdziałów) encyklopedię, skompilowaną z siedmiu tysięcy ksiąg. Przewyższyła ona zakresem tematyki i rozmiarami wszystkie poprzednie encyklopedie włącznie z XI-wieczną kompilacją Songsi Dashu (Cztery wielkie księgi ery Song). Jednak mandaryni nie byli jedyną grupą społeczną, z którą Yongle musiał współpracować i pozyskać. Historyk Michael Chang wskazuje, że Yongle był „cesarzem w siodle”, który często przemieszczał się między obiema stolicami (tak jak to czynili cesarze dynastii Yuan) i stale prowadził wyprawy wojskowe do Mongolii. Było to sprzeczne z konfucjańskimi zasadami, natomiast wzmacniało pozycję eunuchów i wojskowych, których pozycja zależała od cesarza.

#### Wyprawy Zheng He

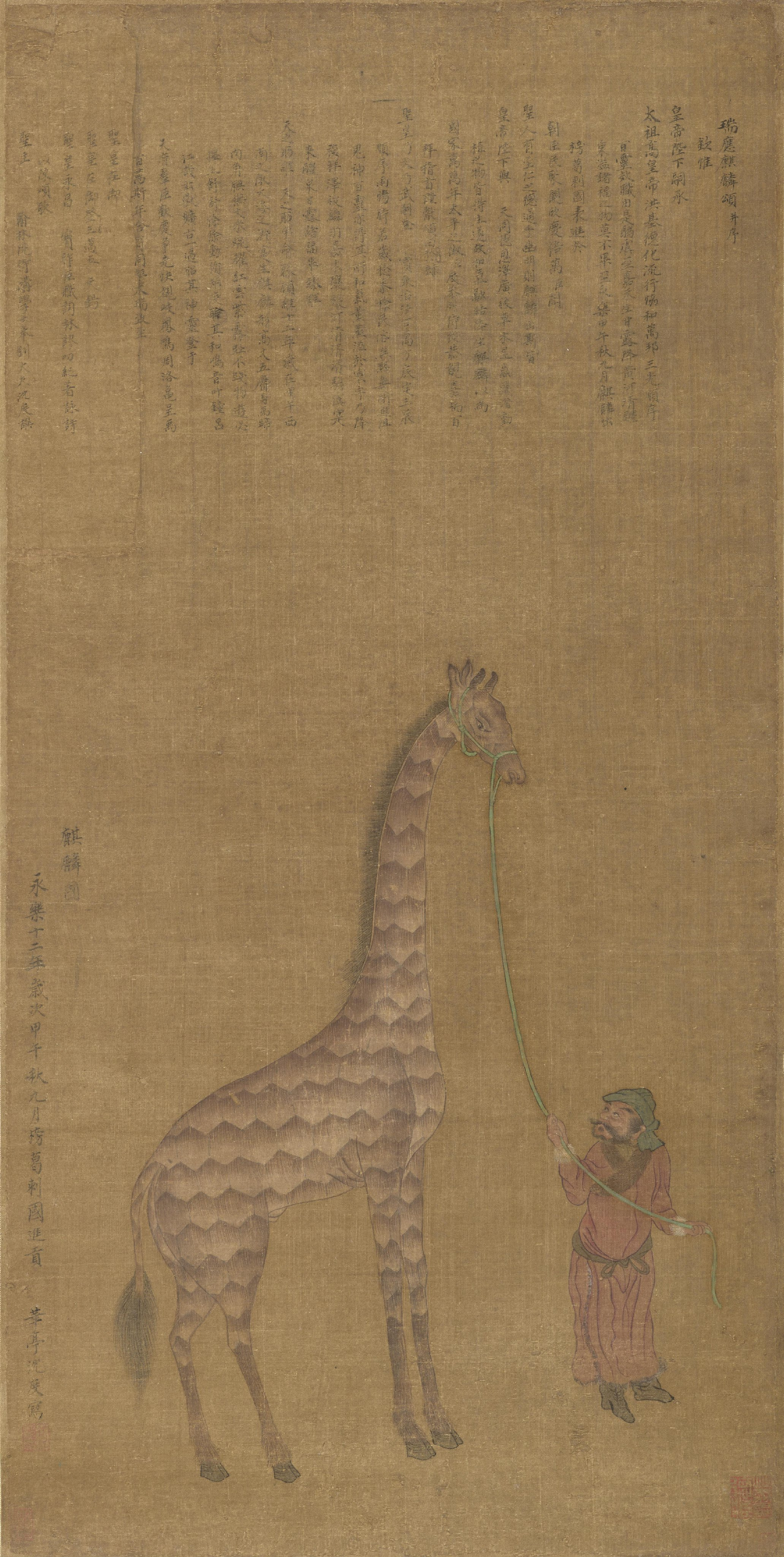
Żyrafa przywieziona z półwyspu Somalijskiego w 12 roku panowania cesarza Yongle (1414); Chińczycy uważali, że żyrafa jest powiązana z mitycznym qilinem

W 1405 cesarz Yongle mianował swojego zaufanego dowódcę, eunucha Zheng He (1371–1433), admirałem nowo wybudowanej, olbrzymiej floty, przeznaczonej do międzynarodowych misji trybutarnych. Chińczycy wysyłali drogą lądową na zachód misje dyplomatyczne od czasów dynastii Han (206 p.n.e. – 220 n.e.) i byli zaangażowani od stuleci w prywatny handel zamorski sięgający aż do Afryki Wschodniej, szczególnie w czasach dynastii Song i Yuan. Jednak do tej pory nie wysłali żadnej misji porównywalnej wielkości i rozmiarów. Dla celów kolejnych misji zagranicznych, stocznie w Nankinie wybudowały w latach 1403-19 dwa tysiące statków, w tym ogromne baochuany (chiń. upr. 宝船; chiń. trad. 寶船; pinyin Bǎochuán, tłum.: okręt skarbowy), które miały mieć 112–134  m długości i 45–54 m szerokości. Jednak rozmiary tych statków zostały zakwestionowane przez niektórych badaczy, którzy szacują faktyczną długość tych statków na 59 m (200 stóp).
W pierwszej wyprawie w latach 1405-07 uczestniczyło 317 statków z załogą liczącą 26 800 osób oraz 70 eunuchów, 180 osób personelu medycznego, 5 astrologów i 300 dowódców wojskowych. Wyprawy nie były kontynuowane po śmierci Zheng He. Jednak jego śmierć była tylko jednym z czynników, które spowodowały zaprzestanie tych misji. Yongle podbił Wietnam w 1407 i ustanowił tam prowincję chińską, jednak wojska chińskie zostały wyparte z tego kraju w 1428; w 1431 nowa wietnamska dynastia Hậu Lê została uznana przez Chiny za władców odrębnego państwa wasalnego. Istniało także zagrożenie ze strony rosnących w siłę Mongołów, co odwracało uwagę dworu od innych spraw. Dla przeciwdziałania temu zagrożeniu zaczęto po 1474 ogromnym kosztem rozbudowywać Wielki Mur Chiński. Przeniesienie przez cesarza Yongle stolicy z Nankinu do Pekinu było w dużej mierze spowodowane koniecznością szybkiej reakcji na zagrożenie ze strony Mongołów. Mandaryni wiązali ogromne wydatki na flotę z silną pozycją eunuchów na dworze cesarskim, więc wstrzymanie finansowania tych wypraw traktowali jako jeden ze środków osłabienia wpływów eunuchów.

### Katastrofa Tumu i Mongołowie

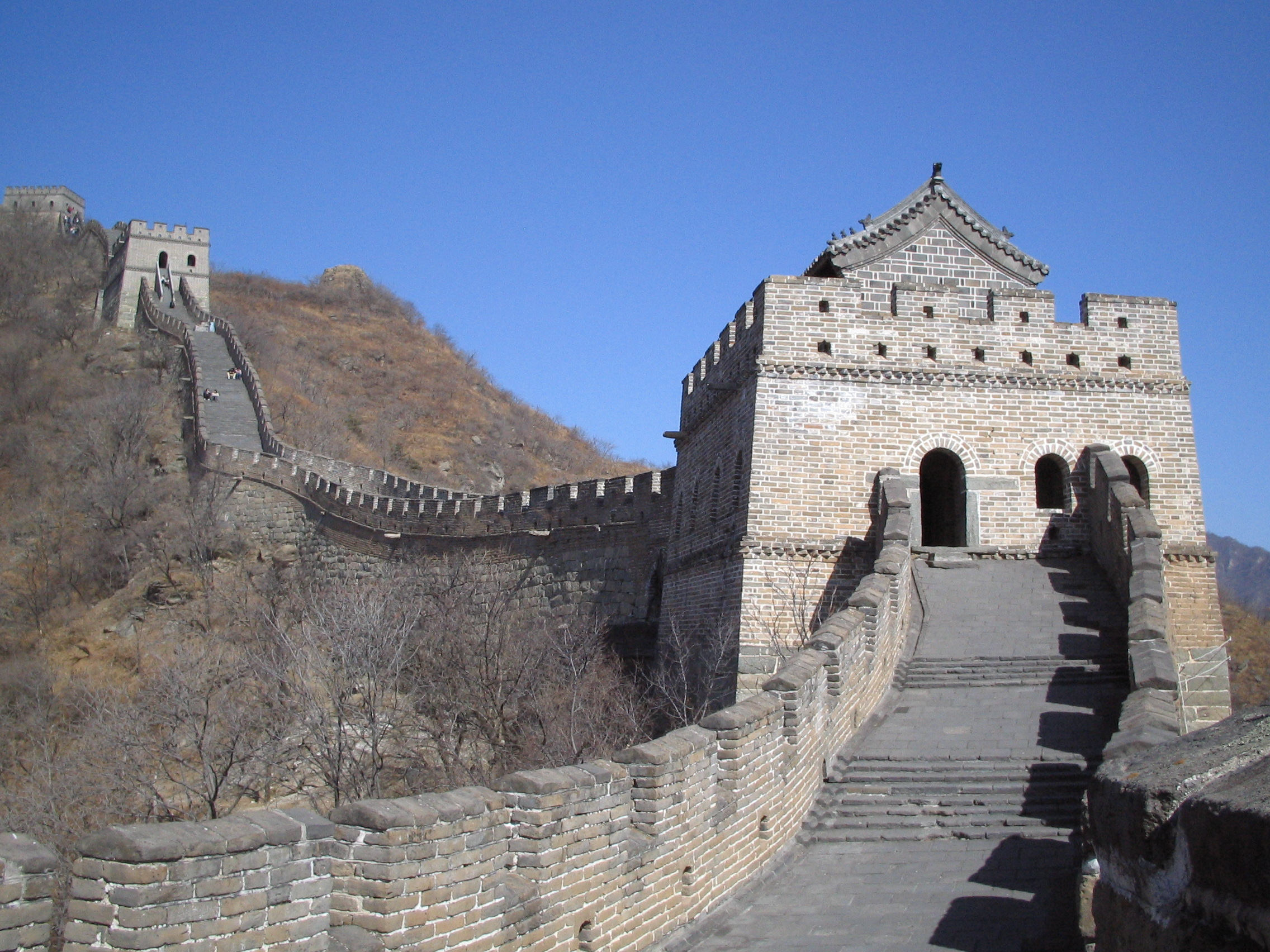
Wielki Mur Chiński; chociaż mury z ubitej ziemi z Okresu Walczących Królestw zostały odbudowane i połączone w jeden system obronny w czasach dynastii Qin i dynastii Han, jednak zdecydowana większość znanego dziś muru z cegły i kamienia, powstała w czasach dynastii Ming

#### Panowanie cesarzy Hongxi, Xuande i Zhu Qizhena
Po śmierci cesarza Yongle w 1424 na tron wstąpił jego syn, który przyjął tytuł Hongxi (1424–25). Wstrzymał on ekspansjonistyczną politykę ojca, w tym wyprawy przeciwko Mongołom oraz zakazał dalszych wypraw trybutarnych Zheng He. Po cesarzu Hongxi panował jego syn, cesarz Xuande (1425–1435). Po niepowodzeniu ekspedycji wojskowej wysłanej w 1426 w celu stłumienia powstania w Wietnamie, w 1427 podjął decyzję o wycofaniu stamtąd wojsk chińskich. Za jego panowania miała miejsce siódma, ostatnia wyprawa Zheng He. Jego panowanie przebiegało bez większych problemów wewnętrznych i zewnętrznych i jest uznawane za szczytowy okres świetności dynastii Ming.
W 1435 cesarzem został najstarszy syn cesarza Xuande – Zhu Qizhen. W chwili objęcia tronu miał 8 lat, co stwarzało poważne problemy proceduralne, gdyż zgodnie z zasadami ustalonymi przez cesarza Hongwu, decyzje mógł podejmować tylko cesarz i nie była dozwolona żadna regencja. Nominalnie rząd funkcjonował pod kontrolą niepełnoletniego cesarza, a nieformalną regentką stała się jego babka, cesarzowa Zhang (zm. 1442) – wdowa po cesarzu Hongxi i matka cesarza Xuande. Wielki wpływ na cesarza miał również jego wychowawca, nauczyciel i powiernik – eunuch Wang Zhen. W 1442 Zhu Qizhen objął osobiste rządy, a wkrótce zmarła jego babka. Pierwszy okres panowania cesarza Zhu Qizhena – era Zhengtong – jest uważany za jeden z najpomyślniejszych w dziejach dynastii Ming. W lipcu 1449 wódz Ojratów Esen rozpoczął inwazję na Chiny. Naczelny eunuch Wang Zhen zachęcił cesarza Zhu Qizhena, aby osobiście poprowadził wojsko przeciwko Mongołom, Cesarz wyruszył ze stolicy z 50-tysięczną armią i mianował swojego przyrodniego brata Zhu Qiyu tymczasowym regentem. 8 września w bitwie pod Tumu Esen pokonał armię cesarską, a sam cesarz dostał się do niewoli. Wydarzenie to oznaczało koniec supremacji militarnej Chin i jest określane jako Katastrofa Tumu. Wojska Esena spustoszyły tereny Chin, aż po przedmieścia Pekinu. Okolice Pekinu zostały ponownie spustoszone w listopadzie przez miejscowych bandytów i Mongołów – dezerterów z armii cesarskiej, udających żołnierzy Esena. Również wielu Chińczyków zajęło się grabieżami po Katastrofie Tumu.
Mongołowie zażądali okupu za pojmanego cesarza. Jednak plan się nie powiódł, ponieważ na tron wstąpił jego przyrodni brat Zhu Qiyu, jako cesarz Jingtai (1449-57); a atak mongolski został odparty przez ministra wojny Yu Qiana (1398–1457), który zdołał opanować panikę w Chinach po Katastrofie Tumu. Ponieważ ktoś inny zasiadał na tronie, Zhu Qizhen stał się bezużyteczny dla Mongołów, więc uwolnili go i pozwolili powrócić do Chin. Zhu Qizhen został umieszczony w areszcie domowym, w którym przebywał aż do przewrotu pałacowego w 1457, znanego pod nazwą „tomen” – „wyważenie bram pałacowych”. Po przewrocie ponownie objął tron, przyjmując nową nazwę ery panowania Tianshun.
Era Tianshun przebiegała pod znakiem niepokojów, jak również problemów związanych z kwestią służby Mongołów w wojsku cesarskim. 7 sierpnia 1461, chiński generał Cao Qin, dowodzący wojskami złożonymi z żołnierzy pochodzenia mongolskiego i pochodzenia chińskiego, próbował dokonać przewrotu wojskowego, obawiając się, że może zostać kolejną ofiarą czystki prowadzonej przez cesarza. Mongołowie służący w armii cesarskiej również stawali się coraz bardziej zaniepokojeni, ponieważ Chińczycy przestali ufać swoim mongolskim podwładnym po Katastrofie Tumu. Rebelianci dowodzeni przez Cao Qina zdołali podłożyć ogień pod wschodnie i zachodnie bramy Miasta Cesarskiego w Pekinie (który został zgaszony przez ulewny deszcz padający podczas walk) i zabić kilku wysokich urzędników, zanim zostali pokonani, a Cao Qin popełnił samobójstwo, aby nie dostać się w ręce wojsk cesarskich. Cesarz Zhu Qizhen zmarł w 1464, po krótkiej chorobie, w wieku 37 lat.

#### Rządy cesarzy Chenghua, Hongzhi i Zhengde
W lutym 1464 rządy objął 16-letni cesarz Chenghua (1464-1487). W pierwszej połowie swoich rządów cesarz opierał się na urzędnikach z Wielkiego Sekretariatu. Przez cały okres panowania pozostawał pod wpływem swojej konkubiny, Pani Wan. Promowała ona eunuchów i swoją rodzinę, przyczyniła się do rozpowszechnienia się na wielką skalę korupcji. W ostatnich latach panowania faktyczna władza wpadła w ręce eunuchów Wang Zhi i Liang Zhi. W całym kraju wybuchały powstania chłopskie, które były brutalnie tłumione. Za jego panowania rozpoczęto rozbudowę Wielkiego Muru Chińskiego. 1 września 1487 cesarz poczuł się źle, 4 września nakazał swojemu synowi przewodniczyć posiedzeniom rządu, a 9 września zmarł.
W 1487 rządy objął syn cesarza Chenghua – cesarz Hongzhi (1487-1505). Po wstąpieniu na tron jego rządy były prowadzone w duchu ideologii konfucjańskiej, a on sam stał się pilnym i pracowitym cesarzem. Ściśle nadzorował sprawy państwowe, obniżał podatki i zbędne wydatki rządowe, na stanowiska rządowe wybierał zdolnych urzędników. Cesarz harmonijnie współpracował z Wielkimi Sekretarzami i ministrami, co było rzadkością w drugiej połowie panowania dynastii. Ograniczył wszechwładzę eunuchów i wpływ intryg pałacowych na rządy. Oficjalna historiografia chińska opisuje go jako jednego z pięciu pozytywnie ocenianych władców dynastii Ming, obok cesarzy Hongwu, Yongle, Hongxi i Xuande. W przeciwieństwie do swojego ojca, cesarz Zhengde (1505-1521) lekceważył sprawy państwa i zajmował się przede wszystkim rozrywkami. Faktyczna władza znalazła się w rękach eunucha Liu Jina, a następnie faworytów cesarza: Qian Ninga i Jiang Bina. O ile pierwszy był obeznany z zasadami działania administracji cesarstwa, to działania pozostałych wprowadzały chaos w państwie. Dodatkowo rozrzutność cesarza pogłębiała problemy finansowe cesarstwa. W okresie jego panowania nasiliły się najazdy Mongołów pod wodzą Dajan-chana. W 1517 wojska chińskie pod dowództwem cesarza pokonały wojska mongolskie. Było to jedyne zwycięstwo wojsk chińskich nad głównymi siłami mongolskimi w XVI wieku. Cesarz Zhengde zmarł bezpotomnie w 1521. Jego panowanie jest oceniane jednoznacznie negatywnie przez tradycyjną historiografię chińską, a za nią przez historyków zachodnich.

#### Cesarze Jiajing i Longqing
Wielki Sekretarz Yang Tinghe zdołał przeforsować, że następnym cesarzem został kuzyn cesarza Zhengde – Zhu Houcong, który jako nazwę swojej ery przyjął Jiajing (1521-1567). Wielki Sekretarz ograniczył wpływy eunuchów, odzyskał część nieruchomości rozdanych przez poprzedniego cesarza i pozbył się tysięcy jego popleczników. W marcu 1524 cesarz zmusił Yang Tinghe do złożenia rezygnacji ze stanowiska. W czerwcu tego roku kazał aresztować i wychłostać ponad 200 urzędników-uczonych, którzy błagali go, aby nie nakazywał oddawania czci cesarskiej swojemu zmarłemu ojcu (który nie był cesarzem). W wyniku chłosty 17 z nich zmarło, pozostałych przy życiu zdymisjonowano i skazano na banicję. W 1528 69-letni Yang Tinghe został skazany na śmierć, co cesarz w drodze łaski zamienił na degradację. Odtąd cesarz rządził despotycznie, urzędnicy zachowywali swoje stanowiska tak długo, jak bezwarunkowo spełniali wszystkie jego zachcianki. Stał się jedną z najbardziej antypatycznych postaci wśród cesarzy dynastii. Wiele jego braków jako cesarza jest związane z jego wiarą w magię i taoizm. Od lat 30. zaczął się wycofywać z bieżącego prowadzenia spraw państwa, skoncentrował się na poszukiwaniu środków zwiększających długość życia i sprawność seksualną. Np. wierząc, że może do tego przyczynić się stosunek z czternastoletnią dziewicą, kazał przyjąć do pałacu prawie tysiąc młodszych dziewcząt. Na początku panowania jego syna, cesarza Longqinga (1567-1572), zostały podjęte reformy mające wzmocnić państwo (ograniczenie korupcji, władzy eunuchów, zniesienie zakazu handlu zagranicznego). Po obiecujących początkach, cesarz porzucił obowiązki rządowe i oddał się rozrywkom pałacowym.
Za rządów Dajan-chana (zm. 1543) i jego następców, mongolskie zagrożenie dla Chin było największe od XV wieku, chociaż sporadyczne najazdy odbywały się przez cały okres panowania dynastii Ming. Jak w czasie Katastrofy Tumu, mongolski wódz, wnuk Dajan-chana, Altan-chan (zm. 1582) najechał Chiny i spustoszył okolice Pekinu. Chińczycy używali wojsk pochodzenia mongolskiego do odpierania najazdów Altan-chana, tak jak poprzednio mongolskich wojskowych do stłumienia rebelii Cao Qina. Podczas gdy cesarz Yongle podjął pięć dużych wypraw wojskowych na północ od Wielkiego Muru, idąc w ślady cesarza Hongwu walczącego z ostatnimi przedstawicielami dynastii Yuan, stałe zagrożenie najazdami mongolskimi skłoniło jego następców do odbudowy Wielkiego Muru Chińskiego od końca XV wieku. Jak zauważył jednak John Fairbank „okazało się to daremne z wojskowego punktu widzenia, lecz doskonale oddawało chińską mentalność”. Wielki Mur Chiński nie był jedynie czysto obronną budowlą; jego wieże służyły raczej jako system wież strażniczych i stacji sygnalizacyjnych pozwalających na szybkie ostrzeżenie własnych jednostek o zbliżaniu się nieprzyjaciela.

#### Pogranicze południowo-zachodnie

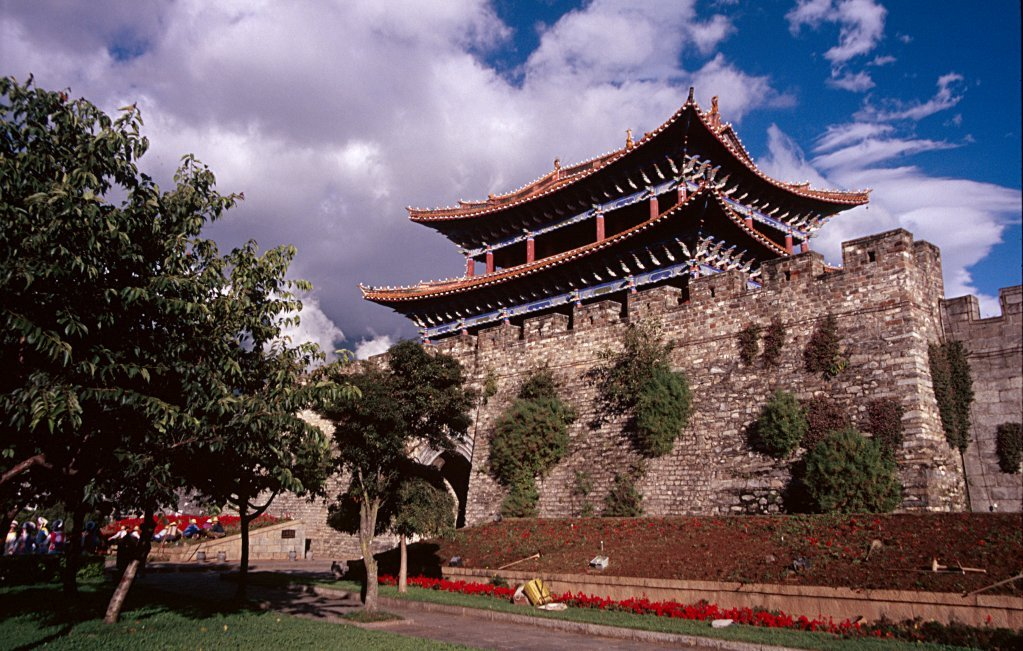
Zabytkowa południowa brama miejska w Dali w prowincji Junnan

W 1381, dynastia Ming podbiła południowo-wschodnie obszary dawnego Królestwa Dali (w obecnej prowincji Junnan). Wojska składające się z muzułmanów Hui pokonały Mongołów i muzułmanów Hui lojalnych wobec dynastii Yuan. Muzułmanie Hui dowodzeni przez generała Mu Yinga, który został mianowany gubernatorem prowincji Junnan, zostali przesiedleni na te tereny w ramach kolonizacji podbitej prowincji. Do końca XIV wieku, około 200 tysięcy osadników wojskowych otrzymało co najmniej 2 miliony mǔ (około 140 tys. ha) ziemi na terenach dzisiejszych prowincji Junnan i Kuejczou. Około pół miliona chińskich osadników zostało osiedlonych w późniejszym okresie; te migracje spowodowały znaczące zmiany w składzie etnicznym regionu, ponieważ na początku panowania dynastii Ming ponad połowa z około 3 mln mieszkańców nie była pochodzenia chińskiego. W regionie istniały dwa różne rodzaje administracji. Obszary, na których większość ludności stanowili Chińczycy Han były zarządzane bezpośrednio przez urzędników chińskich i obowiązywało na nich prawo chińskie; na obszarach zamieszkanych w większości przez ludność tubylczą obowiązywał pośredni system rządów (system tusi). Władzę sprawowali lokalni wodzowie rządzący się miejscowymi prawami, którzy musieli utrzymywać porządek i płacić podatki, a w zamian otrzymywali wynagrodzenie. W latach 1464–66 wybuchały powstania ludów Miao i Mien przeciwko rządom chińskim. Dla stłumienia jednego z tych powstań rząd wysłał 30-tysięczną armię (w tym tysiąc Mongołów), która wraz ze 160-tysięcznymi miejscowymi siłami z Kuangsi stłumiła powstanie. Po tym, jak uczony i filozof Wang Yangming (1472–1529) stłumił kolejne powstanie w tym regionie, zalecał wprowadzenie jednolitej administracji dla wszystkich grup etnicznych, w celu doprowadzenia do sinizacji miejscowej ludności.

#### Pogranicze północno-zachodnie
Na pograniczu północno-zachodnim (w Gansu, Turfanie i Hami) dynastia Ming była zaangażowana w walki z ujgurskim królestwem Turfanu i Ojratami (Mongołami Zachodnimi). W 1404 zostało podbite Hami i utworzono na tych terenach nową prefekturę. W 1406 został pokonany władca Turfanu.
W 1472 mongolski władca Turfanu Junus-chan, znany również jako Hadżdżi Ali (pan. 1462–78), zjednoczył pod swoją władzą Mogolistan (w przybliżeniu obejmujący tereny dzisiejszego wschodniego Sinciangu). W tym czasie rozpoczął się konflikt z Chinami związany z kwestią składania trybutu: Turfańczycy odnosili korzyści związane z wysyłaniem do Chin poselstw z darami dla cesarza, co pozwalało im w zamian otrzymywać od cesarza wartościowe podarunki i prowadzić wymianę handlową; Chińczycy uważali jednak, że przyjmowanie i goszczenie tych poselstw było zbyt kosztowne. Junus-chan był rozgniewany nałożonymi w 1465 przez rząd chiński ograniczeniami co do częstotliwości i wielkości poselstw z Turfanu (nie więcej niż jedno poselstwo w ciągu pięciu lat, liczące nie więcej niż 10 członków), a także odmową obdarowania jego posłów kosztownymi podarkami w 1469. W 1473 rozpoczął wojnę z Chinami i w tym samym roku zdobył miasto Hami, znajdujące się w rękach ojrackiego władcy Henshena (Hanshana). Wkrótce został wyparty przez wojska chińskie, jednak po ich wycofaniu ponownie zajął miasto. Mongołowie pod dowództwem Henshena dwukrotnie odbijali Hami (w 1482 i 1483). Jednak syn Junus-chana, Ahmed, ponownie zdobył miasto w 1493, a także pojmał władcę Hami i przedstawiciela Chin w tym mieście (które było lennem cesarstwa Ming). Cesarstwo Ming odpowiedziało nałożeniem blokady gospodarczej na Turfan i wygnaniem wszystkich Ujgurów z Gansu. Spowodowało to tak znaczne pogorszenie warunków bytowych w Turfanie, że Ahmed był zmuszony opuścić Hami. Syn Ahmeda, Mansur, zajął Hami w 1517. Te starcia są nazywane „wojną graniczną pomiędzy dynastią Ming a Turfanem”. Po zajęciu Hami, Mansur kilka razy próbował zaatakować Chiny. W 1524 z 20-tysięczną armią dokonał najazdu, ale został pokonany przez wojska chińskie. W 1528 Mansur w przymierzu z Ojratami próbował najechać Jiuquan w Gansu, ale został pokonany przez wojska chińskie i poniósł ciężkie straty. Chińczycy odmówili zniesienia blokady gospodarczej i ograniczeń, które spowodowały wybuch wojny, natomiast Turfan zaanektował Hami.

#### Związki z Tybetem

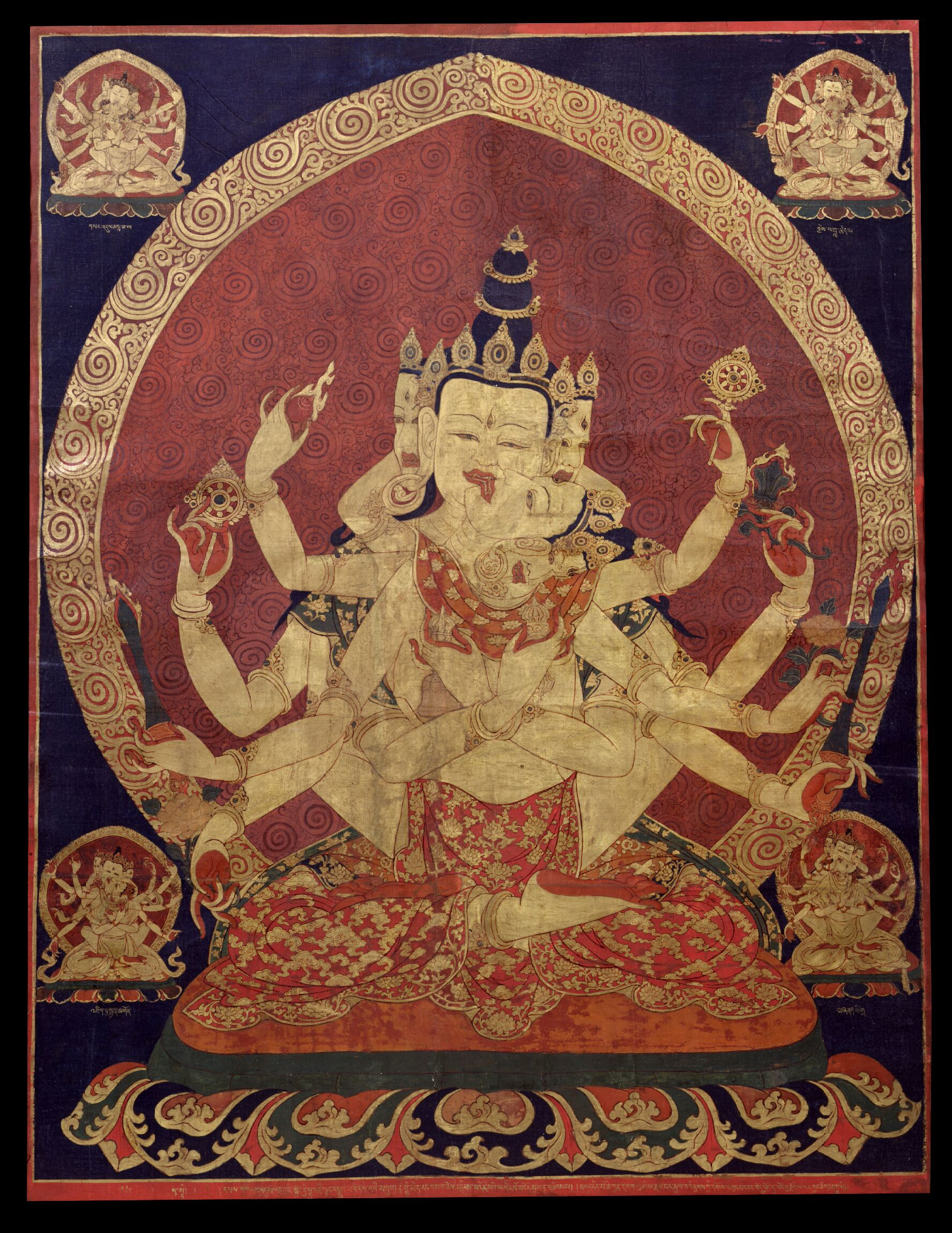
Thanka Guhjasamadża Akszobhjadordże z XVII w.; dwór dynastii Ming gromadził otrzymywane dary, którymi były rodzime produkty tybetańskie (jak np. thanki), a w zamian obdarowywał przybywających posłów

Poza Chinami generalnie uznaje się, że Tybet był niezależny w czasie panowania w Chinach dynastii Ming, podczas gdy historycy w Chinach reprezentują odmienny punkt widzenia. Historia dynastii Ming (Mingshi) – oficjalna historia Chin okresu panowania dynastii Ming, sporządzona w 1739, w czasie panowania dynastii Qing  – stwierdza, że w czasach dynastii Ming utworzono objazdową komanderię nadzorującą tybetańską administrację, jednocześnie odnawiając tytuły urzędnikom poprzedniej dynastii Yuan z Tybetu i nadając nowe tytuły książęce przywódcom szkół buddyjskich. Turrell V. Wylie stwierdza jednak, że cenzura w Mingshi, działająca na rzecz wzmocnienia za wszelką cenę prestiżu i reputacji cesarzy z dynastii Ming, uprościła złożony obraz chińsko-tybetańskich relacji w tym okresie.
Współcześni uczeni nadal dyskutują nad tym, czy dynastia Ming faktycznie sprawowała władzę zwierzchnią nad Tybetem, czy też nie, lub też jak uważają niektórzy, Tybet uznawał pewną formę zwierzchności cesarzy dynastii Ming, co jednak zostało w dużym stopniu przerwane, kiedy cesarz Jiajing (1521-67) prześladował buddystów na dworze cesarskim faworyzując taoizm. Helmut Hoffman twierdzi, że Mingowie podtrzymywali pozory rządów nad Tybetem poprzez okresowe przyjmowanie poselstw z darami dla cesarza i przez nadawanie chińskich tytułów rządzącym lamom, ale faktycznie nie ingerowali w zarządzanie Tybetem. Wang Jiawei i Nyima Gyaincain nie zgadzają się z tym podejściem, stwierdzając, że Chiny w czasach dynastii Ming miały władzę zwierzchnią nad Tybetańczykami, którzy nie dziedziczyli tytułów chińskich, ale byli zmuszeni do podróży do Pekinu, aby je uzyskać. Melvyn C. Goldstein pisze, że Mingowie nie mieli realnej władzy administracyjnej nad Tybetem, odkąd różne tytuły nadawane już rządzącym tybetańskim przywódcom nie dawały władzy, w przeciwieństwie do czasów dynastii Yuan; według niego „cesarze dynastii Ming jedynie uznawali stan faktyczny”.  Niektórzy badacze twierdzą, że istotny, religijny charakter relacji mingowskiego dworu z tybetańskimi lamami jest niedoceniany przez współczesną naukę. Inni podkreślają handlowy aspekt tych związków, wskazując na niewystarczającą ilość koni w Chinach w czasach dynastii Ming i potrzebę utrzymania wymiany koni i herbaty między Chinami i Tybetem. Uczeni dyskutują również nad tym jak dużą władzę i wpływy – jeżeli w ogóle – miała dynastia Ming nad kolejnymi, rządzącymi de facto Tybetem rodami: Phagmodrupa (1354–1436), Rinbungpa (1436–1565) i Cangpa (1565–1642).
Dynastia Ming dokonywała sporadycznych interwencji zbrojnych w Tybecie w XIV wieku, którym Tybetańczycy najczęściej z sukcesem się przeciwstawiali. Patricia Ebrey, Thomas Laird, Wang Jiawei i Nyima Gyaincain podkreślają, że Chiny za czasów dynastii Ming nie utrzymywały w Tybecie stałych garnizonów wojskowych, w przeciwieństwie do poprzedniej, mongolskiej dynastii Yuan. Cesarz Wanli (1572–1620) próbował przywrócić związki chińsko-tybetańskie w obliczu przymierza mongolsko-tybetańskiego zapoczątkowanego w 1578, które to przymierze miało wpływ również na politykę rządzącej w Chinach dynastii Qing (1644–1912) i jej poparcie dla dalajlamów ze szkoły gelug (żółtych czapek). Od końca XVI wieku Mongołowie byli protektorami dalajlamów, co znalazło najpełniejszy wyraz w 1642, w podboju Tybetu przez Guszri-chana (1582–1655) i przekazaniu władzy nad Tybetem dalajlamie.

### Od izolacji do globalizacji

#### Nielegalny handel, piractwo i wojna z Japonią

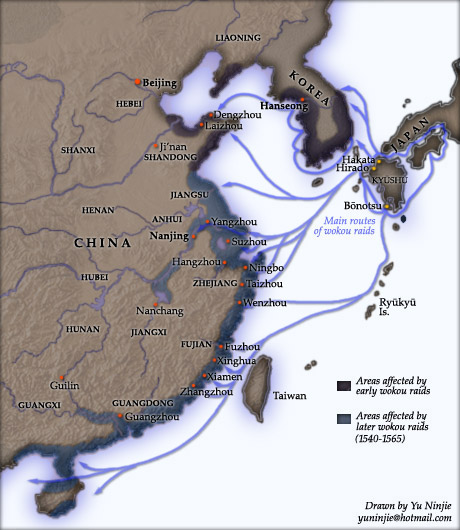
Kierunki ataków piratów japońskich w XVI wieku

Około 1479, wiceminister wojny zniszczył dokumenty rządowe opisujące wyprawy Zheng He, co było jednym ze zdarzeń sygnalizujących narastanie tendencji izolacjonistycznych w Chinach. Zostało wprowadzone prawo pozwalające budować jedynie małe statki. Postępujący zanik floty wojennej pozwolił na rozwój piractwa u brzegów Chin. Japońscy piraci – wakō – zaczęli atakować chińskie statki i miejscowości nadmorskie, chociaż wkrótce większość piratów stanowili Chińczycy.
Zamiast działań ofensywnych, władze wybrały opuszczenie miejscowości nadmorskich, aby zmniejszyć opłacalność piractwa. Cały handel zagraniczny miał być prowadzony przez państwo pod pozorem misji trybutarnych. Został wprowadzony zakaz prywatnych podróży morskich i handlu; polityka ta znana pod nazwą prawo Haijin obowiązywała formalnie do roku 1567. W tym okresie państwowy handel zagraniczny z Japonią był prowadzony w Ningbo, z Filipinami w Fuzhou, a z terenami obecnej Indonezji w Kantonie. Nawet wtedy zezwolono przybywać Japończykom raz na dziesięć lat, a ich liczbę ograniczono do trzystu osób i dwóch statków; zachęciło to chińskich kupców do prowadzenia zakrojonego na szeroką skalę nielegalnego handlu i przemytu.
Najgorsze stosunki między Chinami a Japonią panowały za rządów japońskiego przywódcy Toyotomi Hideyoshiego, który w 1592 ogłosił, że zamierza podbić Chiny. W czasie wojny japońsko-koreańskiej w latach 1592-98, wojska japońskie walczyły z wojskami koreańskimi i chińskimi. Wojna ze zmiennym szczęściem toczyła się niemal w całości w Korei i na otaczających ją wodach. Ostatecznie szala zwycięstwa przechyliła się na stronę chińsko-koreańską i po śmierci Hideyoshiego w 1598, Japończycy opuścili ostatnie punkty oporu w Korei i wycofali się do Japonii. Jednak udział w wojnie wiązał się z ogromnymi wydatkami dla skarbca cesarskiego – rzędu 26 milionów uncji srebra.

#### Handel i kontakty z Europą

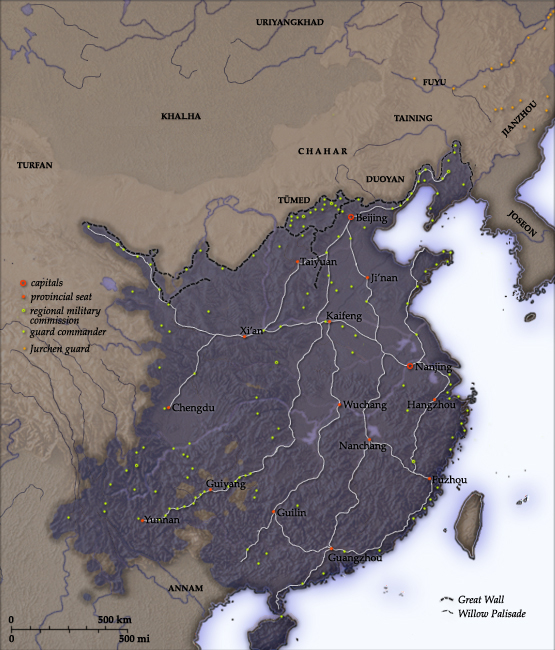
Wojskowe ośrodki dowodzenia w 1580, skoncentrowane głównie wzdłuż wybrzeża morskiego, granicy północnej i południowo-zachodniej; przebieg głównych szlaków kurierskich jest oparty na mapie z książki Timothy Brooka The Confusions of Pleasure

Chociaż Jorge Álvares jako pierwszy Europejczyk wylądował w maju 1513 na wyspie Lintin (chiń. upr. 内伶仃岛; chiń. trad. 內伶仃島; pinyin Nèi língdīng dǎo) w delcie Rzeki Perłowej, to Rafael Perestrello był pierwszym europejskim odkrywcą, który wylądował na południowym wybrzeżu Chin i handlował w Kantonie w 1516. Dowodził on dżonką z malajską załogą, wysłaną z Malakki przez władze portugalskie. W 1517 Portugalczycy wysłali kolejną ekspedycję w celu otwarcia dla nich portu w Kantonie i rozpoczęcia oficjalnych stosunków handlowych z Chinami. W trakcie tej ekspedycji zamierzali wysłać w imieniu króla Manuela I Szczęśliwego poselstwo na dwór cesarza Zhengde; członkowie poselstwa wraz z ambasadorem Tomé Piresem zostali jednak uwięzieni i zmarli w niewoli. Po śmierci cesarza Zhengde w kwietniu 1521, konserwatywna frakcja dworska, która była przeciwna rozszerzaniu kontaktów handlowych, zdecydowała, że podbój przez Portugalczyków Malakki (lojalnego wasala Chin) jest wystarczającym powodem odmowy przyjęcia poselstwa. Simão de Andrade, brat Fernão Piresa de Andrade, dowódcy wyprawy, z którą przybyło poselstwo, był podejrzewany przez Chińczyków, że porywa chińskie dzieci aby je zjadać. Simão kupował jako niewolników porwane dzieci, które zostały następnie przewiezione do Diu w Indiach. W 1521 chińska flota wyparła portugalskie statki z Tuen Mun (chiń. upr. 屯门; chiń. trad. 屯門; pinyin Tún mén). Flota chińska pokonała również flotę portugalską dowodzoną przez Martima Afonso w 1522 w bitwie pod Xicaowan (koło Hongkongu).
Pomimo początkowej wrogości, już w 1549 Portugalczycy wysyłali co roku misje handlowe na wyspę Shangchuan (chiń. upr. 上川岛; chiń. trad. 上川島; pinyin Shàngchuān dǎo). W 1557 Portugalczycy zdołali przekonać dwór cesarski do zgody na założenie stałego portu i osady w Makau, jako oficjalnej portugalskiej placówki handlowej na wybrzeżu Morza Południowochińskiego. Portugalski zakonnik Gaspar da Cruz (ok. 1520-1570), który przybył do Kantonu w 1556, napisał pierwszą książkę o Chinach i dynastii Ming opublikowaną w Europie (15 lat po jego śmierci). Zawierała ona informacje o geografii, prowincjach, rodzinie cesarskiej, mandarynach, biurokracji, żegludze, architekturze, rolnictwie, rzemiośle, handlu, odzieży, religii i obyczajach, muzyce i instrumentach muzycznych, piśmiennictwie, edukacji i wymiarze sprawiedliwości.
Chiny eksportowały głównie jedwab i porcelanę. Sama Holenderska Kompania Wschodnioindyjska sprzedała w Europie w latach 1602-82 6 milionów chińskich wyrobów z porcelany. Antonio de Morga (1559-1636), hiszpański urzędnik w Manili, sporządził obszerną listę towarów oferowanych przez Chiny na początku XVII wieku, zauważając, że wśród nich znajdowały się różne „niezwykłe rzeczy, które, gdybym chciał je opisać, nigdy bym nie skończył, ani nie wystarczyłoby mi na to papieru”. Po zwróceniu uwagi na różnorodność oferowanych przez Chiny wyrobów jedwabnych, Ebrey pisze o znacznych rozmiarach prowadzonych transakcji handlowych:

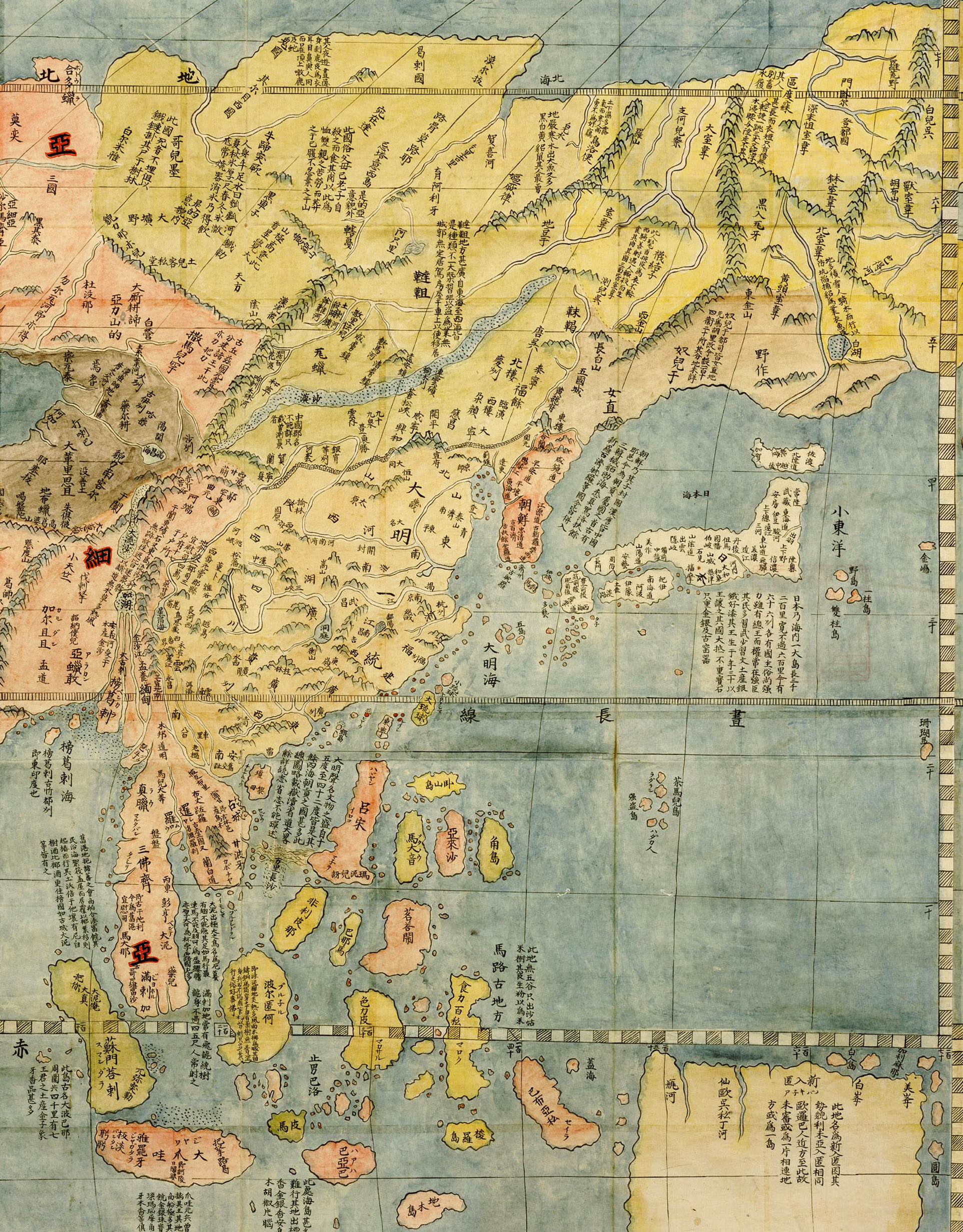
Mapa Azji Wschodniej sporządzona przez włoskiego jezuitę Matteo Ricci w 1602; Ricci (1552-1610) był pierwszym Europejczykiem, któremu zezwolono na wstęp do Zakazanego Miasta, tłumaczył chińskie teksty na łacinę i z łaciny na język chiński

„Jeden tylko galeon płynący do posiadłości hiszpańskich w Ameryce wiózł ponad 50 tysięcy par jedwabnych pończoch. W zamian Chiny importowały głównie srebro z kopalni w Peru i Meksyku, za pośrednictwem portu w Manili. Chińscy kupcy angażowali się w te przedsięwzięcia handlowe, a wielu z nich wyemigrowało na Filipiny i Borneo, aby skorzystać z nowych możliwości handlowych”.
Po wprowadzonym zakazie handlu pomiędzy Chinami i Japonią, Portugalczycy wypełnili tę lukę, występując jako pośrednik w handlu pomiędzy tymi krajami. Portugalczycy kupowali chiński jedwab i sprzedawali w Japonii, w zamian otrzymując wydobywane w Japonii srebro. Ponieważ srebro miało większą wartość w Chinach, Portugalczycy mogli użyć japońskiego srebra do kupna większych ilości chińskich wyrobów jedwabnych. Jednak od 1573 – po założeniu przez Hiszpanię w 1571 Manili – portugalskie pośrednictwo handlowe zostało zastąpione przez bezpośredni import srebra z hiszpańskich kolonii w Ameryce.
Chociaż większość chińskiego importu stanowiło srebro, Chiny kupowały również żywność z Ameryki. Import obejmował bataty, kukurydzę, orzeszki ziemne; rośliny, które mogły być uprawiane na terenach, gdzie tradycyjne chińskie główne źródła pożywienia – pszenica, proso i ryż – nie mogły być uprawiane, pozwalając wyżywić rosnącą ludność Chin. Za panowania dynastii Song (960-1279), ryż stał się głównym źródłem pożywienia ubogich; po sprowadzeniu batatów do Chin około 1560, stopniowo stały się one podstawowym pożywieniem niższych klas.

### Schyłek

#### Panowanie cesarza Wanli

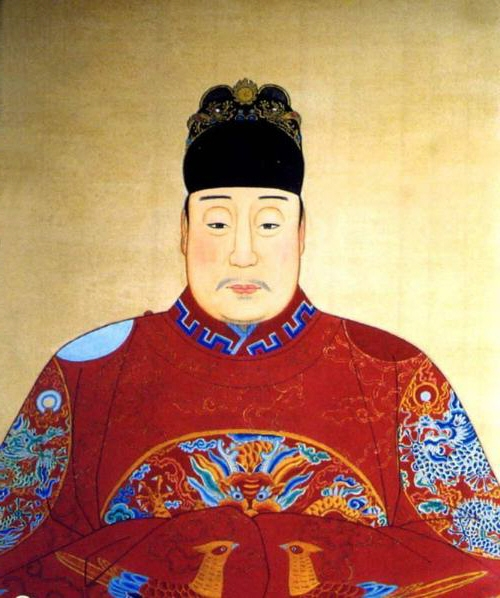
Cesarz Wanli (1572–1620)

Olbrzymie wydatki związane z wojną japońsko-koreańską (1592-98) były jednym z wielu problemów, z którymi musiały się zmierzyć Chiny za panowania cesarza Wanli (1572-1620). Na początku panowania Wanli otoczył się zdolnymi doradcami i sumiennie zajmował się sprawami państwa. Jego Wielki Sekretarz Zhang Juzheng (sprawujący urząd w latach 1572-82) zdołał zapewnić harmonijną współpracę wyższych urzędników. Jednak po nim nie było wystarczająco zdolnej osoby, która zdołałaby utrzymać ich współdziałanie. Urzędnicy wkrótce podzielili się na zwalczające się wzajemnie frakcje. Z czasem cesarz zaczął mieć dosyć spraw państwowych i częstych kłótni między ministrami, woląc pozostawać za murami Zakazanego Miasta, nieosiągalny dla swoich urzędników.
Urzędnicy spierali się o to, który z jego synów powinien zostać następcą tronu; cesarz był także zdegustowany swoimi doradcami ciągle spierającymi się o to jak zarządzać państwem. Narastały podziały w rządzie i wśród osób wykształconych, wynikające z debaty nad poglądami Wang Yangminga (1472–1529); jego przeciwnicy kwestionowali niektóre z zasad neokonfucjanizmu. Poirytowany tym wszystkim cesarz zaczął zaniedbywać swoje obowiązki, nie uczestniczył w posiedzeniach urzędników omawiających politykę państwa, stracił zainteresowanie klasycznymi tekstami chińskimi, odmawiał czytania petycji i innych dokumentów państwowych, a także przestał zapełniać wakaty na wyższych stanowiskach urzędniczych. Pozycja mandarynów w administracji uległa osłabieniu na rzecz eunuchów, którzy stali się pośrednikami pomiędzy stojącym na uboczu cesarzem a jego urzędnikami. Każdy wyższy urzędnik, który chciał omówić sprawy państwowe z cesarzem, musiał przekupywać eunuchów tylko po to, aby jego sprawy zostały przedłożone cesarzowi.

#### Pozycja eunuchów

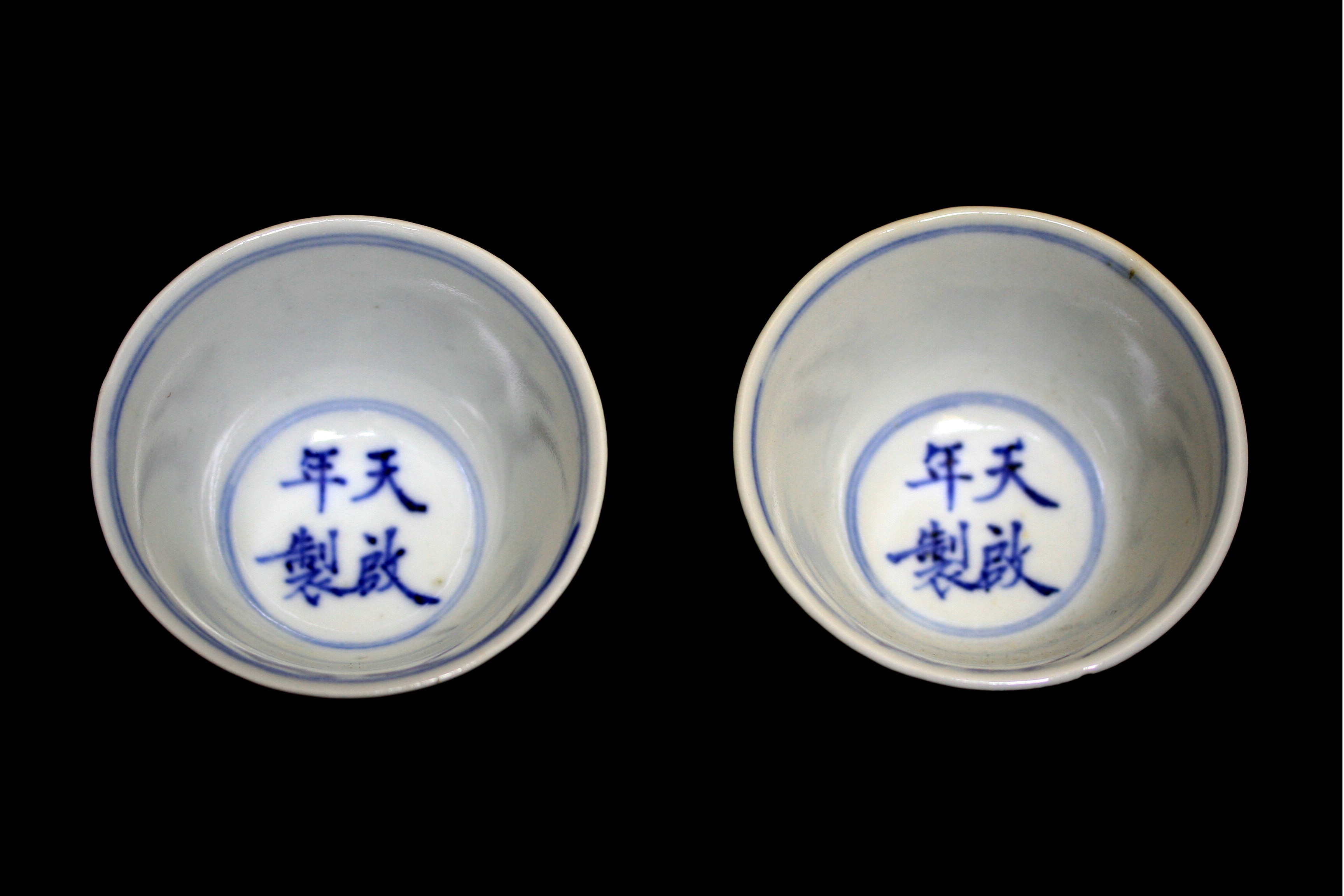
Filiżanki do herbaty z czasów cesarza Tianqi, Nantoyōsō Collection, Japonia; cesarz Tianqi pozostawał pod dużym wpływem i był kontrolowany przez eunucha Wei Zhongxiana (1568–1627)

Mówiono, że cesarz Hongwu zabronił eunuchom uczyć się czytania i angażowania się w politykę. Niezależnie od tego, czy te zakazy były przestrzegane przez cały okres jego panowania, eunuchowie za panowania cesarza Yongle i jego następców zarządzali olbrzymimi warsztatami cesarskimi, dowodzili armiami oraz mieli wpływ na mianowanie i awanse urzędników. Eunuchowie stworzyli niezależną administrację, która nie podlegała administracji cesarskiej, lecz była do niej równoległa. Chociaż już wcześniej kilku eunuchów w czasach dynastii Ming jak Wang Zhen, Wang Zhi i Liu Jin faktycznie dyktatorsko rządziło krajem, nadmierna, tyranizująca kraj wszechwładza eunuchów zaczęła być widoczna od lat 90. XVI wieku, kiedy cesarz Wanli dał im większe uprawnienia niż administracji cesarskiej, a także przyznał im prawo do zbierania podatków w prowincjach.
Eunuch Wei Zhongxian (1568–1627) sprawował faktyczną władzę za panowania cesarza Tianqi (1620–27) i kazał prześladować, torturować i skazywać na śmierć swoich oponentów, przede wszystkim jego krytyków ze sfery wyższych urzędników związanych z Akademią Donglin. Kazał budować świątynie na swoją cześć w całym cesarstwie i budował dla siebie pałace ze środków przeznaczonych na budowę grobowca poprzedniego cesarza. Jego rodzina i znajomi zdobywali ważne stanowiska pomimo braku kwalifikacji. Wei kazał także publikować prace historyczne przedstawiające w złym świetle jego przeciwników. Nieustanne zmiany na dworze stały się regułą, nastąpiło również nasilenie kataklizmów, zarazy, buntów i obcych najazdów. Chociaż cesarz Chongzhen (1627–44) zdymisjonował Wei Zhongxiana (który wkrótce popełnił samobójstwo), problemy z pałacowymi eunuchami trwały aż do upadku dynastii, który nastąpił niecałe dwadzieścia lat później.

#### Załamanie gospodarcze, katastrofy i klęski żywiołowe

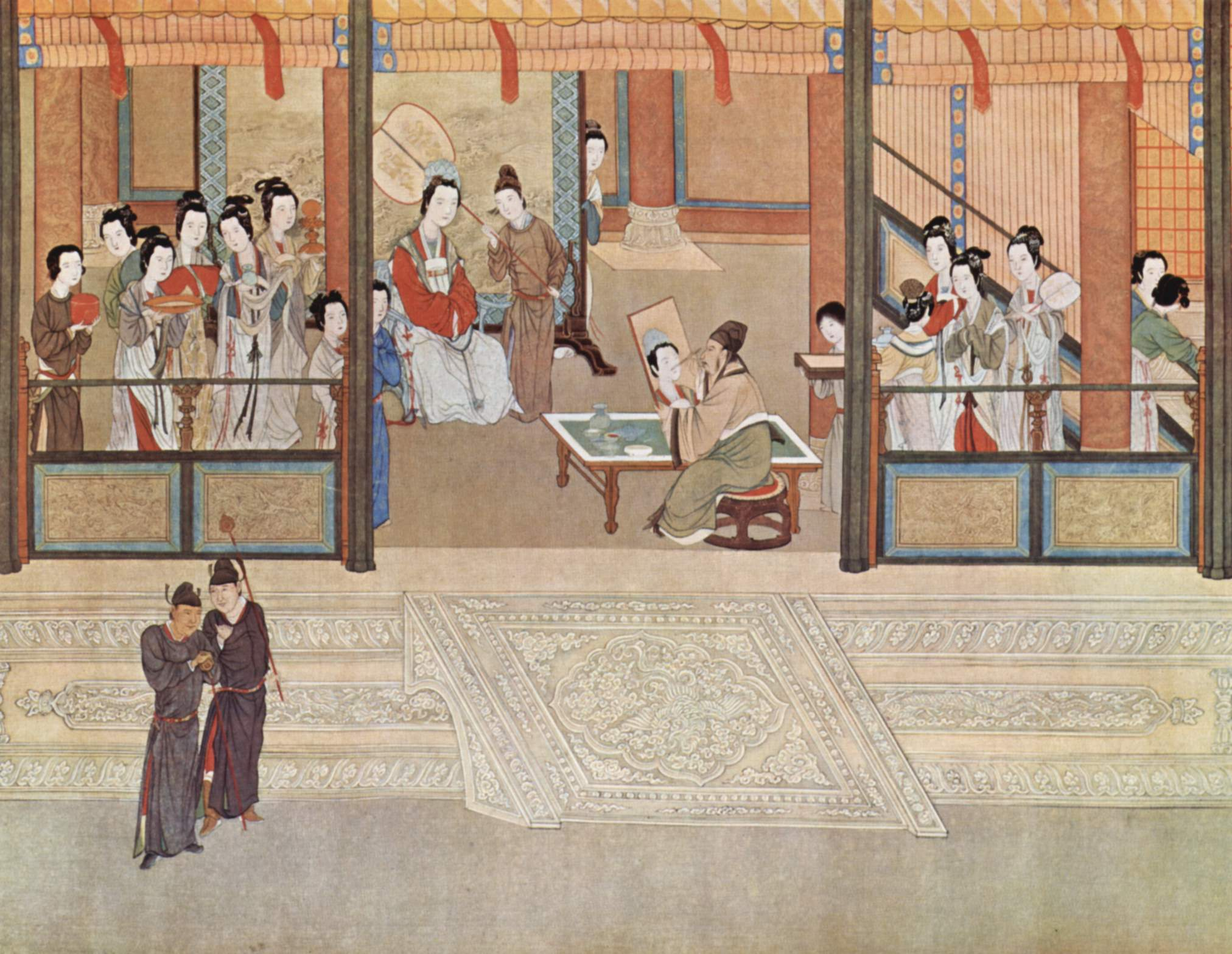
Wiosenny poranek w pałacu Han, obraz Qiu Yinga (1494–1552); ostentacyjny przepych i dekadencja charakteryzujące schyłek panowania dynastii Ming, były wspierane przez ogromne ilości srebrnych monet emitowanych przez państwo i przez prywatne transakcje z udziałem srebra

W ostatnich latach panowania cesarza Wanli i za panowania jego następców, nastąpił kryzys gospodarczy spowodowany nagłym niedoborem głównego środka wymiany gospodarczej cesarstwa: srebra. Protestanckie państwa: Holandia i Anglia, zainicjowały częste najazdy i akty piractwa skierowane przeciwko katolickim królestwom Hiszpanii i Portugalii, w celu ich osłabienia. W tym samym czasie Filip IV Habsburg (1621–65) rozpoczął walkę z przemytem srebra z Meksyku i Peru przez Pacyfik do Chin, wspierając transport amerykańskiego srebra z Hiszpanii do Manili. W 1639, nowy siogunat Tokugawa znacząco ograniczył kontakty handlowe z zagranicą, powodując ograniczenie eksportu srebra z Japonii. Jednak największy wpływ na zmniejszenie napływu srebra do Chin miało ograniczenie handlu z Ameryką, podczas gdy japońskie srebro w niewielkich ilościach nadal napływało do Chin. Niektórzy badacze twierdzą nawet, że cena srebra wzrastała w XVII wieku nie w wyniku zmniejszenia zapasów srebra, lecz w wyniku spadku popytu na towary.
Te zdarzenia spowodowały gwałtowny wzrost wartości srebra, co z kolei spowodowało wzrost realnych obciążeń podatkowych i w większości prowincji zapłata podatków okazała się prawie niemożliwa. Ludzie zaczęli gromadzić srebro co powodowało, że było go mniej w obrocie, co z kolei powodowało szybki spadek wartości monet miedzianych w relacji do srebrnych. W latach trzydziestych XVII wieku, tysiąc miedzianych monet stanowiło równowartość uncji srebra; do 1640 ich wartość spadła do pół uncji, a w 1643 do 1/3 uncji. Dla chłopów oznaczało to katastrofę gospodarczą, ponieważ płacili podatki w srebrze, a za swoje plony otrzymywali monety miedziane.
Na początku XVII wieku północne Chiny dotykały klęski głodu spowodowane suszami i oziębieniem klimatu, co skróciło okres wegetacyjny. Zmiana klimatu była częścią okresu ochłodzenia znanego jako mała epoka lodowa. Głód, obok podwyżki podatków, powszechnych dezercji, upadku systemu opieki społecznej i klęsk żywiołowych takich jak powodzie, a także niezdolność rządów do budowy i naprawy systemów nawadniających i przeciwpowodziowych, był przyczyną śmierci wielu osób i rozpadu struktury społecznej. Władze centralne nie dysponowały wystarczającymi zasobami i mogły jedynie w niewielkim stopniu łagodzić skutki tych nieszczęść. Co gorsza w Chinach wybuchła epidemia, obejmując obszar od Zhejiangu do Henanu i powodując śmierć dużej liczby ludności. W 1556, w Shaanxi, za panowania cesarza Jiajinga, miało miejsce najbardziej katastrofalne w skutkach trzęsienie ziemi jakie odnotowano w historii, w wyniku którego zginęło około 830 tysięcy osób.

### Upadek dynastii Ming

#### Powstanie państwa Mandżurów

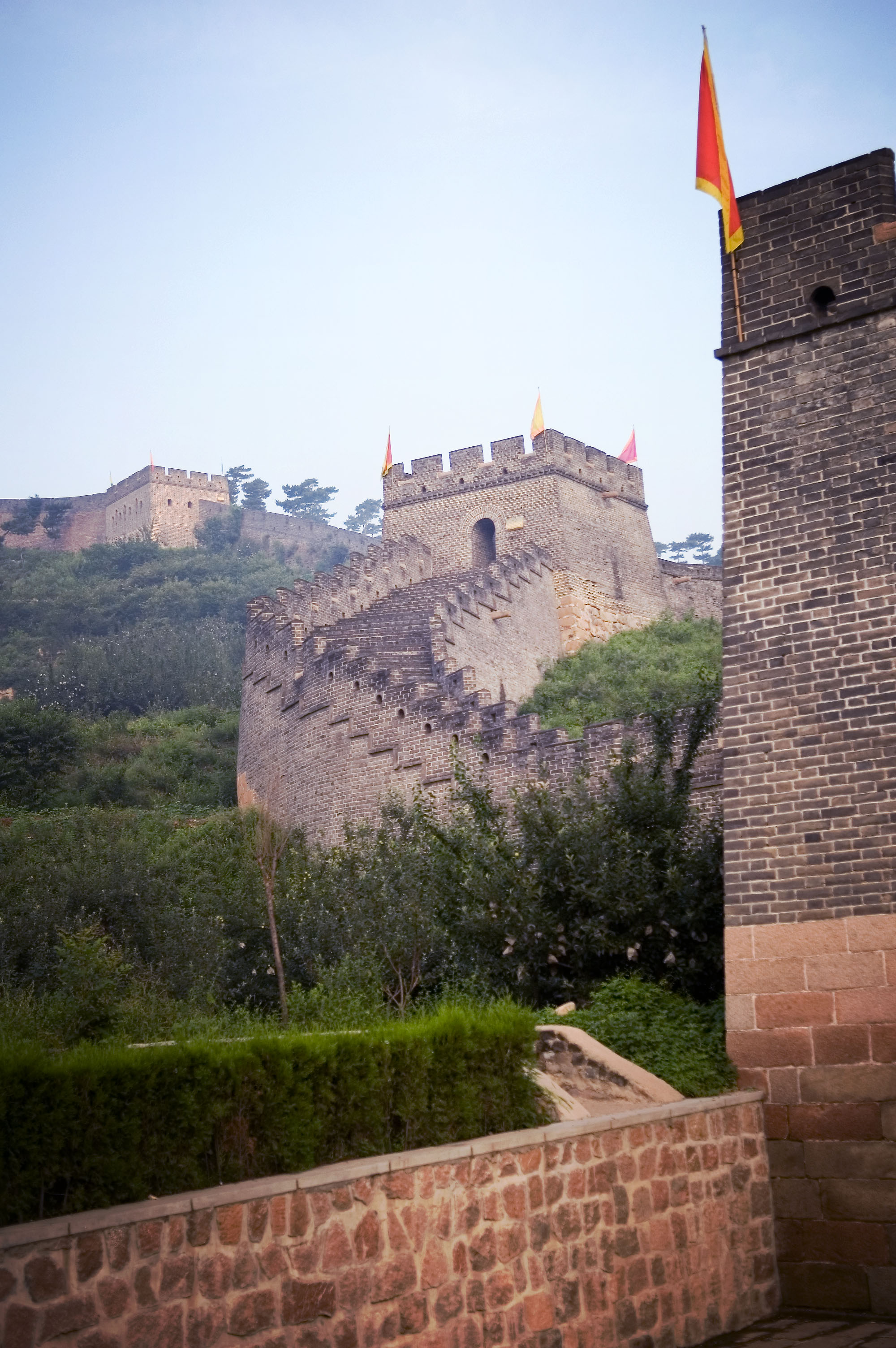
Shanhaiguan, twierdza stanowiąca wschodni kraniec Wielkiego Muru Chińskiego; skutecznie broniła Mandżurom dostępu do Chin, zanim w 1644 Wu Sangui otworzył jej bramy i wpuścił Mandżurów do Chin

Nurhaczy (1559–1626), wódz jednego z plemion dżurdżeńskich, skonsolidował wszystkie dżurdżeńskie plemiona (mongolskiej i tungusko-mandżurskiej grupy językowej) przyczyniając się walnie do wyodrębnienia narodowości mandżurskiej i powstania silnego państwa w Mandżurii opartego na związkach rodowo-plemiennych. Podczas japońskiej inwazji na Koreę (1592-98) zaoferował wsparcie wojsk koreańskich i chińskich przeciwko Japończykom. Oferta została odrzucona, lecz w zamian za ten gest został nagrodzony przyznaniem honorowych tytułów chińskich. Wykorzystując osłabienie Chin, podbił plemiona sąsiadujące z jego państwem, na północ od Wielkiego Muru. W 1616 ogłosił niezależność od cesarstwa Ming; w 1618 ogłosił manifest Siedem krzywd (chiń. 七大恨; pinyin Qī Dà Hèn mandż. nadan koro), w którym opisał działania prowadzone przez cesarstwo przeciwko Mandżurom, co oznaczało de facto wypowiedzenie wojny.
Pod dowództwem Yuan Chonghuana (1584–1630) wojska cesarskie skutecznie walczyły z Mandżurami, zwłaszcza w 1626, w bitwie pod Ningyuan (w której Nurhaczy został śmiertelnie ranny) i w 1628. Wojska Yuan Chonghuana ochraniały przełęcz Shanhai, uniemożliwiając Mandżurom jej przejście i zaatakowanie Pekinu. Umiejętnie wykorzystując broń palną, Yuan Chonghuan zdołał zapobiec kolejnym zdobyczom Nurhaczego w basenie rzeki Liao. Chociaż w 1628 został mianowany dowódcą wszystkich wojsk chińskich na pograniczu północno-wschodnim, został stracony w 1630 na podstawie sfingowanych zarzutów o współpracy z Mandżurami.
Nie mogąc przekroczyć Wielkiego Muru, Mandżurowie czekali na stosowny moment, rozwijając artylerię i pozyskując sojuszników. Zdołali pozyskać jako swoich doradców szereg chińskich generałów i urzędników. Część żołnierzy chińskich zdezerterowała do Mandżurów. W 1632 Mandżurowie podbili większość południowej Mongolii, co spowodowało zakrojony na szeroką skalę zaciąg Mongołów do wojsk mandżurskich i dało im szerszy dostęp do Chin właściwych.
W 1636 mandżurski władca Hong Taiji zmienił nazwę dynastii z „Późniejsza Jin” na „Qing” w Mukdenie, który został zdobyty przez Mandżurów w 1621 i został ich stolicą w 1625. Hong Taiji przyjął również chiński tytuł cesarza i imię Chongde (chiń. 崇德; pinyin Chóngdé) oraz zmienił nazwę swojego ludu z Dżurdżenów na Mandżurów. W 1638, przy pomocy 100-tysięcznej armii, pokonał i narzucił zwierzchnictwo koreańskiej dynastii Joseon, tradycyjnemu sojusznikowi Chin. Wkrótce potem Koreańczycy wypowiedzieli posłuszeństwo dynastii Ming.

#### Powstanie, inwazja i upadek

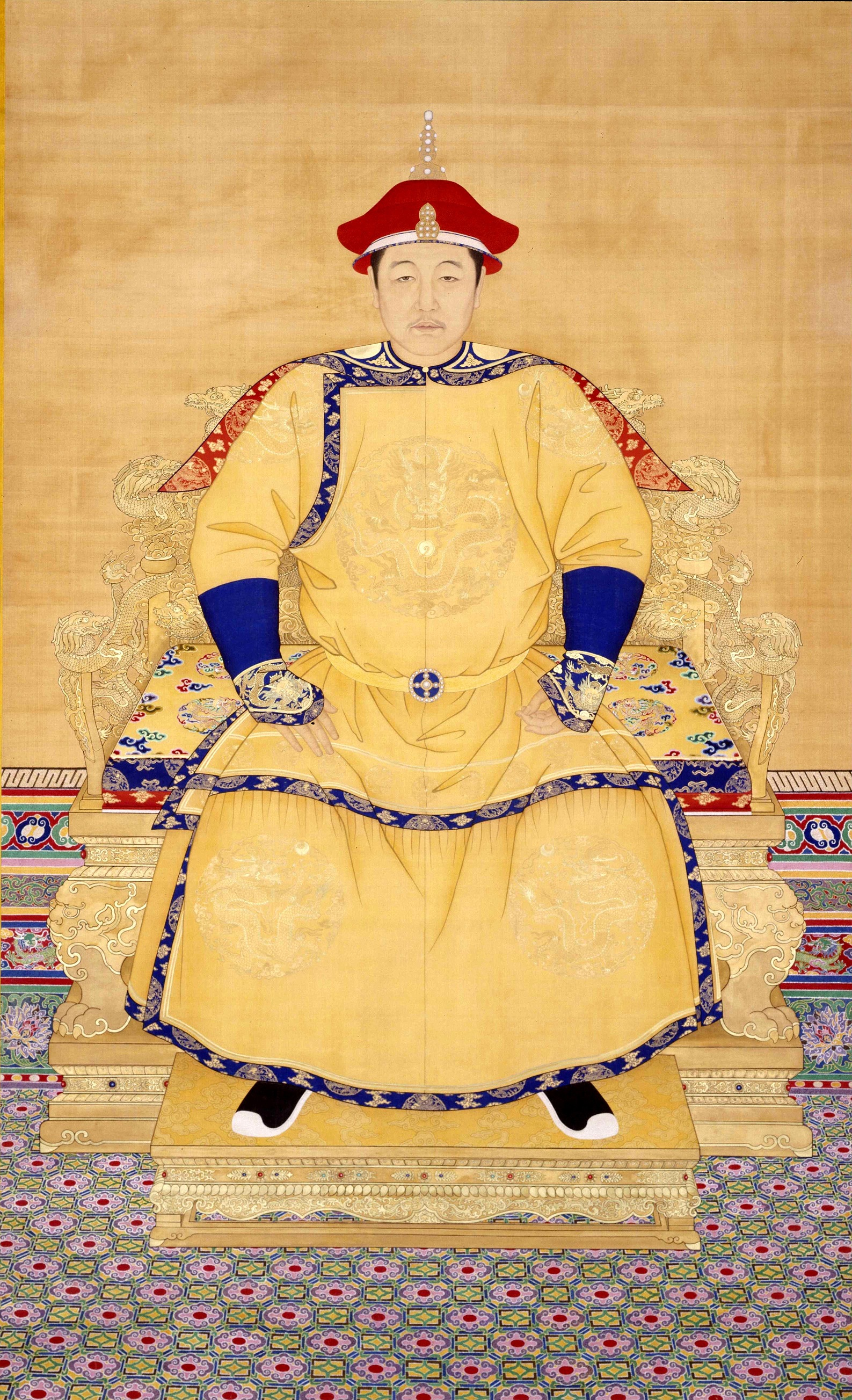
Cesarz Shunzhi (1644–61), został ogłoszony cesarzem Chin 8 listopada 1644

Li Zicheng (1606–45), żołnierz będący z pochodzenia chłopem, we wczesnych latach trzydziestych XVII wieku zbuntował się wraz ze swoimi towarzyszami broni w zachodnim Shaanxi po tym, jak żołnierze nie otrzymywali niezbędnego zaopatrzenia. W 1634 został schwytany przez wojsko cesarskie i ułaskawiony pod warunkiem, że wróci do służby. Porozumienie zostało wkrótce złamane po tym, jak władze lokalne straciły jego 36 żołnierzy; w odwecie oddziały Li Zichenga zabiły urzędników i kontynuowały rebelię w Henanie w 1635. Do lat czterdziestych, były żołnierz i rywal Li Zichenga – Zhang Xianzhong (1606–47) – stworzył stałą bazę powstańczą w Chengdu, w prowincji Syczuan, podczas gdy bazą Li Zichenga była prowincja Hubei, a jego wpływy rozciągały się na prowincje Shaanxi i Henan.
W 1640 głodujący chińscy chłopi nie byli w stanie płacić podatków i przestali bać się ponoszących często klęski wojsk cesarskich, zaczęli masowo przyłączać się do powstania. Wojska cesarskie próbujące bezskutecznie pokonać wojska mandżurskie na północy i ogromną armię zbuntowanych chłopów na południu, dosłownie się rozpadły. Nieopłacana i głodna armia cesarska została pokonana przez Li Zichenga – obecnie samozwańczego księcia Shun – i opuściła stolicę bez większych walk. Oddziały Li Zichenga wtargnęły do miasta po tym, jak jego bramy zostały zdradziecko otwarte od wewnątrz. Pekin został zajęty przez wojska Li Zichenga, a ostatni cesarz dynastii Ming popełnił samobójstwo.
Wykorzystując sprzyjające im okoliczności, Mandżurowie przekroczyli Wielki Mur Chiński po tym, jak generał armii cesarskiej, Wu Sangui (1612–1678), otworzył im bramy w Shanhaiguan. Stało się to wkrótce po tym, jak dowiedział się o losie stolicy i otrzymał informację, że wojska Li Zichenga zbliżają się w jego kierunku. Odrzucił ofertę Li Zichenga i sprzymierzył się z Mandżurami. Po zniszczeniu wysłanej przez Li Zichenga armii w bitwie na przełęczy Shanhai Mandżurowie pod wodzą księcia Dorgona (1612–50) i wojska Wu Sangui wyruszyły w kierunku stolicy. Armia Li Zichenga uciekła ze stolicy, a dwa dni później wkroczyły do niej wojska Dorgona i Wu Sangui. Mandżurski cesarz Shunzhi został ogłoszony cesarzem Chin. Po ucieczce przed Mandżurami z Xi’anu, ścigany wzdłuż rzeki Han, aż do Wuchangu i w końcu wzdłuż północnych granic prowincji Jiangxi, Li Zicheng zmarł tam w lecie 1645; w ten sposób nastąpił koniec dynastii Shun. Jedne świadectwa mówią, że popełnił samobójstwo; inne, że został pobity na śmierć przez chłopów po tym, jak został przyłapany na kradzieży pożywienia. Zhang Xianzhong został zabity w styczniu 1647 przez wojska mandżurskie, po ucieczce z Chengdu i stosowaniu taktyki spalonej ziemi.
Pomimo utraty stolicy (Pekinu) i śmierci cesarza, siły lojalne wobec dynastii Ming nie zostały całkowicie zniszczone. Koncentrowały się one głównie na południu kraju. Jednak było kilku pretendentów do tronu i ich siły były podzielone. Wojska dynastii Qing po kolei pokonywały każdego z nich, aż do 1662, kiedy zginął ostatni przedstawiciel dynastii Ming pretendujący do tytułu cesarskiego: Yongli. W 1683 wojska dynastii Qing podbiły Tajwan, likwidując Królestwo Dongning założone przez Zheng Chenggonga, stanowiące ostatni punkt oporu sił lojalnych wobec dynastii Ming.

## Administracja i ustrój polityczny

### Prowincje, prefektury, podprefektury i powiaty

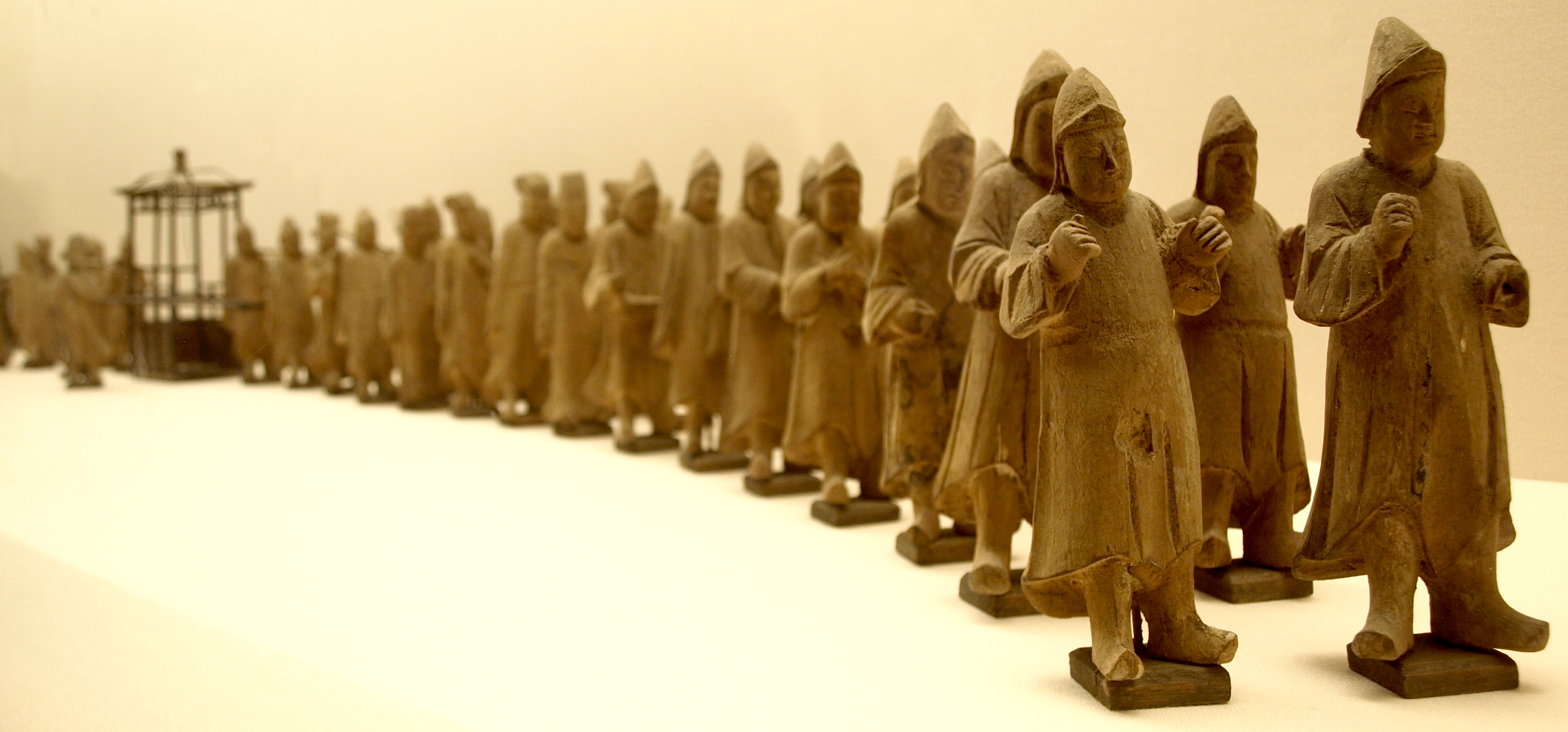
Figurki procesyjne z grobowca Pan Yongzhenga, urzędnika dynastii Ming, żyjącego w XVI wieku

Cesarze dynastii Ming przejęli podział kraju na prowincje z czasów dynastii Yuan, a 13 prowincji z czasów dynastii Ming jest prekursorami współczesnych prowincji chińskich. Za czasów dynastii Song największą jednostką podziału administracyjnego był okręg (chiń. 路; pinyin Lù). Po zajęciu północnych Chin przez Dżurdżenów w 1127, dynastia Song panująca na południu kraju utworzyła cztery na wpół autonomiczne okręgi wojskowe, oparte na podziale terytorialnym i odrębne od nich władze cywilne, które stały się prekursorem administracji prowincji w czasach dynastii Yuan, Ming i Qing. Wzorując się na podziale z czasów dynastii Yuan, w czasach dynastii Ming w każdej z prowincji była oddzielna administracja cywilna, wojskowa i kontrolna (cenzorat). Prowincje (chiń. 省; pinyin Shěng) dzieliły się na prefektury (chiń. 府; pinyin Fǔ), na czele których stali prefekci (chiń. 知府; pinyin Zhīfǔ), które z kolei dzieliły się na podprefektury (chiń. 州; pinyin Zhōu), na czele których stali podprefekci. Najmniejszą jednostką podziału administracyjnego był powiat (chiń. upr. 县; chiń. trad. 縣; pinyin Xiàn). Istniały również dwa obszary metropolitalne (chiń. 亰; pinyin Jīng), zwane też Zhili ("[obszar] bezpośrednio rządzony"), wokół Pekinu i Nankinu, które nie należały do żadnej z prowincji.

### Instytucje i biura

#### Trendy instytucjonalne

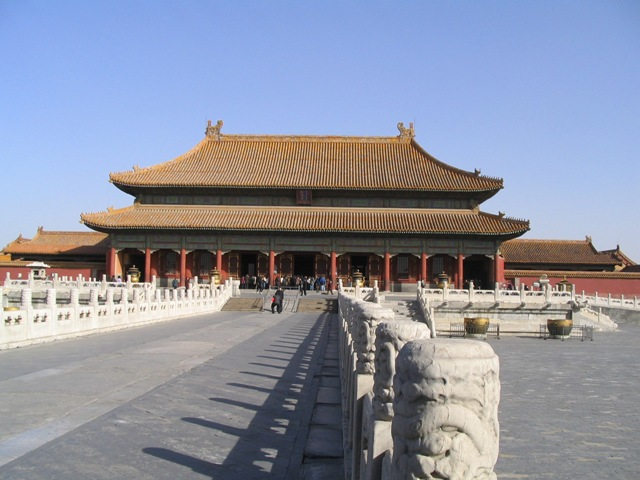
Zakazane Miasto, oficjalna siedziba cesarzy z dynastii Ming i Qing od 1420 do 1924, kiedy władze Republiki Chińskiej usunęły ostatniego cesarza Puyi z jego terenu

Odchodząc od podstawowego systemu administracji centralnej, znanego jako Trzy departamenty i sześć ministerstw, który istniał od czasów dynastii Han, dynastia Ming miała tylko jeden departament, Sekretariat, który kontrolował sześć ministerstw. Po egzekucji kanclerza Hu Weiyonga w 1380, cesarz Hongwu zlikwidował Sekretariat, Cenzorat i Centralną Komisję Wojskową i przejął osobisty nadzór nad sześcioma ministerstwami i pięcioma regionalnymi okręgami wojskowymi. W ten sposób został zlikwidowany jeden ze szczebli administracji rządowej, tylko częściowo przywrócony za panowania jego następców. Wielki Sekretariat (chiń. upr. 内阁; chiń. trad. 內閣; pinyin Nèigé) na początku był zwykłym biurem, które wspomagało cesarza w pracach administracyjnych, lecz bez zatrudniania wielkiego sekretarza, czy kanclerza. Ministerstwa, kierowane przez ministrów i podlegających im dyrektorów pozostawały pod bezpośrednim nadzorem cesarza aż do upadku dynastii Ming.
Cesarz Hongwu wysłał swojego następcę w 1391 do Shaanxi, żeby „podróżował i nadzorował” prowincję (chiń. upr. 巡抚; chiń. trad. 巡撫; pinyin Xúnfǔ); w 1421 cesarz Yongle powołał 26 urzędników, aby podróżowali po kraju i kontrolowali oraz nadzorowali administrację. Do 1430 funkcja xunfu została zinstytucjonalizowana. Odtąd zaczął działać ponownie Cenzorat zatrudniający kontrolerów (cenzorów), a później naczelnych kontrolerów. W 1453, „wielkim koordynatorom”, czyli „kontrolerom terenowym” jak odnotował Michael Chang – przyznano tytuł zastępcy lub asystenta naczelnego kontrolera i mieli oni bezpośredni dostęp do cesarza. Podobnie jak za rządów poprzednich dynastii, administracja terenowa była kontrolowana przez podróżujących kontrolerów z Cenzoratu. Kontrolerzy mieli prawo w każdej chwili postawić w stan oskarżenia i odwołać urzędników (w przeciwieństwie do nich przełożeni oceniali podległych urzędników w przeprowadzanych raz na trzy lata ocenach okresowych).
Chociaż na początku panowania dynastii Ming następowało przekazywanie uprawnień do prowincji, już w latach dwudziestych XV wieku rozpoczął się proces delegowania urzędników administracji centralnej, aby koordynowali w prowincjach działania administracji wojskowej, cywilnej i kontrolnej, czyli działali jako faktyczni ich gubernatorzy. Później oddelegowanym urzędnikom administracji centralnej podlegały, jako naczelnym dowódcom lub wicekrólom, dwie lub więcej prowincje, co miało na celu ograniczenie zakresu władzy wojskowych na rzecz władz cywilnych.

#### Wielki Sekretariat i sześć ministerstw

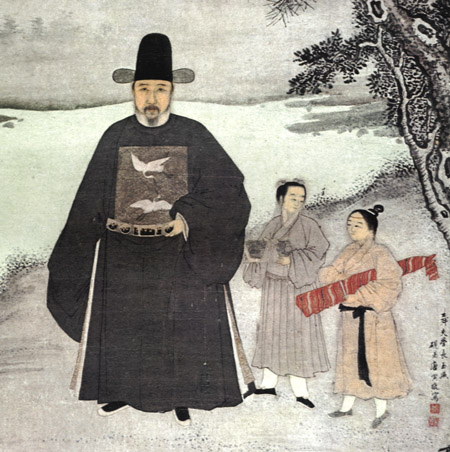
Portret urzędnika Jiang Shunfu (1453–1504), obecnie w Muzeum w Nankinie. Dwa żurawie naszyte na uniformie oznaczały jego rangę (żurawie były oznaką najwyższej rangi urzędniczej)

Instytucje rządowe w cesarskich Chinach były zorganizowane w podobny sposób, jednak każda dynastia tworzyła specjalne urzędy i biura, dostosowane do ich szczególnych potrzeb. Za panowania dynastii Ming był to Wielki Sekretariat z Wielkimi Sekretarzami wspierającymi cesarza, zajmującymi się pracą administracyjną i mającymi stosunkowo niską rangę urzędniczą za panowania cesarza Yongle; za panowania cesarza Hongxi (1424-25), aby wzmocnić ich prestiż w kontaktach z innymi urzędnikami, zostały im nadane najwyższe, niefunkcyjne tytuły urzędnicze np. Wielkiego Nauczyciela. Wielcy Sekretarze wywodzili się z Akademii Hanlin i byli uważani za przedstawicieli cesarza, a nie władzy ministerialnej czy administracyjnej (z tego powodu czasami mieli inne zdanie zarówno od cesarza jak i ministrów). Wielki Sekretariat koordynował pracę administracji i ministerstw, podczas gdy sześć ministerstw – Kadr (Służby Państwowej), Finansów, Ceremonii, Wojny (Wojska), Sprawiedliwości i Robót Publicznych – było organami administracji państwa. Ministerstwo Kadr (Służby Państwowej) było odpowiedzialne za nominacje, oceny okresowe, awanse służbowe i degradacje urzędników, jak również za przyznawanie tytułów honorowych (z którymi związane było najczęściej odpowiednie wynagrodzenie). Ministerstwo Finansów było odpowiedzialne za spisy ludności i podatkowe, zbieranie podatków i innych dochodów państwowych, podlegały mu też dwa biura zarządzające mennicami. Ministerstwo Ceremonii było odpowiedzialne za organizację uroczystości państwowych i religijnych, składanie ofiar; nadzorowało również duchowieństwo buddyjskie i taoistyczne oraz odpowiadało za przyjmowanie posłów z państw trybutarnych. Ministerstwo Wojny (Wojska) było odpowiedzialne za nominacje, awanse i degradacje wojskowych, utrzymanie instalacji wojskowych, dostawy broni i zaopatrzenia, a także za utrzymanie systemu kurierskiego. Ministerstwo Sprawiedliwości było odpowiedzialne za nadzór nad sprawami sądowymi i wymierzaniem kar, ale nie nadzorowało Cenzoratu i Wielkiego Trybunału Apelacyjnego. Ministerstwo Robót Publicznych było odpowiedzialne za państwowe projekty budowlane, zatrudnianie rzemieślników i pracowników tymczasowych, produkcję materiałów dla administracji państwowej, utrzymanie dróg i kanałów, standaryzację miar i wag, a także za gromadzenie zapasów żywności.

#### Biura i urzędy dworu cesarskiego

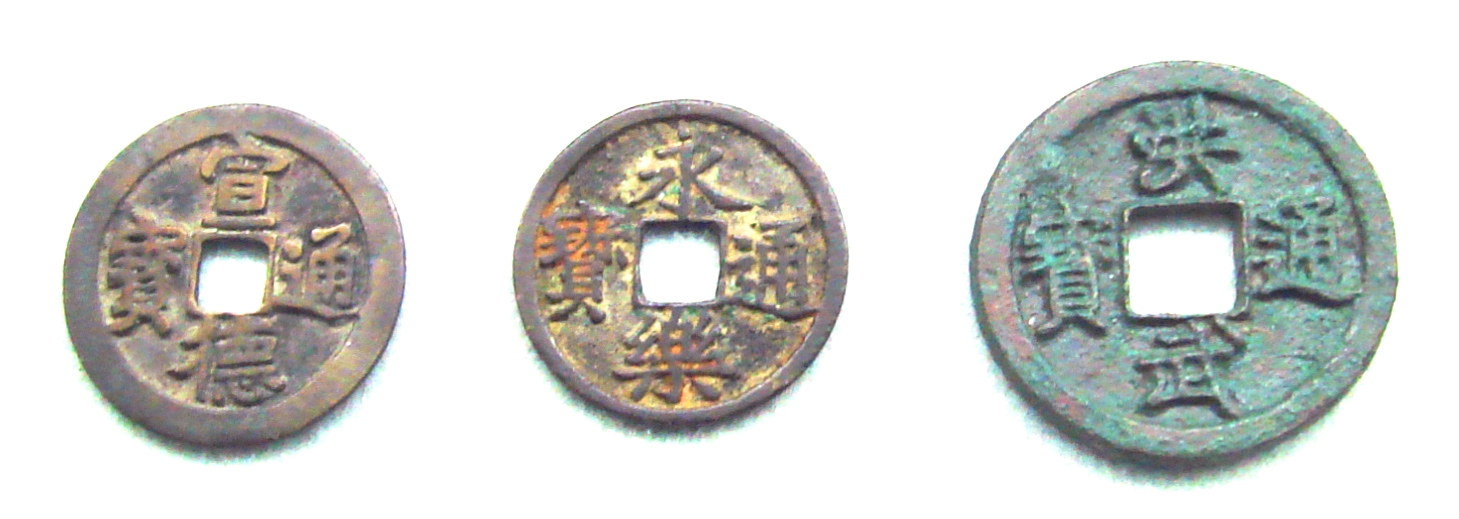
Monety z czasów dynastii Ming, XIV–XVII wiek

Przy obsłudze dworu cesarskiego zatrudnieni byli prawie wyłącznie eunuchowie i kobiety. Służące pracowały dla biur: służby pałacowej, ceremonii, odzieży, żywności, sypialni, rękodzieła i nadzoru nad służbą. Począwszy od lat dwudziestych XV wieku eunuchowie zaczęli przejmować stanowiska zajmowane dotychczas przez kobiety, aż pozostało przez nie obsadzone tylko biuro ds. odzieży wraz z czterema biurami pomocniczymi. Za panowania cesarza Hongwu eunuchowie byli zatrudnieni w Dyrekcji Służby Pałacowej, lecz wraz ze wzrostem ich znaczenia, zostały utworzone dodatkowe urzędy. Ostatecznie było to: dwanaście dyrekcji, cztery urzędy i osiem biur. Przy obsłudze dworu cesarskiego było zatrudnionych tysiące eunuchów, którymi zarządzała Dyrekcja Służby Pałacowej. Eunuchowie podlegali różnym dyrekcjom (chiń. upr. 监; chiń. trad. 監; pinyin Jiān), które były odpowiedzialne za nadzór nad personelem, ceremonie i rytuały, żywność, przedmioty użytku domowego, dokumenty, stajnie, pieczęcie, odzież, itp.. Urzędy (chiń. 司; pinyin Sī) były odpowiedzialne za zapewnienie opału, papieru, muzyki i za kąpiele. Biura (chiń. 局; pinyin Jú) odpowiadały za broń, wyroby ze srebra, wyroby z brązu, pranie, nakrycia głowy, produkcję odzieży, winnice i ogrody. Czasami najbardziej wpływowy eunuch w Dyrekcji Ceremonii de facto rządził cesarstwem.
Istniały również urzędy administracji cesarskiej ściśle współpracujące ze służbą pałacową np. Urząd Pieczęci, który zajmował się wytwarzaniem i konserwacją cesarskich pieczęci, datowników i różnego rodzaju pieczątek. Istniały również biura zajmujące się sprawami członków rodziny cesarskiej.

### Personel

#### Urzędnicy-uczeni

Kandydaci, którzy zdawali egzaminy urzędnicze, tłoczący się przy murze, na którym zostały wywieszone wyniki egzaminów; fragment obrazu wykonanego tuszem na zwoju jedwabiu, autorstwa Qiu Yinga (1494–1552)

Po okresie panowania cesarza Hongwu – który w latach 1373-84 obsadzał urzędy urzędnikami zatrudnianymi wyłącznie na podstawie rekomendacji – urzędników-uczonych (mandarynów), którzy zasilali szeregi biurokracji, wyłaniano w drodze systemu egzaminów, który ukształtował się za panowania dynastii Sui (581–618). Teoretycznie dzięki temu systemowi każdy mógł znaleźć się w szeregach urzędników-uczonych (chociaż początkowo nie mogły w nich uczestniczyć osoby wywodzące się z klasy kupców); w rzeczywistości czas i pieniądze potrzebne do przygotowania się do egzaminów powodowały, że kandydaci najczęściej pochodzili z klasy właścicieli ziemskich (gentry). Rząd zatrudniając urzędników, określał ilu spośród nich musi pochodzić z poszczególnych prowincji. Miało to przeciwdziałać koncentracji władzy przez gentry pochodzącą z zamożniejszych regionów, gdzie szkolnictwo było na wyższym poziomie. Rozwój techniki drukarskiej w czasach dynastii Song pozwolił na upowszechnienie wykształcenia i tym samym zwiększenie liczby kandydatów przystępujących do egzaminów ze wszystkich prowincji. Dla młodych uczniów były drukowane tabliczki mnożenia i elementarze; dla dorosłych kandydatów do egzaminów były produkowane masowo, niedrogie tomy klasyków konfucjańskich i zbiory prawidłowych odpowiedzi egzaminacyjnych.
Podobnie jak we wcześniejszych okresach, egzaminy skupiały się na znajomości klasycznych tekstów konfucjańskich, a podstawą programową był czteroksiąg konfucjański opracowany wraz z komentarzem przez Zhu Xi w XII wieku. Za panowania dynastii Ming zdanie egzaminów stało się jeszcze trudniejsze, gdy od 1487 wymagano napisania ośmioczęściowego eseju o sztywnej strukturze baguwen (chiń. 八股文; pinyin bāgǔwén), który odbiegał od ówczesnych trendów językowych i literackich. Poziom trudności egzaminów wzrastał na każdym kolejnym szczeblu, a po zdaniu kolejnego egzaminu był przyznawany odpowiedni tytuł. Mandaryni byli podzieleni na dziewięć rang, z których każda dzieliła się na dwa stopnie (najwyższa 1a, najniższa 9b). Każdej randze i stopniowi odpowiadało określone wynagrodzenie (teoretycznie wypłacane w ryżu). Osobom, które zdały egzaminy na szczeblu prowincji juren (chiń. upr. 举人; chiń. trad. 舉人; pinyin Jǔrén) i zostały zatrudnione w administracji, przydzielano niższe rangi, tak jak i osobom, które zdały egzaminy na najniższym szczeblu (powiatu i prefektury), czyli shengyuan (chiń. upr. 生员; chiń. trad. 生員; pinyin Shēngyuán) lub xiucai (chiń. 秀才; pinyin Xiùcái); natomiast osoby, które zdały egzaminy centralne otrzymywały tytuł jinshi (chiń. upr. 进士; chiń. trad. 進士; pinyin Jìnshì) i miały zapewnioną wysoką rangę urzędniczą. Przez 276 lat panowania dynastii Ming i 90 egzaminów na szczeblu centralnym, przyznano 24 874 tytuły jinshi. Ebrey zauważyła, że „było tylko od 2 do 4 tysięcy osób mających tytuł jinshi jednocześnie w danym okresie, co oznaczało, że 1 osoba z tym tytułem przypadała na 10 tysięcy dorosłych mężczyzn.”. Dla porównania pod koniec XVI wieku było około 100 tysięcy osób z tytułem shengyuan.
Maksymalny okres sprawowania urzędu wynosił dziewięć lat, a co trzy lata przełożeni dokonywali okresowej oceny pracy urzędników. W zależności od tej oceny byli oni awansowani o jedną rangę, utrzymywali tę samą rangę lub byli degradowani o jedną rangę. W wyjątkowych przypadkach mogli zostać zwolnieni lub nawet skazani. Tylko urzędnicy administracji centralnej posiadający rangę czwartą lub wyższą nie podlegali obowiązkowej ocenie okresowej, chociaż oczekiwano, że wyznają oni popełnione przez siebie błędy. Poza tym w szkołach powiatowych i prefekturalnych było zatrudnionych ponad 4 tysiące nauczycieli, którzy podlegali ocenie okresowej raz na dziewięć lat. Główny nauczyciel na szczeblu prefektury posiadał rangę 9b. Istniał Urząd nauczania cesarskiego, który nadzorował edukację następcy tronu; na jego czele stał urzędnik mający rangę 3a.

#### Niżsi urzędnicy

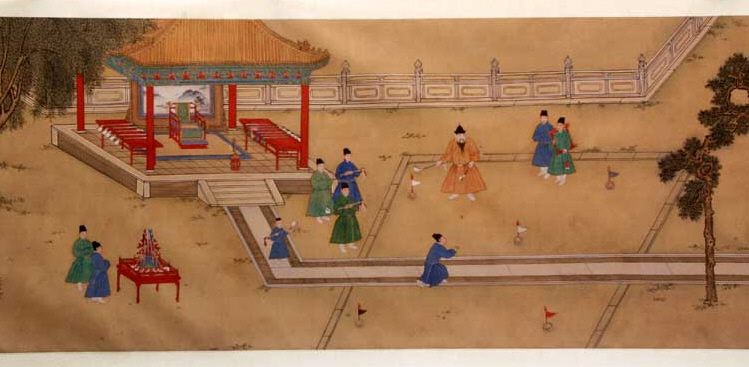
Cesarz Xuande grający z eunuchami w chuiwan, grę podobną do golfa, obraz z okresu panowania cesarza Xuande (1425–35)

Urzędnicy-uczeni (mandaryni), którzy objęli urzędy po zdaniu egzaminów, kierowali znacznie większą rzeszą urzędników, którzy nie posiadali żadnej rangi urzędniczej – niższymi urzędnikami. Na jednego urzędnika posiadającego rangę urzędniczą przypadało czterech urzędników nie posiadających żadnej rangi; Charles Hucker ocenia, że było ich ponad 100 tysięcy w całym cesarstwie. Wykonywali oni prace biurowe w urzędach cesarskich. Nie byli zaliczani do nich strażnicy, posłańcy i tragarze-nosiciele lektyk; niżsi urzędnicy również podlegali ocenom okresowym jak urzędnicy-uczeni i po 9 latach mogli otrzymać niższą rangę urzędniczą. Urzędnicy-uczeni co pewien czas zmieniali stanowisko i przeważnie nie otrzymywali stanowiska w swojej rodzinnej prowincji; tym samym musieli polegać na znajomości lokalnych uwarunkowań oraz współpracy niższych urzędników, którzy wywodzili się z danego terenu.

#### Eunuchowie, książęta i generałowie

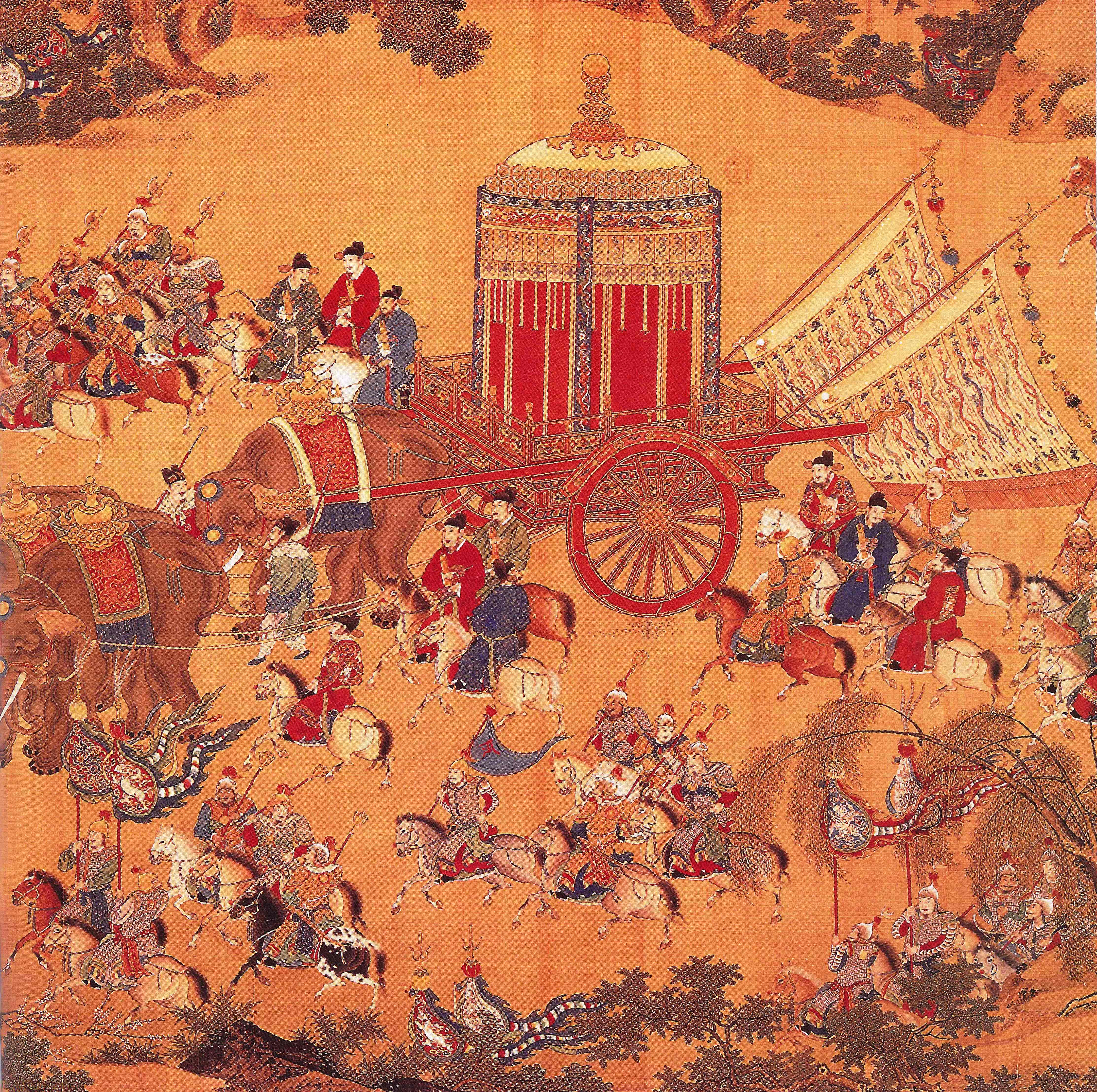
Fragment obrazu Podróż cesarza pokazującego powóz cesarza Xuande ciągnięty przez słonie i eskortowany przez jeźdźców. (Zobacz zbliżenie)

Za panowania dynastii Ming eunuchowie uzyskali bezprecedensową władzę nad sprawami państwa. Jednym z najbardziej efektywnych środków kontroli była tajna policja nazywana od jej siedziby Wschodnim Zakładem na początku panowania dynastii Ming, a później Zachodnim Zakładem. Ta tajna służba była nadzorowana przez Dyrekcję Ceremonii, stąd stojący na jej czele eunuchowie faktycznie kontrolowali sprawy państwa. Eunuchowie również mieli system rang, będący odpowiednikiem rang w administracji cesarskiej, jednak zamiast dziewięciu rang były cztery.
Książęta i potomkowie pierwszych cesarzy z dynastii Ming otrzymywali duże posiadłości i tytularne dowództwa wojskowe. Te posiadłości nie były lennami, książęta nie pełnili żadnych funkcji administracyjnych i tylko za panowania dwóch pierwszych cesarzy sprawowali faktyczne dowództwo nad wojskami. Dla porównania książęta z dynastii Han i Jin byli lennikami cesarza. Chociaż książęta nie służyli w administracji państwowej, książęta, małżonkowie księżniczek i osoby spokrewnione z cesarzem byli zatrudnieni w Urzędzie Rodziny Cesarskiej, który zajmował się sprawami dotyczącymi tej rodziny.
Podobnie jak urzędnicy-uczeni posiadający system rang urzędniczych, wojskowi również posiadali hierarchiczny system stopni wojskowych i podlegali co pięć lat ocenie okresowej. Jednak wojskowi cieszyli się mniejszym prestiżem niż urzędnicy-uczeni. Wynikało to z tego, że służba w wojsku była dziedziczna (a nie opierała się tylko na kryterium merytorycznym), a także z zasad konfucjanizmu, który wyżej cenił osoby, które wybrały drogę wiedzy (wen), niż osoby, które wybrały drogę przemocy (wu). Chociaż służba wojskowa była uważana za mniej prestiżową, od 1478 były przeprowadzane egzaminy dla oficerów, sprawdzające ich umiejętności wojskowe. Na początku panowania dynastii Ming wyższe stanowiska wojskowe były obsadzane przez przedstawicieli arystokracji; stopniowo zaczęli ich zastępować ludzie wywodzący się z niższych warstw społeczeństwa.

## Kultura i społeczeństwo

### Sztuka i literatura

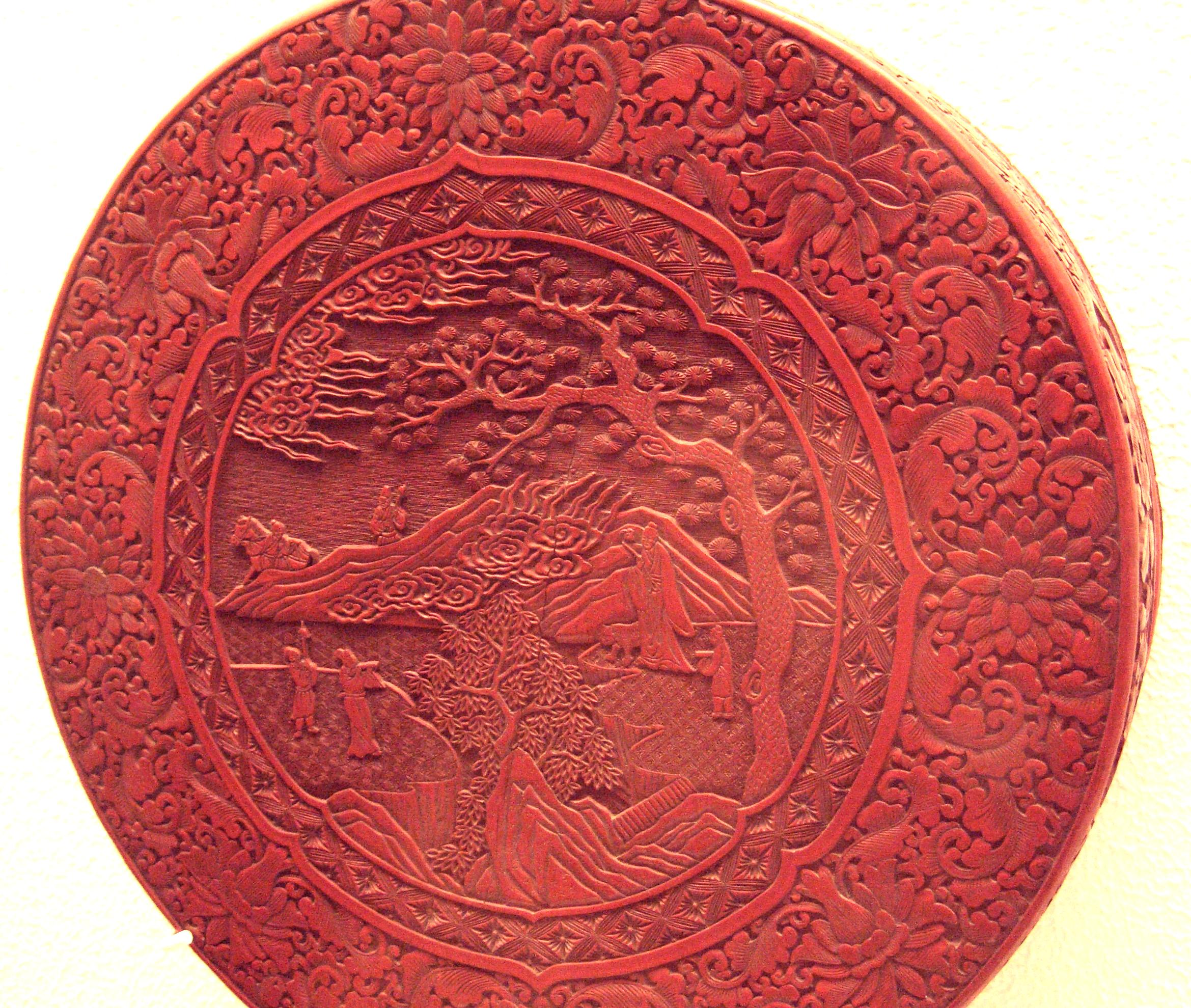
Pudełko z czerwonej laki z czasów dynastii Ming; misternie rzeźbiony wzór przedstawiający scenę rodzajową, otoczony motywem kwiatowym

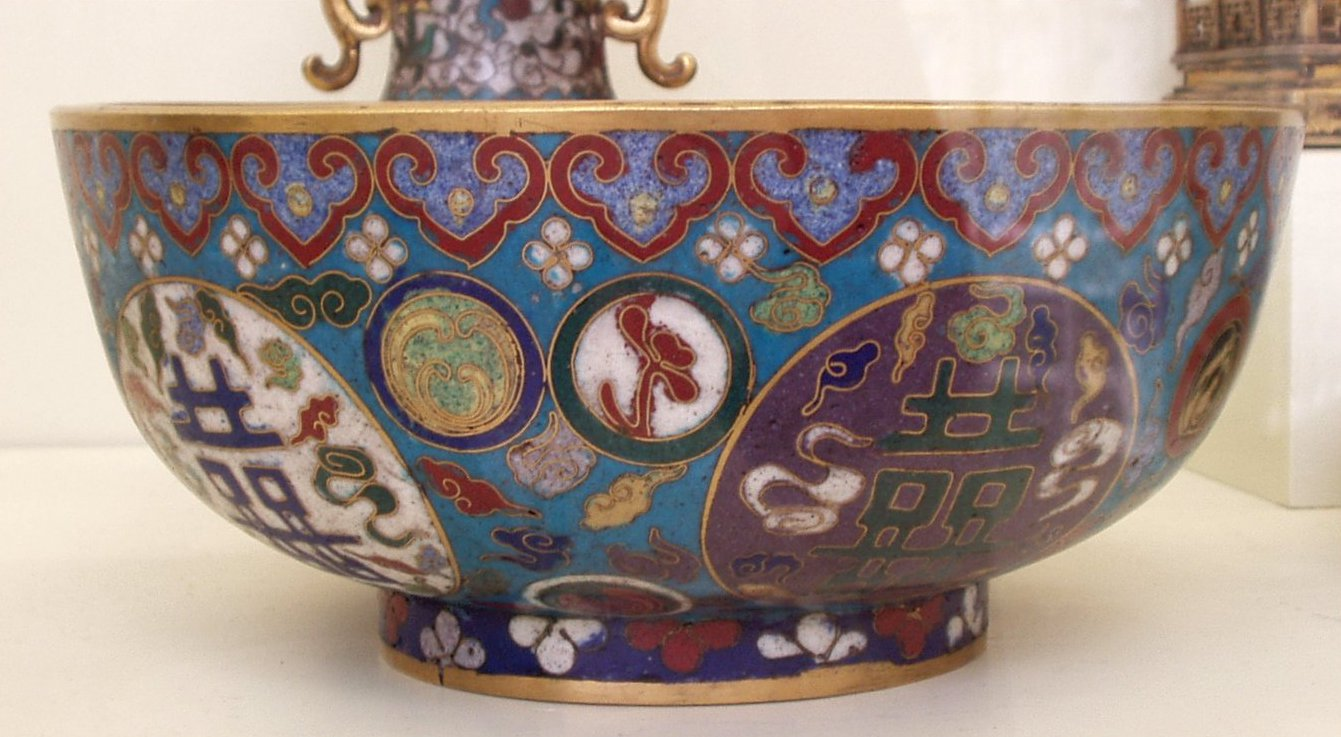
Waza z czasów dynastii Ming, zdobiona techniką emalii komórkowej cloisonné z użyciem emalii w dziewięciu kolorach

Podobnie jak za wcześniejszych dynastii, panowanie dynastii Ming było okresem rozkwitu sztuki, zarówno malarstwa, poezji, muzyki, literatury, jak i przedstawień scenicznych. Okres ten charakteryzowało odwoływanie się do przeszłości, co powodowało, że nie czyniono wysiłków wykroczenia poza istniejące dotychczas wzorce (rozwój bez postępu). Szczególnie było to widoczne w malarstwie i poezji.
Wzory rzeźbione w lace i wzory z glazury na porcelanie dorównywały stopniem szczegółowości i złożoności obrazom tworzonym przez artystów. Znajdowały się one w domach ludzi zamożnych wraz z haftowanymi tkaninami z jedwabiu, wyrobami z nefrytu, jadeitu, kości słoniowej i emalii komórkowej (cloisonné). Znajdowały się w nich również meble z hebanu i kompozycje ażurowe. Materiały pisarskie znajdujące się w gabinecie osoby wykształconej, w tym misternie rzeźbione trzonki pędzelków pisarskich wykonane z kamienia lub drewna, były projektowane i rozmieszczone z uwzględnieniem ich walorów estetycznych.
Pod koniec panowania dynastii Ming kolekcjonowano głównie rzeczy charakteryzujące się wyrafinowanym smakiem artystycznym, co dawało zatrudnienie handlarzom sztuki, a nawet fałszerzom, którzy wytwarzali falsyfikaty i przypisywali autorstwo stworzonych przez siebie dzieł sztuki, sławnym artystom. Zauważył to nawet jezuita Matteo Ricci podczas swojego pobytu w Nankinie, pisząc, że chińscy fałszerze dzieł sztuki są bardzo pomysłowi i osiągają ogromne zyski. Istniały również poradniki dla nowych, przezornych kolekcjonerów; Liu Tong w książce wydanej w 1635, przekazał czytelnikom sposoby na rozróżnienie oryginałów od falsyfikatów. Ujawnił, że np. brązy z okresu panowania cesarza Xuande (1425-35) posiadają charakterystyczny połysk; natomiast porcelanę z ery Yongle (1402-25) można rozpoznać po grubości ścianek.

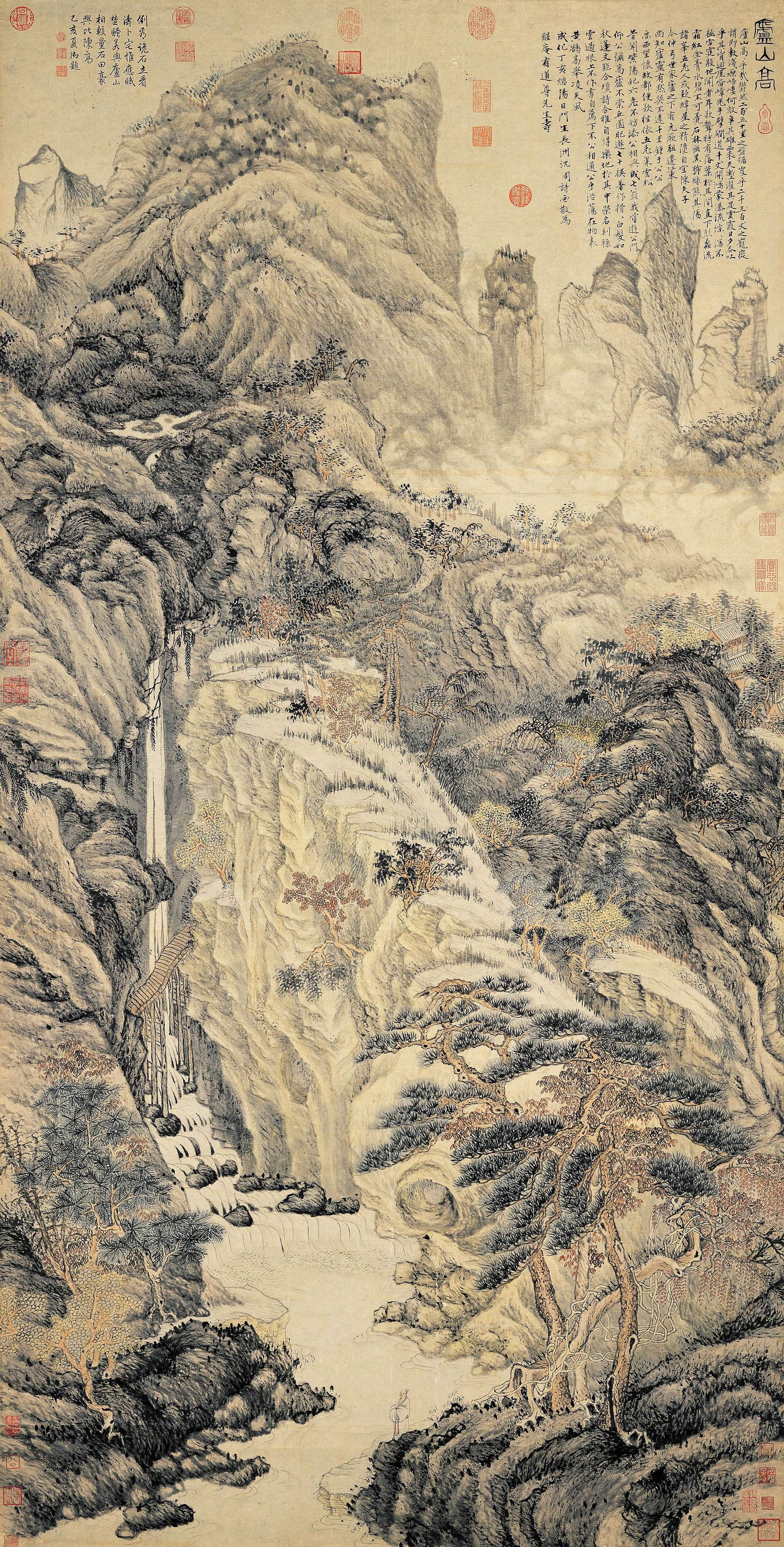
Górzysty krajobraz Lushan, autorstwa Shen Zhou, 1467

Panowanie dynastii Ming było okresem rozwoju chińskiej literatury. Xu Xiake (1587–1641) publikował swoje Dzienniki z podróży (mające 404 tysiące znaków pisma chińskiego) zawierające informacje na temat odwiedzanych miejsc, od opisu okolicy do mineralogii. Pierwsze wzmianki o wydawanych w Pekinie przez osoby prywatne gazetach pochodzą z 1582; do 1638 gazety zaczęły być drukowane czcionką ruchomą, zamiast techniką drzeworytniczą. W odpowiedzi na zapotrzebowanie ze strony kupców pod koniec panowania dynastii Ming powstawały przewodniki z zakresu etyki biznesu. Chociaż krótkie opowiadania były popularne już w czasach dynastii Tang (618–907), a tacy autorzy jak Xu Guangqi, Xu Xiake i Song Yingxing tworzyli dzieła o charakterze encyklopedycznym i technicznym, panowanie dynastii Ming było okresem rozwoju chińskiej powieści. Podczas gdy członkowie gentry posiadali wystarczające wykształcenie by w pełni rozumieć dzieła w klasycznym języku chińskim, osoby nie posiadające klasycznego wykształcenia – kobiety z zamożnych domów, kupcy, sprzedawcy – stały się głównymi odbiorcami twórczości w języku potocznym. Opublikowana w 1610 powieść Jin Ping Mei (pol.: Kwiaty śliwy w złotym wazonie) jest uważana przez niektórych za piątą wielką powieść cesarskich Chin, w nawiązaniu do czterech klasycznych powieści chińskich. Trzy z tych powieści, Opowieści znad brzegów rzek, Opowieści o Trzech Królestwach i Wędrówka na Zachód, zostały ostatecznie zredagowane w czasach dynastii Ming. Sztuki teatralne tego okresu dorównywały powieściom. Jednym z najbardziej znanych chińskich utworów teatralnych jest mająca 55 aktów Altana peoniowa, autorstwa Tang Xianzu (1550–1616).
W przeciwieństwie do Xu Xiake, który w swoich Dziennikach z podróży koncentrował się na opisywaniu odwiedzanych miejsc, chiński poeta i urzędnik Yuan Hongdao (1568–1610) traktował zapiski z podróży jako sposób wyrażenia swojego indywidualizmu, jak również niezadowolenia z polityki dworskiej. Yuan Hongdao pragnął uwolnić się od moralnych kompromisów, które były nierozerwalnie związane z jego karierą urzędniczą. W tym zakresie był kontynuatorem twórczości poety i urzędnika Su Shi (1037–1101) z czasów dynastii Song. Yuan Hongdao i jego bracia, Yuan Zongdao (1560–1600) i Yuan Zhongdao (1570–1623), byli założycielami szkoły listów Gong’an. Ta wysoce indywidualistyczna szkoła poezji i prozy była krytykowana za koncentrację na zmysłowych przeżyciach wewnętrznych, co łączyło ją z powieściami w języku potocznym z tego okresu, takimi jak Jin Ping Mei. Jednak nowa romantyczna literatura oddziaływała również na gentry i urzędników-uczonych, szukających w kochankach również romantycznej miłości, której najczęściej nie mogło im zapewnić aranżowane małżeństwo.

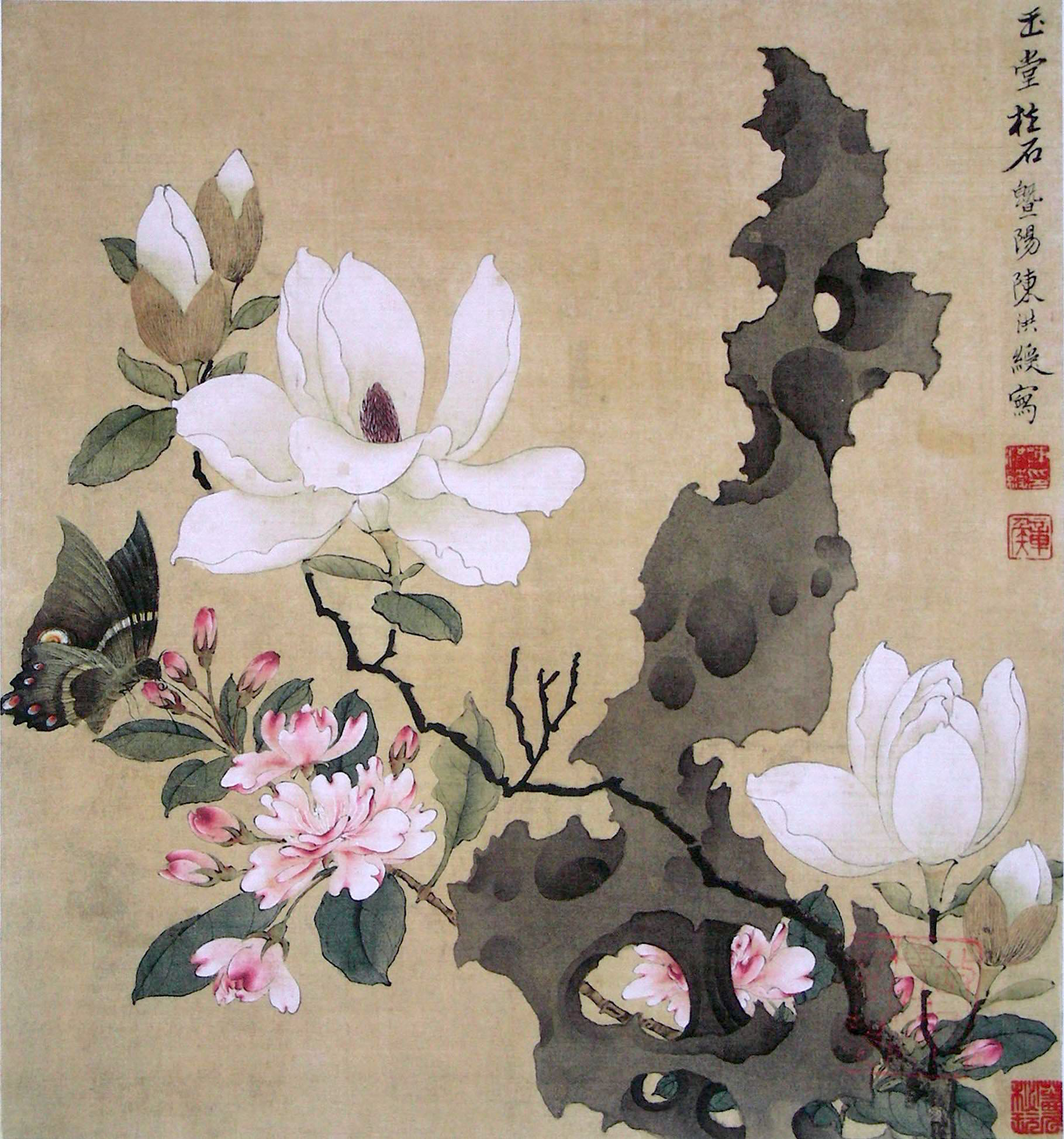
Obraz przedstawiający kwiaty, motyla i formację skalną, autorstwa Chen Hongshou (1598–1652); albumy zawierające podobne obrazy były popularne już w czasach dynastii Song

Najbardziej znanymi artystami z okresu dynastii Ming w dziedzinie sztuk plastycznych byli Ni Zan, Shen Zhou, Tang Yin, Wen Zhengming, Qiu Ying i Dong Qichang. Czerpali oni z technik, wzorów i wyrafinowania w malarstwie osiągniętego przez ich poprzedników z czasów poprzednich dynastii, nie wykraczając poza nie, zarówno pod względem tematów, jak i technik malarskich. Znani artyści z tej epoki mogli utrzymać się wyłącznie z malowania obrazów, dzięki wysokim cenom i dużemu popytowi na ich twórczość. Np. Qiu Ying otrzymał 2,8 kg (100 uncji) srebra za obraz na 80. urodziny matki bogatego nabywcy. Znani artyści mieli wielu naśladowców, z których część była amatorami, którzy malowanie traktowali jako hobby, a część zarabiała na życie dzięki malarstwu.
Poza malarzami również niektórzy inni twórcy byli cenieni dzięki swojej twórczości, jak He Chaozong z początku XVII wieku, znany dzięki swoim rzeźbom z białej porcelany. Głównymi ośrodkami produkcji porcelany w czasach dynastii Ming były Jingdezhen w prowincji Jiangxi i Dehua w prowincji Fujian. Od XVI wieku porcelana wytwarzana w Dehua, przeznaczona na rynek europejski, była dostosowywana do gustów europejskich nabywców. Chuimei Ho w The Ceramic Trade in Asia szacuje, że pod koniec panowania dynastii Ming około 16% chińskiego eksportu porcelany było przeznaczone na rynek europejski, a reszta na rynek japoński i do Azji Południowo-Wschodniej.

### Religia

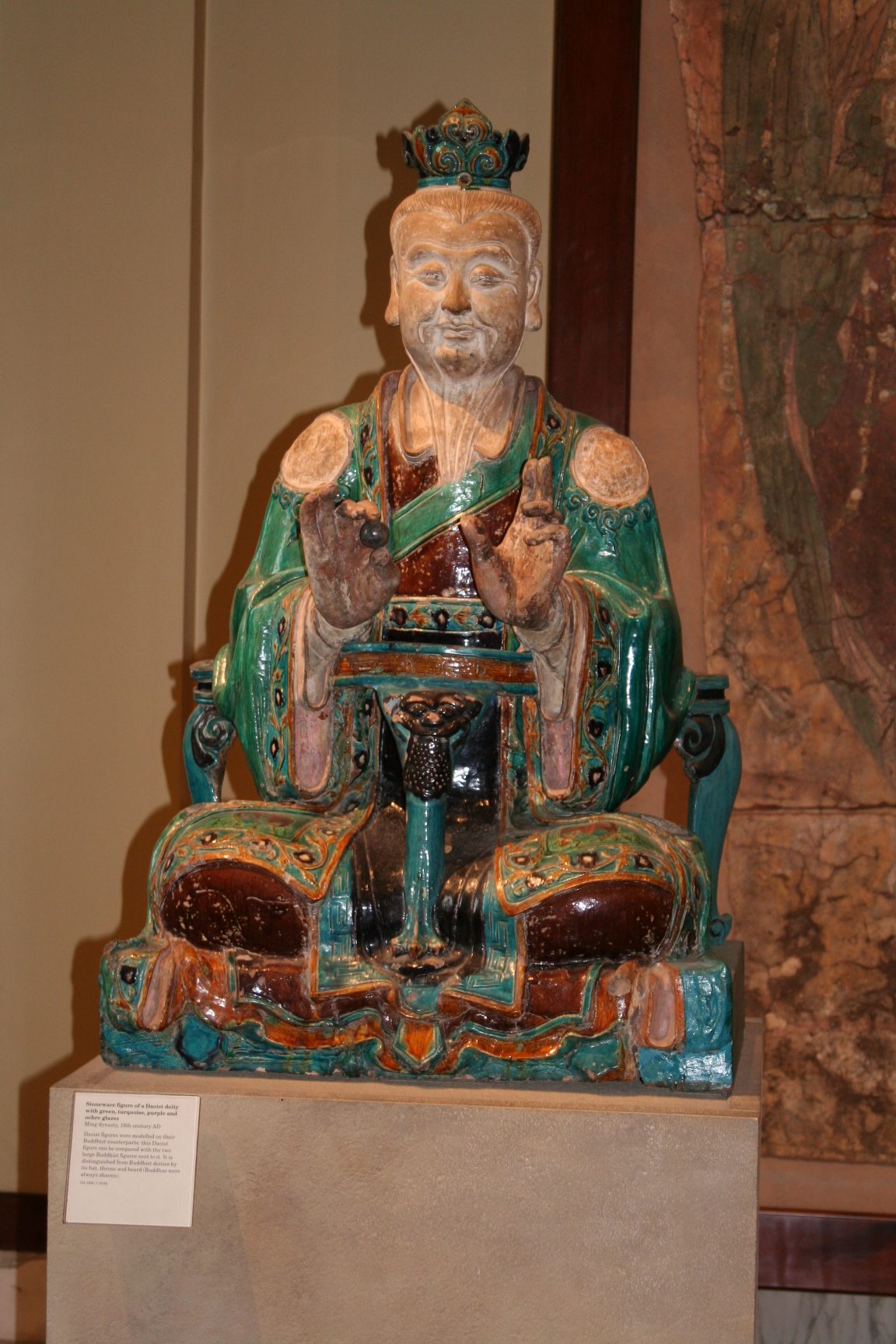
Posążek taoistycznego bóstwa, wykonany z pokrytej glazurą kamionki, z czasów dynastii Ming, XVI wiek

W czasach dynastii Ming Chińczycy czcili wiele bóstw należących do ludowego panteonu chińskiego, jak również byli buddystami, taoistami i konfucjanistami.
Pod koniec panowania dynastii Ming do Chin przybyli pierwsi jezuiccy misjonarze z Europy, w tym Matteo Ricci i Nicolas Trigault. Swoich misjonarzy wysyłali również dominikanie i franciszkanie.
Matteo Ricci pracował wraz z chińskim matematykiem, astronomem i agronomem Xu Guangqi nad przekładem na język chiński greckiego traktatu matematycznego Elementy Euklidesa. Chińczycy byli pod wrażeniem znajomości przez Europejczyków astronomii, pomiaru czasu, matematyki, mechaniki i geografii. Aby zdobyć zaufanie i poważanie wśród Chińczyków, większość europejskich misjonarzy prezentowało się raczej jako uczeni niż kapłani. Jednak większość Chińczyków była nieufna, a nawet otwarcie wroga wobec chrześcijaństwa, które było odmienne od chińskich wierzeń i praktyk religijnych. Punktem kulminacyjnym tej niechęci był Nankiński Incydent Religijny z lat 1616–22, chwilowe zwycięstwo konfucjańskich tradycjonalistów, którzy doprowadzili do odrzucenia europejskiej nauki i misjonarzy, na rzecz górującego nad nimi modelu chińskiego; wkrótce jednak europejscy misjonarze zostali zatrudnieni w cesarskim obserwatorium astronomicznym.
W Chinach mieszkali również Żydzi, których głównym ośrodkiem był Kaifeng; Matteo Ricci poznał historię Żydów w Chinach, gdy spotkał jednego z nich w Pekinie. Początki islamu w Chinach sięgają VII wieku; za panowania dynastii Ming muzułmaninem był między innymi słynny chiński podróżnik – admirał Zheng He. Muzułmanami byli również dowódcy w armii cesarza Hongwu: Chang Yuchun, Lan Yu, Ding Dexing i Mu Ying.

### Filozofia

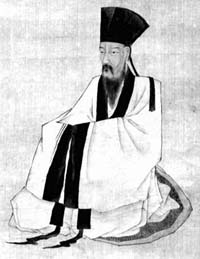
Wang Yangming (1472–1529), uważany za najbardziej znaczącego myśliciela kofucjańskiego od czasów Zhu Xi

#### Wang Yangming
Za panowania dynastii Ming, poglądy Zhu Xi (1130–1200) i neokonfucjanizm były powszechnie akceptowane przez dwór cesarski i ogół wykształconych Chińczyków. Jednak wśród intelektualistów nigdy nie występuje całkowita akceptacja jednego sposobu myślenia. Również za panowania dynastii Ming były jednostki, które – jak Su Shi (1037–1101) za panowania dynastii Song – nie zgadzały się z powszechnie przyjmowanymi poglądami i nie obawiały się ich kwestionować. Czołowym przedstawicielem nowych trendów w konfucjanizmie był urzędnik-uczony Wang Yangming (1472–1529), którego krytycy oskarżali o to, że jego poglądy zostały skażone przez poglądy buddyjskiej szkoły chan.
Analizując koncepcję Zhu Xi „samodoskonalenia” (czyli zdobywania wiedzy i poszerzania poznania poprzez staranne i racjonalne badanie rzeczy i zdarzeń (chiń. upr. 理学; chiń. trad. 理學; pinyin Lǐxué; chiń. 格物致知; pinyin Géwù zhìzhī)), Wang Yangming doszedł do wniosku, że uniwersalne „zasady” są czymś, co może znajdować się w umyśle każdego człowieka. Kwestionując dotychczasowe poglądy, Wang Yangming twierdził, że każdy, niezależnie od statusu społecznego czy wykształcenia, może stać się równie mądry jak starożytni mędrcy Konfucjusz i Mencjusz, a ich pisma nie są źródłem prawdy, lecz tylko przewodnikami, które mogą mieć nieścisłości. Według Wang Yangminga rolnik, który posiada bogate doświadczenie życiowe i wyciąga z niego wnioski jest mądrzejszy niż urzędnik, który uważnie studiował dzieła klasyków, a nie ma doświadczenia życiowego.

#### Reakcja konserwatywna

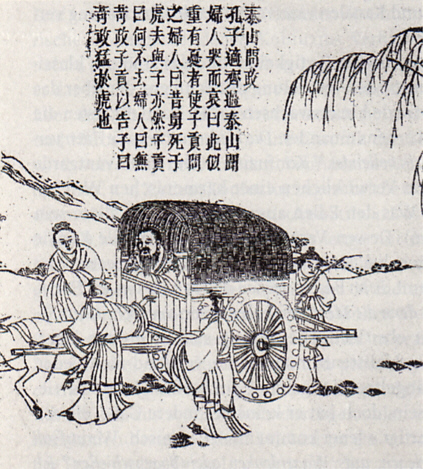
Ilustracja z czasów dynastii Ming, przedstawiająca Konfucjusza w drodze do stolicy dynastii Zhou – Luoyangu

Konserwatywni urzędnicy obawiali się dokonanej przez Wang Yangminga interpretacji zasad konfucjanizmu, rosnącej liczby jego zwolenników i buntowniczego przesłania jego idei. Aby ograniczyć jego wpływy był on często wysyłany daleko poza stolicę, by zajmował się zwalczaniem powstań i sprawami wojskowymi. Pomimo to jego idee przeniknęły do głównego nurtu myśli chińskiej i wywołały zainteresowanie buddyzmem i taoizmem. Ponadto ludzie zaczęli kwestionować istniejącą hierarchię społeczną i zasadę, że urzędnicy-uczeni stoją na jej szczycie. Zwolennik Wang Yangminga i pracownik kopalni soli Wang Gen przekonywał zwykłych ludzi o znaczeniu edukacji dla poprawy ich życia, a He Xinyin kwestionował znaczenie i rolę rodziny w chińskim społeczeństwie. Współczesny mu Li Zhi (1527–1602) nauczał nawet, że kobiety mają takie same możliwości intelektualne jak mężczyźni i mają prawo do wykształcenia; zarówno Li Zhi i He Xinyin zmarli w więzieniu, uwięzieni pod zarzutem szerzenia „niebezpiecznych idei”. Jednak te „niebezpieczne idee” edukacji kobiet od dawna były wdrażane przez matki dające swoim dzieciom podstawy edukacji, jak również przez kurtyzany, które miały podobne wykształcenie jak ich kochankowie.
Przeciwnikami liberalnych poglądów Wang Yangminga byli konserwatywni urzędnicy Cenzoratu – urzędu odpowiedzialnego za zwalczanie wykroczeń i nadużyć władzy urzędników – i wyżsi urzędnicy z Akademii Donglin, która została ponownie otwarta w 1604. Chcieli oni odrodzenia ortodoksyjnej etyki konfucjańskiej. Konserwatyści tacy jak Gu Xiancheng (1550–1612) nie zgadzali się z koncepcją wrodzonej wiedzy moralnej Wang Yangminga, twierdząc, że byłaby to prosta droga do uzasadnienia niemoralnych zachowań, takich jak chciwość i dbanie wyłącznie o osobiste korzyści. Te dwie przeciwstawne tendencje powodowały podziały frakcyjne wśród wyższych urzędników, którzy – jak za Wang Anshi i Sima Guanga za panowania dynastii Song – korzystali z każdej okazji do pozbycia się z dworu członków przeciwnej frakcji.

### Życie w miastach i na wsi
Wang Gen mógł propagować swoje idee wśród ludzi z różnych regionów, ponieważ – zgodnie z tendencją widoczną już w czasach dynastii Song – lokalne społeczności stawały się coraz mniej odizolowane od siebie w wyniku wzrostu wymiany handlowej i powstania gęstej sieci małych miasteczek. Zwiększała się liczba szkół, poszerzały kręgi rodzinne, powstawały różnego rodzaju stowarzyszenia, w tym religijne, co powodowało intensyfikację kontaktów międzyludzkich, w tym między ludźmi wykształconymi a chłopami. Jonathan Spence pisze, że za panowania dynastii Ming zacierały się różnice pomiędzy miastami i terenami wiejskimi, ponieważ tereny podmiejskie wraz z gospodarstwami rolnymi znajdowały się tuż poza, a niekiedy nawet wewnątrz murów miejskich. Zacierały się granice nie tylko pomiędzy miastem a wsią, lecz także w ramach tradycyjnego podziału społeczeństwa na cztery grupy społeczne: urzędników, rolników, rzemieślników i kupców (chiń. upr. 士农工商; chiń. trad. 士農工商; pinyin Shìnónggōngshāng); rzemieślnicy czasem pracowali w gospodarstwach rolnych w czasach dobrej koniunktury, a chłopi często wędrowali do miast, żeby znaleźć tam pracę w okresach niedostatku.

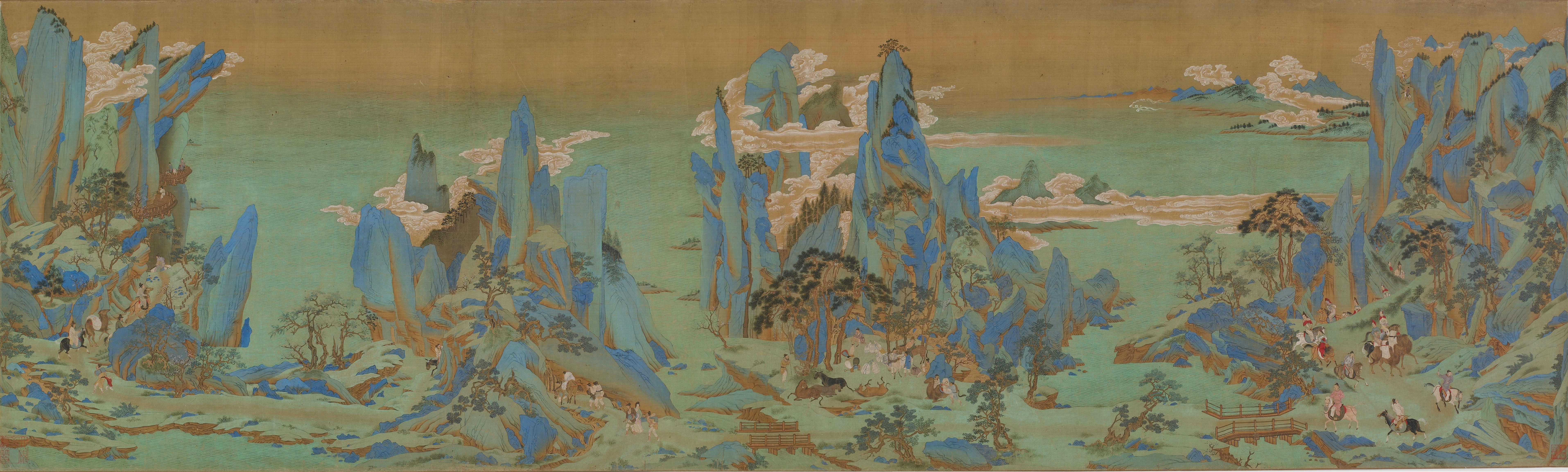
Podróż cesarza Minghuanga do Shu czyli ucieczka do Syczuanu latem 756 roku podczas rebelii kierowanej przez An Lushana. Obraz z czasów dynastii Ming, autorstwa Qiu Yinga (1494–1552).

Wiele zajęć i zawodów przechodziło z ojca na syna lub było dziedziczonych. Należeli do nich m.in. ślusarze, kowale, krawcy, szewcy, kucharze; wytwórcy makaronu, pieczęci, trumien; karczmarze, właściciele herbaciarni, winiarni, domów publicznych, lombardów; drobni handlarze oraz handlarze-bankierzy zaangażowani w proto-bankowy system obracający wekslami. W prawie każdym mieście był dom publiczny z żeńskimi i męskimi prostytutkami. Mężczyźni otrzymywali większe pieniądze niż kobiety, ponieważ związki homoseksualne z nastoletnimi chłopcami były uważane za oznakę statusu, pomimo że było to niezgodne z obowiązującymi w tym okresie normami seksualnymi. Łaźnie publiczne były o wiele bardziej rozpowszechnione niż w poprzednich epokach. W miastach sprzedawano różnorodne towary, w tym np. specjalny papier spalany w ofierze przodkom, specjalistyczne towary luksusowe, nakrycia głowy, delikatne tkaniny, różne rodzaje i gatunki herbat. Ludzie z mniejszych miejscowości, które były zbyt biedne lub miały zbyt mało ludności, by zapewnić popyt na towary oferowane przez wyspecjalizowane sklepy lub rzemieślników, nabywali je od domokrążców lub na jarmarkach. Małe miasteczka były także miejscem podstawowej edukacji, nowości i plotek, swatów, uroczystości religijnych, występów wędrownych trup teatralnych, poboru podatków, a także dystrybucji żywności w okresach głodu.
Rolnicy na północy kraju uprawiali przede wszystkim pszenicę i proso, podczas gdy rolnicy z terenów położonych na południe od rzeki Huai He zajmowali się uprawą ryżu, a także hodowlą kaczek i ryb w jeziorach i stawach. Uprawa drzew morwy, której liście stanowią jedyny pokarm dla jedwabników morwowych i krzewów herbaty miała miejsce na terenach na południe od Jangcy; dalej na południe uprawiano trzcinę cukrową i owoce cytrusowe. Z górzystych rejonów na południu Chin pozyskiwano drewno bambusowe. Poza pozyskiwaniem drewna bambusowego, biedacy utrzymywali się z wypalania węgla drzewnego, prażenia muszli w celu pozyskania wapna, wypalania ceramiki oraz wyplatania koszy i mat. Na północy kraju do transportu wykorzystywano zazwyczaj konie lub zaprzęgi, podczas gdy na południu, ze względu na obfitość rzek, kanałów i jezior, tańszy i łatwiejszy był transport wodny. Chociaż na południu najczęściej ziemię posiadali bogaci właściciele ziemscy, którzy dzierżawili ją dzierżawcom, mieszkający na północy kraju niezależni chłopi, ze względu na gorszy klimat, żyli na niższym poziomie niż dzierżawcy z południa kraju.

## Nauka, technika i technologia

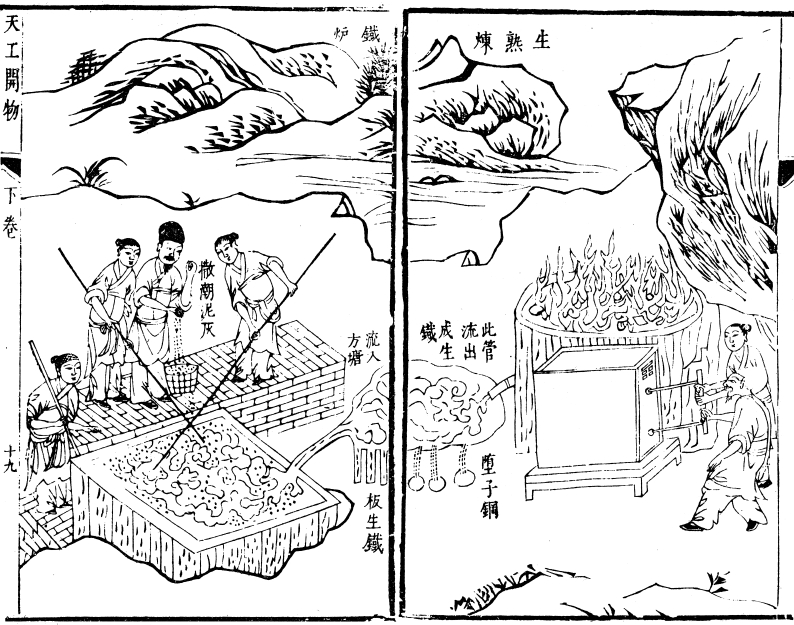
Proces wytwarzania z rudy żelaza surówki hutniczej i następnie kutego żelaza. Prawa ilustracja pokazuje ludzi obsługujących wielki piec. Encyklopedia Tiangong Kaiwu Song Yingxinga, 1637

W porównaniu do rozkwitu nauki, techniki i technologii w czasach dynastii Song, postęp w tych dziedzinach za panowania dynastii Ming był wolniejszy, szczególnie w porównaniu do tempa rozwoju w krajach cywilizacji zachodniej. Najważniejsze osiągnięcia z drugiej połowy panowania dynastii Ming były zainspirowane kontaktami z Europą. W 1626 Johann Adam Schall von Bell napisał pierwsze opracowanie naukowe w języku chińskim na temat teleskopu Yuanjingshuo; w 1634 cesarz Chongzhen otrzymał teleskop zmarłego jezuity Johanna Schrecka (1576–1630). Heliocentryczny model budowy wszechświata był odrzucany przez misjonarzy katolickich, ale poglądy Johannesa Keplera i Galileusza powoli przenikały do Chin. Jezuici w Chinach głosili na dworze cesarskim teorię heliocentryczną, chociaż oficjalnie jako zgodną z Biblią Kościół katolicki głosił teorię geocentryczną; dopiero od roku 1865 misjonarze katoliccy w Chinach oficjalnie wspierali model heliocentryczny. Chociaż Shen Kuo (1031–95) i Guo Shoujing (1231–1316) stworzyli podstawy trygonometrii w Chinach, następną ważną pracą z tej dziedziny była publikacja w 1607 tłumaczenia Elementów Euklidesa dokonana przez chińskiego urzędnika i astronoma Xu Guangqi (1562–1633) i włoskiego jezuitę Matteo Ricciego (1552–1610). Paradoksalnie, niektóre wynalazki, które miały swoje korzenie w starożytnych Chinach, zostały ponownie sprowadzone do Chin z Europy, np. młyn polowy.

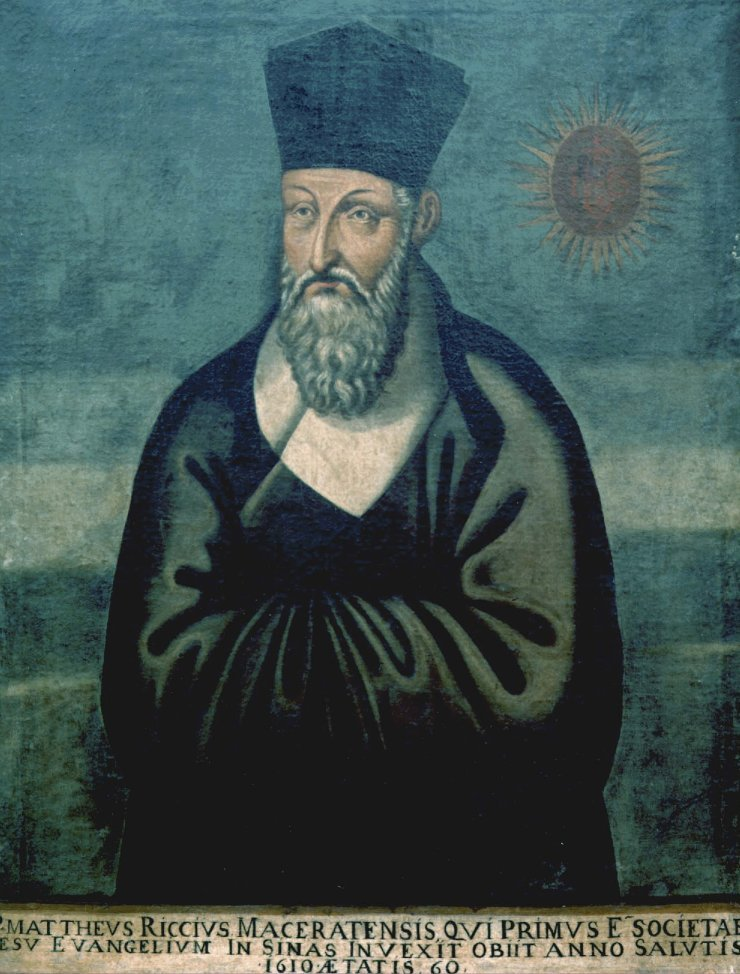
Portret Matteo Ricci autorstwa Yu Wenhui, wykonany prawdopodobnie w 1610

Kalendarz chiński wymagał reformy, ponieważ długość roku zwrotnikowego określał on na 365 ¼ dnia (jak w kalendarzu juliańskim), co powodowało opóźnienie względem roku zwrotnikowego o 10 minut i 14 sekund rocznie, czyli 1 dzień na około 128 lat. Chociaż dynastia Ming przyjęła kalendarz Shoushi Guo Shoujinga z 1281, który był równie dokładny jak kalendarz gregoriański, Cesarski Urząd Astronomii nie wprowadzał okresowych poprawek; wynikało to prawdopodobnie z braku dostatecznej wiedzy, odkąd urząd ten stał się dziedziczny, a prawo zabraniało osobom prywatnym zajmowania się astronomią. Książę Zhu Zaiyu (1536–1611), potomek w szóstym pokoleniu cesarza Hongxi, przedłożył propozycję skorygowania opóźnienia w 1595, lecz ultrakonserwatywna komisja odrzuciła ją. Zhu Zaiyu opisał również system znany jako system równomiernie temperowany, opisany w tym samym czasie w Europie przez Simona Stevina (1548–1620). Oprócz swoich prac na temat muzyki, opublikował również odkrycia dotyczące kalendarza w 1597. Rok wcześniej, wniosek Xing Yunlu sugerujący ulepszenie kalendarza został odrzucony przez zwierzchnika Cesarskiego Urzędu Astronomii, ze względu na prawo zakazujące osobom prywatnym zajmowania się astronomią; Xing Yunlu pracował później wraz z Xu Guangqi w 1629 nad reformą kalendarza chińskiego i dostosowaniem go do zachodnich standardów.
Kiedy założyciel dynastii Ming, cesarz Hongwu zobaczył urządzenia mechaniczne znajdujące się w pałacu dynastii Yuan w Dadu – m.in. fontanny z kulkami tańczącymi na strumieniach wody, automat w kształcie tygrysa, urządzenia w kształcie głowy smoka rozpylające perfumy i zegary mechaniczne nawiązujące do tradycji Yi Xinga (683–727) i Su Songa (1020–1101)  – uznał je za jeden z przejawów dekadencji mongolskich władców i nakazał ich zniszczenie. Zostały one szczegółowo opisane przez urzędnika Ministerstwa Robót Publicznych, Xiao Xuna, który także starannie opisał położenie i wygląd pałacu. Europejscy jezuici Matteo Ricci i Nicolas Trigault pokrótce opisali rodzime chińskie zegary z napędem mechanicznym. Jednak zwrócili uwagę, że mechanizmy europejskich XVI-wiecznych zegarów były o wiele bardziej zaawansowane niż ówczesne zegary chińskie, które podzielili na zegary wodne, zegary ogniowe i „inne mechanizmy... z kołami obracanymi przez piasek, jak gdyby była to woda”. Chińskie źródła – a mianowicie „Historia dynastii Ming” (Ming Shi) – opisują 'pięciokołowy zegar piaskowy', mechanizm wprowadzony przez Zhan Xiyuana (tworzącego w latach 1360–80), który wykorzystał w nim koło wodne (w tym przypadku poruszane siłą naporu piasku, a nie wody) zastosowane w zegarze Su Songa i tarczę zagarową z przesuwającą się nad nią wskazówką, podobnie jak w europejskich zegarach z tego okresu. Ten napędzany piaskiem zegar mechaniczny został ulepszony przez Zhou Shuxue (tworzącego w latach 1530–58), który dodał czwarte duże koło zębate (tym samym zegar miał sześć kół), zmienił przekładnię zębatą i poszerzył otwór przez który przesypywały się ziarna piasku, ponieważ wcześniejszy model był krytykowany za zbyt częste zatykanie się.

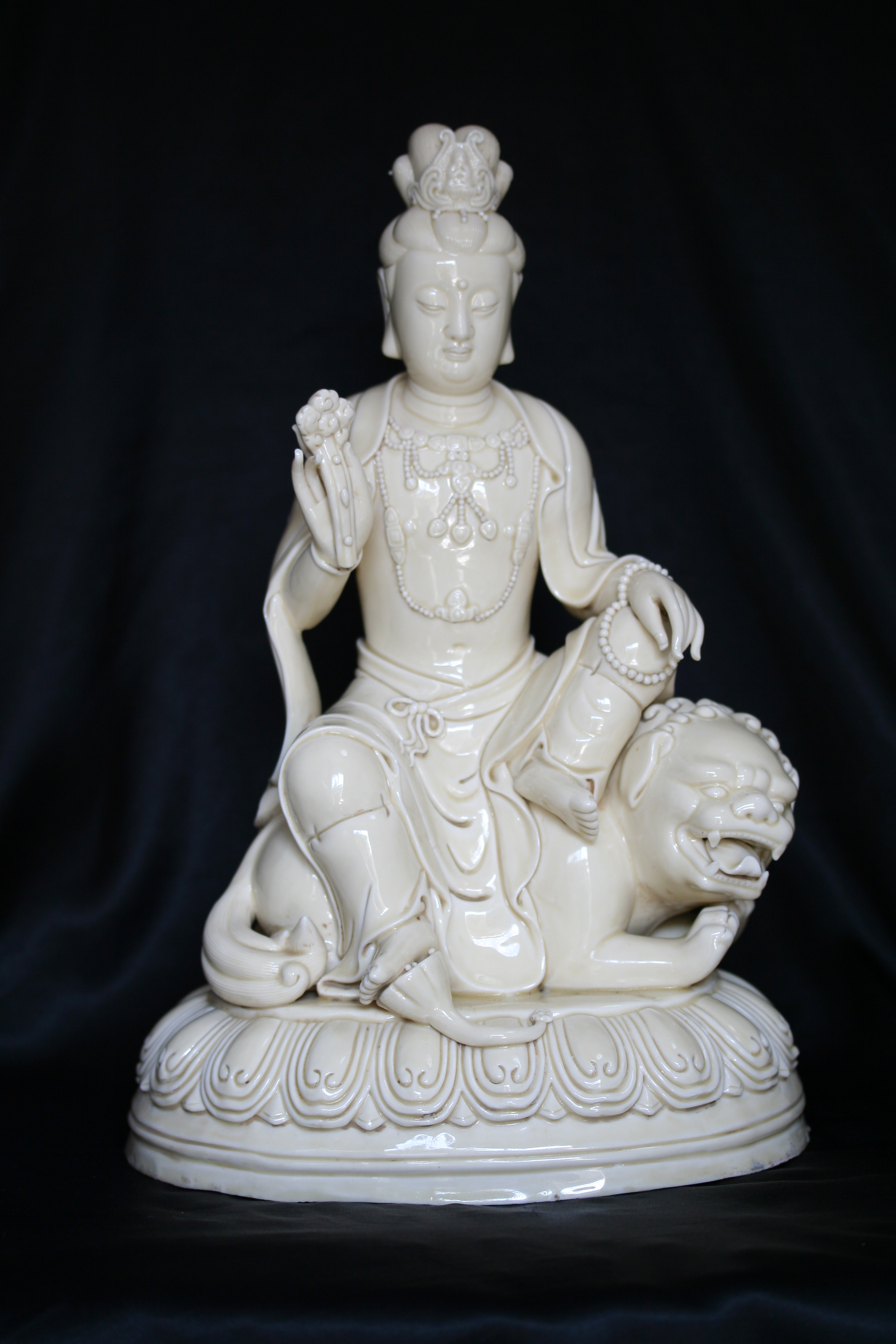
Bodhisattwa Manjusri – figurka z białej chińskiej porcelany, wzoru He Chaozonga, z XVII wieku; Song Yingxing poświęcił cały rozdział swojego dzieła chińskiej porcelanie

Chińczycy byli zaciekawieni europejskimi wynalazkami i technologiami, podobnie jak Europejczycy chińskimi. W 1584 Abraham Ortelius (1527–98) przedstawił w swoim atlasie Theatrum orbis terrarum chińską innowację polegającą na zamontowaniu na wozie masztów i żagli, takich jak na dżonkach – czyli żaglowóz. Juan González de Mendoza także wspomniał o tym rok później – opisując nawet wzory na jedwabiu – podczas gdy Gerard Merkator (1512–94) przedstawił je w swoim atlasie, John Milton (1608–74) w jednym z najbardziej sławnych poematów, a Andreas Everardus van Braam Houckgeest (1739–1801) w swoim dzienniku z podróży do Chin.
Encyklopedysta Song Yingxing (1587–1666) opisał szeroki zakres procesów technologicznych i przemysłowych w swojej encyklopedii Tiangong Kaiwu z 1637. Opisywał w niej mechaniczne i hydrauliczne urządzenia stosowane w rolnictwie i nawadnianiu, typy statków i sprzęt do nurkowania dla poławiaczy pereł, proces produkcji jedwabiu i tkanin, procesy metalurgiczne takie jak techniki wytopu metali i ich stopów oraz hartowanie, procesy produkcyjne takie jak prażenie pirytu (ruda – siarczek żelaza) w celu otrzymania siarki, używanej do produkcji prochu – pokazując jak ruda wraz z węglem jest wsypywana do pieca posiadającego głowicę, przez którą siarka w stanie gazowym była przekazywana do odbieralnika, gdzie krzepła i ulegała krystalizacji – a także użycie prochu m.in. w minie morskiej połączonej z brzegiem linką pełniącą funkcję zapłonnika i której wybuch powodowało pociągnięcie linki uruchamiające zamontowany w niej zamek kołowy.
W swojej pracy poświęconej rolnictwu, Xu Guangqi (1562–1633) opisywał nawadnianie, nawożenie, zapobieganie klęskom głodu, uprawę roślin.
Na początku panowania dynastii Ming istniało wiele różnego rodzaju broni prochowej, ale od połowy panowania dynastii Chińczycy zaczęli często używać europejskich wzorów artylerii i broni palnej. Huolongjing (Podręcznik ognistego smoka) opracowany przez Jiao Yu i Liu Ji (zm. 1375), krótko przed 1375 (z wstępem dodanym przez Jiao Yu w 1412), opisuje wiele rodzajów najnowocześniejszych broni tego okresu. Były to m.in. wydrążona, wypełniona prochem, wybuchająca kula armatnia, mina lądowa używająca skomplikowanego mechanizmu zapadek, iglic i zamków kołowych do inicjowania wybuchu, która uruchamiała się pod wpływem nacisku, mina morska, rakieta z zamocowanymi statecznikami służącymi do stabilizowania jej lotu, rakieta wielostopniowa napędzana przez rakietę nośną, przed odpaleniem wielu mniejszych rakiet i armatki mające do dziesięciu luf.
Li Shizhen (1518–93) – jeden z najbardziej znanych lekarzy i farmaceutów w historii Chin – działał pod koniec panowania dynastii Ming. W 1578 ukończył pierwszą wersję Encyklopedii korzeni i roślin (chiń. upr. 本草纲目; chiń. trad. 本草綱目; pinyin Běncǎo Gāngmù; Wade-Giles Pen3-ts’ao3 Kang1-mu4), w której opisał 1892 leki stosowane w tradycyjnej medycynie chińskiej. Chociaż podobno wynalezione przez taoistycznych pustelników z Emei Shan pod koniec X wieku, szczepienia pacjentów przeciwko ospie były stosowane na szeroką skalę w Chinach za panowania cesarza Longqinga (1567–72), na długo przedtem niż to miało miejsce w innych krajach. Do higieny jamy ustnej, starożytni Egipcjanie używali prymitywnych szczoteczek z włosiem zwierzęcym na jej końcu, ale w Chinach w 1498 wynaleziono nowoczesną szczoteczkę do zębów, a do jej produkcji używano włosia świni.

## Ludność

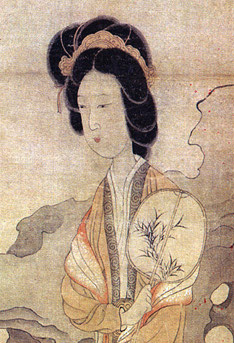
Podziwiając kwiaty śliwy, fragment obrazu na zwoju jedwabiu, autorstwa Chen Hongshou (1598–1652), pokazujący damę trzymającą okrągły wachlarz i podziwiającą piękno drzewa śliwy

Historycy nadal spierają się o to ilu faktycznie mieszkańców liczyły Chiny za panowania dynastii Ming. Timothy Brook zwraca uwagę, że dane ze spisów powszechnych są niedoszacowane, ponieważ wynikające z nich zobowiązania podatkowe skłaniały wiele rodzin do zaniżania liczby osób w gospodarstwie domowym, a wielu lokalnych urzędników zaniżało liczbę gospodarstw domowych na podległym im terenie. Statystyki ludności z tego okresu wskazują, że często zaniżano liczbę dzieci, szczególnie dziewczynek. Również liczba kobiet była zaniżana; np. władze prefektury Daming (Północne Zhili) raportowały w 1502, że zamieszkuje ją 378 167 mężczyzn i 226 982 kobiet. Rząd usiłował urealnić dane spisowe dokonując oszacowania przewidywanej średniej liczby osób w gospodarstwie domowym, lecz nie rozwiązywało to powszechnego problemu związanego z unikaniem spisów podatkowych.

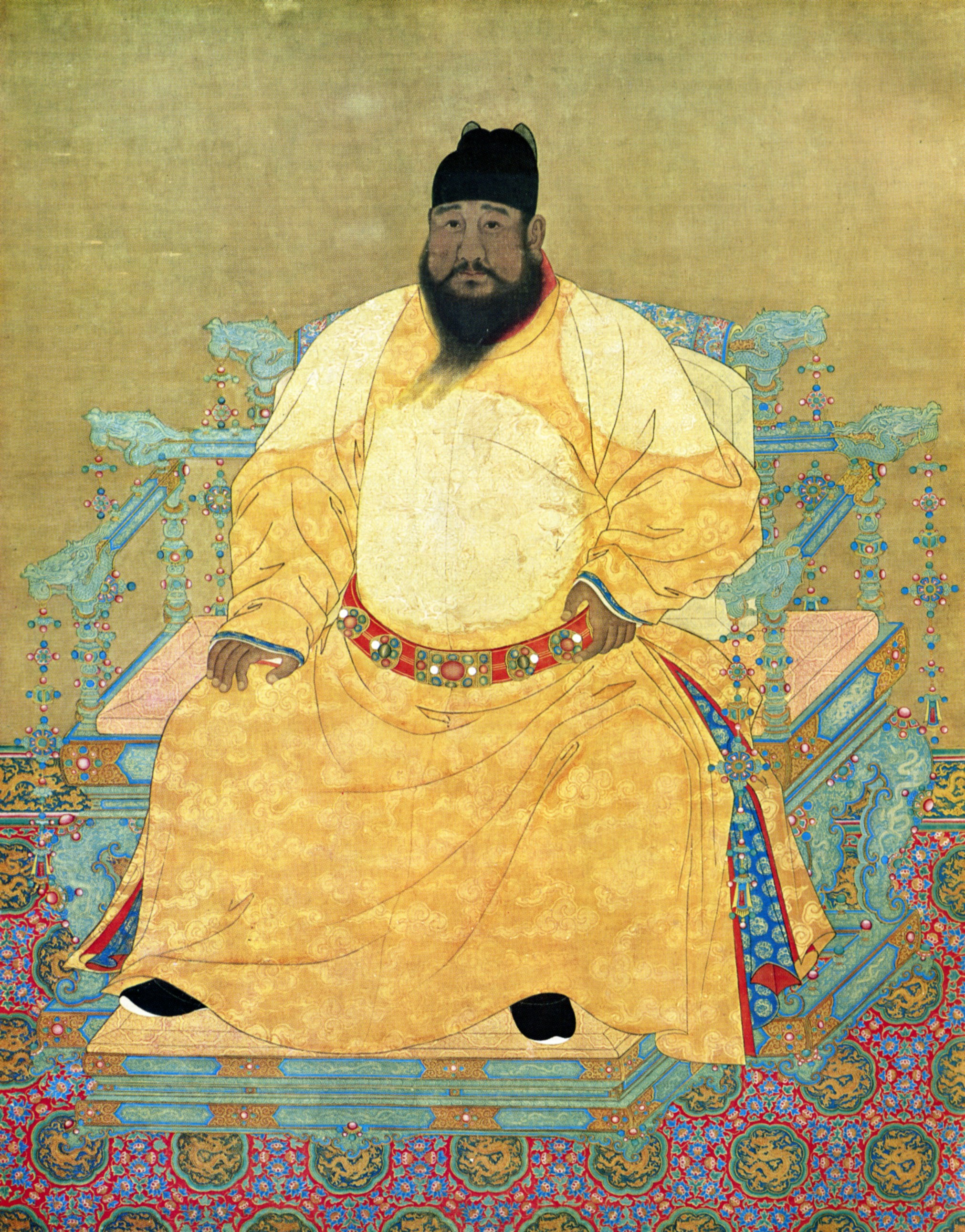
Cesarz Xuande (1425–35); w 1428 oświadczył, że liczba ludności zmalała ze względu na wielkie budowy i wyprawy wojskowe, ale w rzeczywistości liczba mieszkańców wzrosła, co odnotował Zhou Chen – gubernator Południowego Zhili – w swoim raporcie dla cesarza z 1432

Zgodnie ze spisem z 1381 ludność Chin liczyła 59  873  305 osób; jednak jej liczba znacznie spadła według danych ze spisu z 1391 ze względu na to, że około 3 miliony osób uniknęło rejestracji. Chociaż zaniżanie danych i unikanie rejestracji było od 1381 zagrożone karą śmierci, wielu ludzi, aby przeżyć, unikało rejestracji i opuszczało swoje miejsca zamieszkania, pomimo wysiłków podejmowanych przez Hongwu, by utrudnić przemieszczanie się ludności. Rząd próbował skorygować to, podając własne ostrożne oszacowanie liczby ludności w 1393; jego zdaniem Chiny zamieszkiwało 60  545  812 ludzi. W swojej książce Studies on the Population of China: 1368-1953 (Studia nad ludnością Chin: 1368-1953), Ho Ping-ti (chiń. 何炳棣; pinyin Hé Bǐngdì) proponuje rewizję faktycznej liczby ludności w 1393 do ponad 65 milionów zauważając, że duże obszary północnych Chin i tereny pograniczne nie były uwzględnione w tym spisie. Brook twierdzi, że według oficjalnych danych po 1393 liczba ludności wynosiła od 51 do 62 milionów, podczas gdy w rzeczywistości liczba ludności wzrastała. Nawet cesarz Hongzhi (1487-1505) spostrzegł, że liczba jego poddanych wzrasta, a liczba zarejestrowanych cywilów i żołnierzy spada. William Atwell twierdzi, że ludność Chin na przełomie XIV i XV wieku mogła wynosić nawet 90 milionów powołując się na Heijdra i Mote.
Historycy badają obecnie lokalne gazetery z czasów dynastii Ming w poszukiwaniu wskazówek ukazujących stały wzrost ludności. Korzystając z gazeterów, Brook szacuje, że całkowita liczba ludności za panowania cesarza Chenghua (1464–87) wynosiła około 75 milionów, mimo liczby 62 milionów wynikającej ze spisów. Podczas gdy władze prefektur z całego cesarstwa, w połowie panowania dynastii Ming, donosiły o spadku lub stagnacji liczby ludności, lokalne gazetery donosiły o ogromnych rzeszach napływowych pracowników, dla których nie było wystarczającej ilości ziemi, którą mogliby uprawiać, co powodowało, że wielu z nich stawało się włóczęgami, przestępcami lub zajmowało się wycinaniem lasów, co przyczyniało się do deforestracji okolicy. Cesarze Hongzhi i Zhengde złagodzili kary wobec osób, które uciekły ze swoich stron rodzinnych, a cesarz Jiajing (1521–67) kazał już tylko rejestrować wędrownych kupców i pracowników w celu zwiększenia wpływów podatkowych.
Nawet reformy cesarza Jiajinga nakazujące zaniechanie kar i rejestrację wędrownych handlarzy i pracowników nie spowodowały, że pod koniec panowania dynastii Ming spisy ludności pokazywały prawidłowo ogromny wzrost liczby ludności. Odnotowywały to gazetery z całego obszaru cesarstwa i sporządzały własne szacunki liczby ludności. W niektórych przypuszczano, że od 1368 liczba ludności podwoiła się, potroiła lub nawet była pięć razy większa. Fairbank szacuje, że Chiny pod koniec panowania dynastii Ming liczyły prawdopodobnie 160 milionów mieszkańców, Brook, że 175 milionów, a Ebrey stwierdza, że mogło to być nawet 200 milionów. Jednak wielka epidemia, która rozpoczęła się w północno-zachodnich Chinach w 1641, spustoszyła gęsto zaludnione tereny wzdłuż Wielkiego Kanału; gazeter z północnego Zhejiangu odnotował, że ponad połowa mieszkańców zachorowała w tym roku, a na niektórych obszarach do 1642 zmarło nawet 90% mieszkańców.

## Cesarze z dynastii Ming

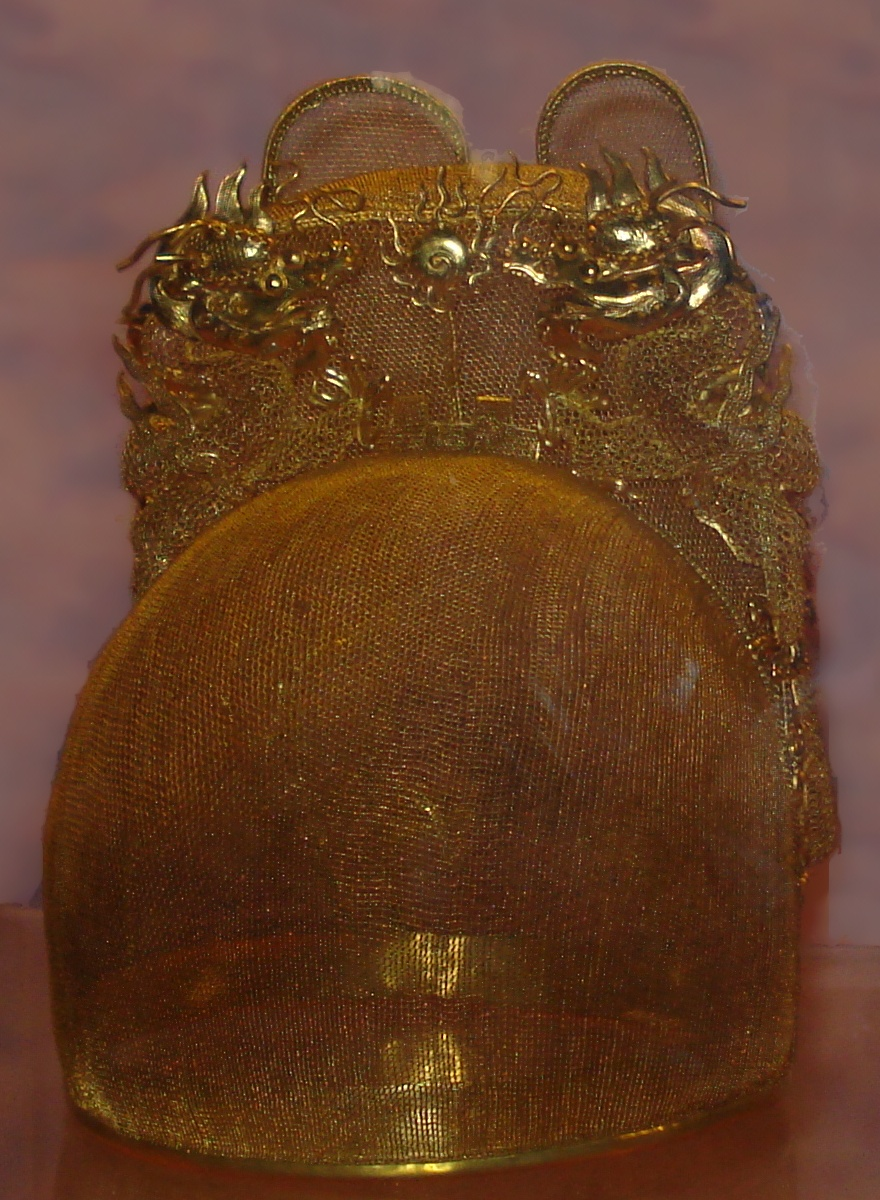
Korona cesarska z czasów dynastii Ming

Lista cesarzy z dynastii Ming:
- Hongwu – (1368 – 1398)
- Jianwen – (1398 – 1402)
- Yongle – (1402 – 1424)
- Hongxi – (1424 – 1425)
- Xuande – (1425 – 1435)
- Zhu Qizhen – (1435 – 1449)
- Jingtai – (1449 – 1457)
- Zhu Qizhen (po raz drugi) – (1457 – 1464)
- Chenghua – (1464 – 1487)
- Hongzhi – (1487 – 1505)
- Zhengde – (1505 – 1521)
- Jiajing – (1521 – 1567)
- Longqing – (1567 – 1572)
- Wanli – (1572 – 1620)
- Taichang – (1620)
- Tianqi – (1620 – 1627)
- Chongzhen – (1627 – 1644)

### Południowa dynastia Ming
- Hongguang – (1644 – 1645)
- Longwu – (1645 – 1646)
- Zhu Changfang – (1645)
- Zhu Yihai – (1645 – 1653)
- Shaowu – (1646)
- Yongli – (1646 – 1662)

## Drzewo genealogiczne
U góry zostało podane nazwisko rodowe Zhu (朱) oraz imię osobiste, każdego z wymienionych w tabeli członków rodziny cesarskiej. Nazwisko rodowe rodziny cesarskiej to Zhu (朱), lecz założyciel dynastii jako jej nazwę przyjął Ming (明).
W Chinach cesarze z dynastii Ming nazywani są najczęściej ich imieniem świątynnym, które zostały podane jako drugie od góry (cesarz Jianwen nie otrzymał imienia świątynnego, zamiast tego zostało podane jego imię pośmiertne: Huidi (惠帝)). Zhu Biao i Zhu Youyuan nigdy nie panowali, zostali pośmiertnie podniesieni do rangi cesarzy przez ich synów oraz zostały im nadane imiona świątynne, które są podane jako drugie od góry. Członkowie rodziny cesarskiej, którzy zostali cesarzami, zostali oznaczeni tekstem pogrubionym oraz zostały podane ich lata panowania (jako trzecie od góry). Nazwy oznaczone tekstem pogrubionym są przyjętymi przez nich nazwami er panowania, pod którymi są określani najczęściej w literaturze europejskiej. Wstępując na tron cesarz nadawał swoim rządom nazwę (np. Hongwu), która nie zmieniała się w okresie jego panowania, dlatego odnosi się ona do okresu jego panowania, a nie do osoby (cesarz Zhu Qizhen panujący w latach 1435-49 i 1457-64, miał dla każdego z tych okresów inną nazwę ery panowania i dlatego w literaturze jest nazywany swoim nazwiskiem rodowym (Zhu) i imieniem osobistym (Qizhen). Po upadku dynastii Ming w 1644 i samobójstwie cesarza Chongzhena, szereg członków rodziny cesarskiej z południa Chin zgłaszało pretensje do korony cesarskiej, ich rządy określane są pod nazwą Południowa dynastia Ming. Dla tych pretendentów podano nazwy ich er panowania wraz z horyzontem czasowym ich rzekomego panowania jako cesarzy Chin podanym w nawiasach. Ostatni z nich Yongli został stracony w 1662. W 1662 Zheng Chenggong (Koksinga) zdobył, znajdujący się wówczas pod kontrolą holenderską, Tajwan i założył na wyspie Królestwo Dongning lojalne wobec dynastii Ming. Królestwo przetrwało do 1683, kiedy zostało podbite przez wojska dynastii Qing.
|                                                                     |                                                                     |                                                                     |                                                                     |                                                                     |                                                                     |                                                                                            |                                                                                            |                                                                                            |                                                                                            |                                                                                            |                                                                                            |                                                                 |                                                                 | Zhu Yuanzhang 朱元璋 1328–1398 Taizu 太祖 Hongwu 洪武 1368–1398 |                                                                 |                                                                   |                                                                   |                                                                   |                                                                   |                                                                      |                                                                      |                                                                      |                                                                      |                                                                        |                                                                        |                                                                        |                                                                        |                                                                        |                                                                        |                                                                |                                                                |                                                                      |                                                                      |                                                                      |                                                                      |                                                                      |                                                                      |                                                       |                                                       |                                                  |                                                  |                                                        |                                                        |                                                        |                                                        |                                                        |                                                        |  |  |
|                                                                     |                                                                     |                                                                     |                                                                     |                                                                     |                                                                     |                                                                                            |                                                                                            |                                                                                            |                                                                                            |                                                                                            |                                                                                            |                                                                 |                                                                 |                                                                 |                                                                 |                                                                   |                                                                   |                                                                   |                                                                   |                                                                      |                                                                      |                                                                      |                                                                      |                                                                        |                                                                        |                                                                        |                                                                        |                                                                        |                                                                        |                                                                |                                                                |                                                                      |                                                                      |                                                                      |                                                                      |                                                                      |                                                                      |                                                       |                                                       |                                                  |                                                  |                                                        |                                                        |                                                        |                                                        |                                                        |                                                        |  |  |
|                                                                     |                                                                     |                                                                     |                                                                     |                                                                     |                                                                     |                                                                                            |                                                                                            |                                                                                            |                                                                                            |                                                                                            |                                                                                            |                                                                 |                                                                 |                                                                 |                                                                 |                                                                   |                                                                   |                                                                   |                                                                   |                                                                      |                                                                      |                                                                      |                                                                      |                                                                        |                                                                        |                                                                        |                                                                        |                                                                        |                                                                        |                                                                |                                                                |                                                                      |                                                                      |                                                                      |                                                                      |                                                                      |                                                                      |                                                       |                                                       |                                                  |                                                  |                                                        |                                                        |                                                        |                                                        |                                                        |                                                        |  |  |
| 1                                                                   | 1                                                                   | 1                                                                   | 1                                                                   | 1                                                                   | 1                                                                   |                                                                                            |                                                                                            | 4                                                                                          | 4                                                                                          | 4                                                                                          | 4                                                                                          | 4                                                               | 4                                                               |                                                                 |                                                                 |                                                                   |                                                                   |                                                                   |                                                                   |                                                                      |                                                                      |                                                                      |                                                                      | 23                                                                     | 23                                                                     | 23                                                                     | 23                                                                     | 23                                                                     | 23                                                                     |                                                                |                                                                |                                                                      |                                                                      |                                                                      |                                                                      |                                                                      |                                                                      |                                                       |                                                       |                                                  |                                                  |                                                        |                                                        |                                                        |                                                        |                                                        |                                                        |  |  |
| 1                                                                   | 1                                                                   | 1                                                                   | 1                                                                   | 1                                                                   | 1                                                                   | Zhu Biao 朱標 1355–1392 Xingzong 兴宗                                                      | Zhu Biao 朱標 1355–1392 Xingzong 兴宗                                                      | Zhu Biao 朱標 1355–1392 Xingzong 兴宗                                                      | Zhu Biao 朱標 1355–1392 Xingzong 兴宗                                                      | Zhu Biao 朱標 1355–1392 Xingzong 兴宗                                                      | Zhu Biao 朱標 1355–1392 Xingzong 兴宗                                                      | 4                                                               | 4                                                               |                                                                 |                                                                 | Zhu Di 朱棣 1360–1424 Chengzu 成祖 Yongle 永樂 1402–1424          | Zhu Di 朱棣 1360–1424 Chengzu 成祖 Yongle 永樂 1402–1424          | Zhu Di 朱棣 1360–1424 Chengzu 成祖 Yongle 永樂 1402–1424          | Zhu Di 朱棣 1360–1424 Chengzu 成祖 Yongle 永樂 1402–1424          | Zhu Di 朱棣 1360–1424 Chengzu 成祖 Yongle 永樂 1402–1424             | Zhu Di 朱棣 1360–1424 Chengzu 成祖 Yongle 永樂 1402–1424             |                                                                      |                                                                      | 23                                                                     | 23                                                                     | 23                                                                     | 23                                                                     | 23                                                                     | 23                                                                     |                                                                |                                                                |                                                                      |                                                                      |                                                                      |                                                                      |                                                                      |                                                                      | Zhu Jing 朱桱 1388–1415 Ding, książę Tang 唐定王      | Zhu Jing 朱桱 1388–1415 Ding, książę Tang 唐定王      | Zhu Jing 朱桱 1388–1415 Ding, książę Tang 唐定王 | Zhu Jing 朱桱 1388–1415 Ding, książę Tang 唐定王 | Zhu Jing 朱桱 1388–1415 Ding, książę Tang 唐定王       | Zhu Jing 朱桱 1388–1415 Ding, książę Tang 唐定王       |                                                        |                                                        |                                                        |                                                        |  |  |
|                                                                     |                                                                     |                                                                     |                                                                     |                                                                     |                                                                     | Zhu Biao 朱標 1355–1392 Xingzong 兴宗                                                      | Zhu Biao 朱標 1355–1392 Xingzong 兴宗                                                      | Zhu Biao 朱標 1355–1392 Xingzong 兴宗                                                      | Zhu Biao 朱標 1355–1392 Xingzong 兴宗                                                      | Zhu Biao 朱標 1355–1392 Xingzong 兴宗                                                      | Zhu Biao 朱標 1355–1392 Xingzong 兴宗                                                      |                                                                 |                                                                 |                                                                 |                                                                 | Zhu Di 朱棣 1360–1424 Chengzu 成祖 Yongle 永樂 1402–1424          | Zhu Di 朱棣 1360–1424 Chengzu 成祖 Yongle 永樂 1402–1424          | Zhu Di 朱棣 1360–1424 Chengzu 成祖 Yongle 永樂 1402–1424          | Zhu Di 朱棣 1360–1424 Chengzu 成祖 Yongle 永樂 1402–1424          | Zhu Di 朱棣 1360–1424 Chengzu 成祖 Yongle 永樂 1402–1424             | Zhu Di 朱棣 1360–1424 Chengzu 成祖 Yongle 永樂 1402–1424             |                                                                      |                                                                      |                                                                        |                                                                        |                                                                        |                                                                        |                                                                        |                                                                        |                                                                |                                                                |                                                                      |                                                                      |                                                                      |                                                                      |                                                                      |                                                                      | Zhu Jing 朱桱 1388–1415 Ding, książę Tang 唐定王      | Zhu Jing 朱桱 1388–1415 Ding, książę Tang 唐定王      | Zhu Jing 朱桱 1388–1415 Ding, książę Tang 唐定王 | Zhu Jing 朱桱 1388–1415 Ding, książę Tang 唐定王 | Zhu Jing 朱桱 1388–1415 Ding, książę Tang 唐定王       | Zhu Jing 朱桱 1388–1415 Ding, książę Tang 唐定王       |                                                        |                                                        |                                                        |                                                        |  |  |
| 2                                                                   | 2                                                                   | 2                                                                   | 2                                                                   | 2                                                                   | 2                                                                   |                                                                                            |                                                                                            | 1                                                                                          | 1                                                                                          | 1                                                                                          | 1                                                                                          | 1                                                               | 1                                                               |                                                                 |                                                                 |                                                                   |                                                                   |                                                                   |                                                                   |                                                                      |                                                                      |                                                                      |                                                                      |                                                                        |                                                                        |                                                                        |                                                                        |                                                                        |                                                                        |                                                                |                                                                |                                                                      |                                                                      |                                                                      |                                                                      |                                                                      |                                                                      |                                                       |                                                       |                                                  |                                                  |                                                        |                                                        |                                                        |                                                        |                                                        |                                                        |  |  |
| 2                                                                   | 2                                                                   | 2                                                                   | 2                                                                   | 2                                                                   | 2                                                                   | Zhu Yunwen 朱允炆 1377–1402? Huidi 惠帝 Jianwen 建文 1398–1402                             | Zhu Yunwen 朱允炆 1377–1402? Huidi 惠帝 Jianwen 建文 1398–1402                             | Zhu Yunwen 朱允炆 1377–1402? Huidi 惠帝 Jianwen 建文 1398–1402                             | Zhu Yunwen 朱允炆 1377–1402? Huidi 惠帝 Jianwen 建文 1398–1402                             | Zhu Yunwen 朱允炆 1377–1402? Huidi 惠帝 Jianwen 建文 1398–1402                             | Zhu Yunwen 朱允炆 1377–1402? Huidi 惠帝 Jianwen 建文 1398–1402                             | 1                                                               | 1                                                               |                                                                 |                                                                 | Zhu Gaochi 朱高熾 1378–1425 Renzong 仁宗 Hongxi 洪熙 1424–1425    | Zhu Gaochi 朱高熾 1378–1425 Renzong 仁宗 Hongxi 洪熙 1424–1425    | Zhu Gaochi 朱高熾 1378–1425 Renzong 仁宗 Hongxi 洪熙 1424–1425    | Zhu Gaochi 朱高熾 1378–1425 Renzong 仁宗 Hongxi 洪熙 1424–1425    | Zhu Gaochi 朱高熾 1378–1425 Renzong 仁宗 Hongxi 洪熙 1424–1425       | Zhu Gaochi 朱高熾 1378–1425 Renzong 仁宗 Hongxi 洪熙 1424–1425       |                                                                      |                                                                      |                                                                        |                                                                        |                                                                        |                                                                        |                                                                        |                                                                        |                                                                |                                                                | Zhu Qiongda 朱瓊炟 zm. 1475 Xian, książę Tang 唐憲王                 | Zhu Qiongda 朱瓊炟 zm. 1475 Xian, książę Tang 唐憲王                 | Zhu Qiongda 朱瓊炟 zm. 1475 Xian, książę Tang 唐憲王                 | Zhu Qiongda 朱瓊炟 zm. 1475 Xian, książę Tang 唐憲王                 | Zhu Qiongda 朱瓊炟 zm. 1475 Xian, książę Tang 唐憲王                 | Zhu Qiongda 朱瓊炟 zm. 1475 Xian, książę Tang 唐憲王                 |                                                       |                                                       |                                                  |                                                  |                                                        |                                                        |                                                        |                                                        |                                                        |                                                        |  |  |
|                                                                     |                                                                     |                                                                     |                                                                     |                                                                     |                                                                     | Zhu Yunwen 朱允炆 1377–1402? Huidi 惠帝 Jianwen 建文 1398–1402                             | Zhu Yunwen 朱允炆 1377–1402? Huidi 惠帝 Jianwen 建文 1398–1402                             | Zhu Yunwen 朱允炆 1377–1402? Huidi 惠帝 Jianwen 建文 1398–1402                             | Zhu Yunwen 朱允炆 1377–1402? Huidi 惠帝 Jianwen 建文 1398–1402                             | Zhu Yunwen 朱允炆 1377–1402? Huidi 惠帝 Jianwen 建文 1398–1402                             | Zhu Yunwen 朱允炆 1377–1402? Huidi 惠帝 Jianwen 建文 1398–1402                             |                                                                 |                                                                 |                                                                 |                                                                 | Zhu Gaochi 朱高熾 1378–1425 Renzong 仁宗 Hongxi 洪熙 1424–1425    | Zhu Gaochi 朱高熾 1378–1425 Renzong 仁宗 Hongxi 洪熙 1424–1425    | Zhu Gaochi 朱高熾 1378–1425 Renzong 仁宗 Hongxi 洪熙 1424–1425    | Zhu Gaochi 朱高熾 1378–1425 Renzong 仁宗 Hongxi 洪熙 1424–1425    | Zhu Gaochi 朱高熾 1378–1425 Renzong 仁宗 Hongxi 洪熙 1424–1425       | Zhu Gaochi 朱高熾 1378–1425 Renzong 仁宗 Hongxi 洪熙 1424–1425       |                                                                      |                                                                      |                                                                        |                                                                        |                                                                        |                                                                        |                                                                        |                                                                        |                                                                |                                                                | Zhu Qiongda 朱瓊炟 zm. 1475 Xian, książę Tang 唐憲王                 | Zhu Qiongda 朱瓊炟 zm. 1475 Xian, książę Tang 唐憲王                 | Zhu Qiongda 朱瓊炟 zm. 1475 Xian, książę Tang 唐憲王                 | Zhu Qiongda 朱瓊炟 zm. 1475 Xian, książę Tang 唐憲王                 | Zhu Qiongda 朱瓊炟 zm. 1475 Xian, książę Tang 唐憲王                 | Zhu Qiongda 朱瓊炟 zm. 1475 Xian, książę Tang 唐憲王                 |                                                       |                                                       |                                                  |                                                  |                                                        |                                                        |                                                        |                                                        |                                                        |                                                        |  |  |
|                                                                     |                                                                     |                                                                     |                                                                     |                                                                     |                                                                     |                                                                                            |                                                                                            | 1                                                                                          |                                                                                            |                                                                                            |                                                                                            |                                                                 |                                                                 |                                                                 |                                                                 |                                                                   |                                                                   |                                                                   |                                                                   |                                                                      |                                                                      |                                                                      |                                                                      |                                                                        |                                                                        |                                                                        |                                                                        |                                                                        |                                                                        |                                                                |                                                                |                                                                      |                                                                      |                                                                      |                                                                      |                                                                      |                                                                      |                                                       |                                                       |                                                  |                                                  |                                                        |                                                        |                                                        |                                                        |                                                        |                                                        |  |  |
|                                                                     |                                                                     |                                                                     |                                                                     |                                                                     |                                                                     |                                                                                            |                                                                                            | Zhu Zhanji 朱瞻基 1399–1435 Xuanzong 宣宗 Xuande 宣德 1425–1435                            | Zhu Zhanji 朱瞻基 1399–1435 Xuanzong 宣宗 Xuande 宣德 1425–1435                            | Zhu Zhanji 朱瞻基 1399–1435 Xuanzong 宣宗 Xuande 宣德 1425–1435                            | Zhu Zhanji 朱瞻基 1399–1435 Xuanzong 宣宗 Xuande 宣德 1425–1435                            | Zhu Zhanji 朱瞻基 1399–1435 Xuanzong 宣宗 Xuande 宣德 1425–1435 | Zhu Zhanji 朱瞻基 1399–1435 Xuanzong 宣宗 Xuande 宣德 1425–1435 |                                                                 |                                                                 |                                                                   |                                                                   |                                                                   |                                                                   |                                                                      |                                                                      |                                                                      |                                                                      | Zhu Zhizhi 朱芝址 zm. 1485 Zhuang, książę Tang 唐莊王                  | Zhu Zhizhi 朱芝址 zm. 1485 Zhuang, książę Tang 唐莊王                  | Zhu Zhizhi 朱芝址 zm. 1485 Zhuang, książę Tang 唐莊王                  | Zhu Zhizhi 朱芝址 zm. 1485 Zhuang, książę Tang 唐莊王                  | Zhu Zhizhi 朱芝址 zm. 1485 Zhuang, książę Tang 唐莊王                  | Zhu Zhizhi 朱芝址 zm. 1485 Zhuang, książę Tang 唐莊王                  |                                                                |                                                                |                                                                      |                                                                      |                                                                      |                                                                      |                                                                      |                                                                      |                                                       |                                                       |                                                  |                                                  |                                                        |                                                        |                                                        |                                                        |                                                        |                                                        |  |  |
|                                                                     |                                                                     |                                                                     |                                                                     |                                                                     |                                                                     |                                                                                            |                                                                                            | Zhu Zhanji 朱瞻基 1399–1435 Xuanzong 宣宗 Xuande 宣德 1425–1435                            | Zhu Zhanji 朱瞻基 1399–1435 Xuanzong 宣宗 Xuande 宣德 1425–1435                            | Zhu Zhanji 朱瞻基 1399–1435 Xuanzong 宣宗 Xuande 宣德 1425–1435                            | Zhu Zhanji 朱瞻基 1399–1435 Xuanzong 宣宗 Xuande 宣德 1425–1435                            | Zhu Zhanji 朱瞻基 1399–1435 Xuanzong 宣宗 Xuande 宣德 1425–1435 | Zhu Zhanji 朱瞻基 1399–1435 Xuanzong 宣宗 Xuande 宣德 1425–1435 |                                                                 |                                                                 |                                                                   |                                                                   |                                                                   |                                                                   |                                                                      |                                                                      |                                                                      |                                                                      | Zhu Zhizhi 朱芝址 zm. 1485 Zhuang, książę Tang 唐莊王                  | Zhu Zhizhi 朱芝址 zm. 1485 Zhuang, książę Tang 唐莊王                  | Zhu Zhizhi 朱芝址 zm. 1485 Zhuang, książę Tang 唐莊王                  | Zhu Zhizhi 朱芝址 zm. 1485 Zhuang, książę Tang 唐莊王                  | Zhu Zhizhi 朱芝址 zm. 1485 Zhuang, książę Tang 唐莊王                  | Zhu Zhizhi 朱芝址 zm. 1485 Zhuang, książę Tang 唐莊王                  |                                                                |                                                                |                                                                      |                                                                      |                                                                      |                                                                      |                                                                      |                                                                      |                                                       |                                                       |                                                  |                                                  |                                                        |                                                        |                                                        |                                                        |                                                        |                                                        |  |  |
|                                                                     |                                                                     |                                                                     |                                                                     |                                                                     |                                                                     |                                                                                            |                                                                                            |                                                                                            |                                                                                            |                                                                                            |                                                                                            |                                                                 |                                                                 |                                                                 |                                                                 |                                                                   |                                                                   |                                                                   |                                                                   |                                                                      |                                                                      |                                                                      |                                                                      |                                                                        |                                                                        |                                                                        |                                                                        |                                                                        |                                                                        |                                                                |                                                                |                                                                      |                                                                      |                                                                      |                                                                      |                                                                      |                                                                      |                                                       |                                                       |                                                  |                                                  |                                                        |                                                        |                                                        |                                                        |                                                        |                                                        |  |  |
| 1                                                                   | 1                                                                   | 1                                                                   | 1                                                                   | 1                                                                   | 1                                                                   |                                                                                            |                                                                                            | 2                                                                                          | 2                                                                                          | 2                                                                                          | 2                                                                                          | 2                                                               | 2                                                               |                                                                 |                                                                 |                                                                   |                                                                   |                                                                   |                                                                   |                                                                      |                                                                      |                                                                      |                                                                      |                                                                        |                                                                        |                                                                        |                                                                        |                                                                        |                                                                        |                                                                |                                                                |                                                                      |                                                                      |                                                                      |                                                                      |                                                                      |                                                                      |                                                       |                                                       |                                                  |                                                  |                                                        |                                                        |                                                        |                                                        |                                                        |                                                        |  |  |
| 1                                                                   | 1                                                                   | 1                                                                   | 1                                                                   | 1                                                                   | 1                                                                   | Zhu Qizhen 朱祁鎮 1427–1464 Yingzong 英宗 Zhengtong 正統 1435–1449 Tianshun 天順 1457–1464 | Zhu Qizhen 朱祁鎮 1427–1464 Yingzong 英宗 Zhengtong 正統 1435–1449 Tianshun 天順 1457–1464 | Zhu Qizhen 朱祁鎮 1427–1464 Yingzong 英宗 Zhengtong 正統 1435–1449 Tianshun 天順 1457–1464 | Zhu Qizhen 朱祁鎮 1427–1464 Yingzong 英宗 Zhengtong 正統 1435–1449 Tianshun 天順 1457–1464 | Zhu Qizhen 朱祁鎮 1427–1464 Yingzong 英宗 Zhengtong 正統 1435–1449 Tianshun 天順 1457–1464 | Zhu Qizhen 朱祁鎮 1427–1464 Yingzong 英宗 Zhengtong 正統 1435–1449 Tianshun 天順 1457–1464 | 2                                                               | 2                                                               |                                                                 |                                                                 | Zhu Qiyu 朱祁鈺 1428–1457 Daizong 代宗 Jingtai 景泰 1449–1457     | Zhu Qiyu 朱祁鈺 1428–1457 Daizong 代宗 Jingtai 景泰 1449–1457     | Zhu Qiyu 朱祁鈺 1428–1457 Daizong 代宗 Jingtai 景泰 1449–1457     | Zhu Qiyu 朱祁鈺 1428–1457 Daizong 代宗 Jingtai 景泰 1449–1457     | Zhu Qiyu 朱祁鈺 1428–1457 Daizong 代宗 Jingtai 景泰 1449–1457        | Zhu Qiyu 朱祁鈺 1428–1457 Daizong 代宗 Jingtai 景泰 1449–1457        |                                                                      |                                                                      |                                                                        |                                                                        |                                                                        |                                                                        |                                                                        |                                                                        |                                                                |                                                                | Zhu Miqian 朱彌鉗 Gong, książę Tang 唐恭王                           | Zhu Miqian 朱彌鉗 Gong, książę Tang 唐恭王                           | Zhu Miqian 朱彌鉗 Gong, książę Tang 唐恭王                           | Zhu Miqian 朱彌鉗 Gong, książę Tang 唐恭王                           | Zhu Miqian 朱彌鉗 Gong, książę Tang 唐恭王                           | Zhu Miqian 朱彌鉗 Gong, książę Tang 唐恭王                           |                                                       |                                                       |                                                  |                                                  |                                                        |                                                        |                                                        |                                                        |                                                        |                                                        |  |  |
|                                                                     |                                                                     |                                                                     |                                                                     |                                                                     |                                                                     | Zhu Qizhen 朱祁鎮 1427–1464 Yingzong 英宗 Zhengtong 正統 1435–1449 Tianshun 天順 1457–1464 | Zhu Qizhen 朱祁鎮 1427–1464 Yingzong 英宗 Zhengtong 正統 1435–1449 Tianshun 天順 1457–1464 | Zhu Qizhen 朱祁鎮 1427–1464 Yingzong 英宗 Zhengtong 正統 1435–1449 Tianshun 天順 1457–1464 | Zhu Qizhen 朱祁鎮 1427–1464 Yingzong 英宗 Zhengtong 正統 1435–1449 Tianshun 天順 1457–1464 | Zhu Qizhen 朱祁鎮 1427–1464 Yingzong 英宗 Zhengtong 正統 1435–1449 Tianshun 天順 1457–1464 | Zhu Qizhen 朱祁鎮 1427–1464 Yingzong 英宗 Zhengtong 正統 1435–1449 Tianshun 天順 1457–1464 |                                                                 |                                                                 |                                                                 |                                                                 | Zhu Qiyu 朱祁鈺 1428–1457 Daizong 代宗 Jingtai 景泰 1449–1457     | Zhu Qiyu 朱祁鈺 1428–1457 Daizong 代宗 Jingtai 景泰 1449–1457     | Zhu Qiyu 朱祁鈺 1428–1457 Daizong 代宗 Jingtai 景泰 1449–1457     | Zhu Qiyu 朱祁鈺 1428–1457 Daizong 代宗 Jingtai 景泰 1449–1457     | Zhu Qiyu 朱祁鈺 1428–1457 Daizong 代宗 Jingtai 景泰 1449–1457        | Zhu Qiyu 朱祁鈺 1428–1457 Daizong 代宗 Jingtai 景泰 1449–1457        |                                                                      |                                                                      |                                                                        |                                                                        |                                                                        |                                                                        |                                                                        |                                                                        |                                                                |                                                                | Zhu Miqian 朱彌鉗 Gong, książę Tang 唐恭王                           | Zhu Miqian 朱彌鉗 Gong, książę Tang 唐恭王                           | Zhu Miqian 朱彌鉗 Gong, książę Tang 唐恭王                           | Zhu Miqian 朱彌鉗 Gong, książę Tang 唐恭王                           | Zhu Miqian 朱彌鉗 Gong, książę Tang 唐恭王                           | Zhu Miqian 朱彌鉗 Gong, książę Tang 唐恭王                           |                                                       |                                                       |                                                  |                                                  |                                                        |                                                        |                                                        |                                                        |                                                        |                                                        |  |  |
| 1                                                                   |                                                                     |                                                                     |                                                                     |                                                                     |                                                                     |                                                                                            |                                                                                            |                                                                                            |                                                                                            |                                                                                            |                                                                                            |                                                                 |                                                                 |                                                                 |                                                                 |                                                                   |                                                                   |                                                                   |                                                                   |                                                                      |                                                                      |                                                                      |                                                                      |                                                                        |                                                                        |                                                                        |                                                                        |                                                                        |                                                                        |                                                                |                                                                |                                                                      |                                                                      |                                                                      |                                                                      |                                                                      |                                                                      |                                                       |                                                       |                                                  |                                                  |                                                        |                                                        |                                                        |                                                        |                                                        |                                                        |  |  |
| Zhu Jianshen 朱見深 1447–1487 Xianzong 憲宗 Chenghua 成化 1464–1487 | Zhu Jianshen 朱見深 1447–1487 Xianzong 憲宗 Chenghua 成化 1464–1487 | Zhu Jianshen 朱見深 1447–1487 Xianzong 憲宗 Chenghua 成化 1464–1487 | Zhu Jianshen 朱見深 1447–1487 Xianzong 憲宗 Chenghua 成化 1464–1487 | Zhu Jianshen 朱見深 1447–1487 Xianzong 憲宗 Chenghua 成化 1464–1487 | Zhu Jianshen 朱見深 1447–1487 Xianzong 憲宗 Chenghua 成化 1464–1487 |                                                                                            |                                                                                            |                                                                                            |                                                                                            |                                                                                            |                                                                                            |                                                                 |                                                                 |                                                                 |                                                                 |                                                                   |                                                                   |                                                                   |                                                                   |                                                                      |                                                                      |                                                                      |                                                                      | Zhu Yuwen 朱宇溫 zm. 1560 Jing, książę Tang 唐敬王                     | Zhu Yuwen 朱宇溫 zm. 1560 Jing, książę Tang 唐敬王                     | Zhu Yuwen 朱宇溫 zm. 1560 Jing, książę Tang 唐敬王                     | Zhu Yuwen 朱宇溫 zm. 1560 Jing, książę Tang 唐敬王                     | Zhu Yuwen 朱宇溫 zm. 1560 Jing, książę Tang 唐敬王                     | Zhu Yuwen 朱宇溫 zm. 1560 Jing, książę Tang 唐敬王                     |                                                                |                                                                |                                                                      |                                                                      |                                                                      |                                                                      |                                                                      |                                                                      |                                                       |                                                       |                                                  |                                                  |                                                        |                                                        |                                                        |                                                        |                                                        |                                                        |  |  |
| Zhu Jianshen 朱見深 1447–1487 Xianzong 憲宗 Chenghua 成化 1464–1487 | Zhu Jianshen 朱見深 1447–1487 Xianzong 憲宗 Chenghua 成化 1464–1487 | Zhu Jianshen 朱見深 1447–1487 Xianzong 憲宗 Chenghua 成化 1464–1487 | Zhu Jianshen 朱見深 1447–1487 Xianzong 憲宗 Chenghua 成化 1464–1487 | Zhu Jianshen 朱見深 1447–1487 Xianzong 憲宗 Chenghua 成化 1464–1487 | Zhu Jianshen 朱見深 1447–1487 Xianzong 憲宗 Chenghua 成化 1464–1487 |                                                                                            |                                                                                            |                                                                                            |                                                                                            |                                                                                            |                                                                                            |                                                                 |                                                                 |                                                                 |                                                                 |                                                                   |                                                                   |                                                                   |                                                                   |                                                                      |                                                                      |                                                                      |                                                                      | Zhu Yuwen 朱宇溫 zm. 1560 Jing, książę Tang 唐敬王                     | Zhu Yuwen 朱宇溫 zm. 1560 Jing, książę Tang 唐敬王                     | Zhu Yuwen 朱宇溫 zm. 1560 Jing, książę Tang 唐敬王                     | Zhu Yuwen 朱宇溫 zm. 1560 Jing, książę Tang 唐敬王                     | Zhu Yuwen 朱宇溫 zm. 1560 Jing, książę Tang 唐敬王                     | Zhu Yuwen 朱宇溫 zm. 1560 Jing, książę Tang 唐敬王                     |                                                                |                                                                |                                                                      |                                                                      |                                                                      |                                                                      |                                                                      |                                                                      |                                                       |                                                       |                                                  |                                                  |                                                        |                                                        |                                                        |                                                        |                                                        |                                                        |  |  |
|                                                                     |                                                                     |                                                                     |                                                                     |                                                                     |                                                                     |                                                                                            |                                                                                            |                                                                                            |                                                                                            |                                                                                            |                                                                                            |                                                                 |                                                                 |                                                                 |                                                                 |                                                                   |                                                                   |                                                                   |                                                                   |                                                                      |                                                                      |                                                                      |                                                                      |                                                                        |                                                                        |                                                                        |                                                                        |                                                                        |                                                                        |                                                                |                                                                |                                                                      |                                                                      |                                                                      |                                                                      |                                                                      |                                                                      |                                                       |                                                       |                                                  |                                                  |                                                        |                                                        |                                                        |                                                        |                                                        |                                                        |  |  |
| 3                                                                   | 3                                                                   | 3                                                                   | 3                                                                   | 3                                                                   | 3                                                                   |                                                                                            |                                                                                            | 4                                                                                          | 4                                                                                          | 4                                                                                          | 4                                                                                          | 4                                                               | 4                                                               |                                                                 |                                                                 |                                                                   |                                                                   |                                                                   |                                                                   |                                                                      |                                                                      |                                                                      |                                                                      |                                                                        |                                                                        |                                                                        |                                                                        |                                                                        |                                                                        |                                                                |                                                                |                                                                      |                                                                      |                                                                      |                                                                      |                                                                      |                                                                      |                                                       |                                                       |                                                  |                                                  |                                                        |                                                        |                                                        |                                                        |                                                        |                                                        |  |  |
| 3                                                                   | 3                                                                   | 3                                                                   | 3                                                                   | 3                                                                   | 3                                                                   | Zhu Youtang 朱祐樘 1470–1505 Xiaozong 孝宗 Hongzhi 弘治 1487–1505                          | Zhu Youtang 朱祐樘 1470–1505 Xiaozong 孝宗 Hongzhi 弘治 1487–1505                          | Zhu Youtang 朱祐樘 1470–1505 Xiaozong 孝宗 Hongzhi 弘治 1487–1505                          | Zhu Youtang 朱祐樘 1470–1505 Xiaozong 孝宗 Hongzhi 弘治 1487–1505                          | Zhu Youtang 朱祐樘 1470–1505 Xiaozong 孝宗 Hongzhi 弘治 1487–1505                          | Zhu Youtang 朱祐樘 1470–1505 Xiaozong 孝宗 Hongzhi 弘治 1487–1505                          | 4                                                               | 4                                                               |                                                                 |                                                                 | Zhu Youyuan 朱祐杬 1476–1519 Ruizong 睿宗                         | Zhu Youyuan 朱祐杬 1476–1519 Ruizong 睿宗                         | Zhu Youyuan 朱祐杬 1476–1519 Ruizong 睿宗                         | Zhu Youyuan 朱祐杬 1476–1519 Ruizong 睿宗                         | Zhu Youyuan 朱祐杬 1476–1519 Ruizong 睿宗                            | Zhu Youyuan 朱祐杬 1476–1519 Ruizong 睿宗                            |                                                                      |                                                                      |                                                                        |                                                                        |                                                                        |                                                                        |                                                                        |                                                                        |                                                                |                                                                | Zhu Zhouyong 朱宙栐 zm. 1564 Shun, książę Tang 唐順王                | Zhu Zhouyong 朱宙栐 zm. 1564 Shun, książę Tang 唐順王                | Zhu Zhouyong 朱宙栐 zm. 1564 Shun, książę Tang 唐順王                | Zhu Zhouyong 朱宙栐 zm. 1564 Shun, książę Tang 唐順王                | Zhu Zhouyong 朱宙栐 zm. 1564 Shun, książę Tang 唐順王                | Zhu Zhouyong 朱宙栐 zm. 1564 Shun, książę Tang 唐順王                |                                                       |                                                       |                                                  |                                                  |                                                        |                                                        |                                                        |                                                        |                                                        |                                                        |  |  |
|                                                                     |                                                                     |                                                                     |                                                                     |                                                                     |                                                                     | Zhu Youtang 朱祐樘 1470–1505 Xiaozong 孝宗 Hongzhi 弘治 1487–1505                          | Zhu Youtang 朱祐樘 1470–1505 Xiaozong 孝宗 Hongzhi 弘治 1487–1505                          | Zhu Youtang 朱祐樘 1470–1505 Xiaozong 孝宗 Hongzhi 弘治 1487–1505                          | Zhu Youtang 朱祐樘 1470–1505 Xiaozong 孝宗 Hongzhi 弘治 1487–1505                          | Zhu Youtang 朱祐樘 1470–1505 Xiaozong 孝宗 Hongzhi 弘治 1487–1505                          | Zhu Youtang 朱祐樘 1470–1505 Xiaozong 孝宗 Hongzhi 弘治 1487–1505                          |                                                                 |                                                                 |                                                                 |                                                                 | Zhu Youyuan 朱祐杬 1476–1519 Ruizong 睿宗                         | Zhu Youyuan 朱祐杬 1476–1519 Ruizong 睿宗                         | Zhu Youyuan 朱祐杬 1476–1519 Ruizong 睿宗                         | Zhu Youyuan 朱祐杬 1476–1519 Ruizong 睿宗                         | Zhu Youyuan 朱祐杬 1476–1519 Ruizong 睿宗                            | Zhu Youyuan 朱祐杬 1476–1519 Ruizong 睿宗                            |                                                                      |                                                                      |                                                                        |                                                                        |                                                                        |                                                                        |                                                                        |                                                                        |                                                                |                                                                | Zhu Zhouyong 朱宙栐 zm. 1564 Shun, książę Tang 唐順王                | Zhu Zhouyong 朱宙栐 zm. 1564 Shun, książę Tang 唐順王                | Zhu Zhouyong 朱宙栐 zm. 1564 Shun, książę Tang 唐順王                | Zhu Zhouyong 朱宙栐 zm. 1564 Shun, książę Tang 唐順王                | Zhu Zhouyong 朱宙栐 zm. 1564 Shun, książę Tang 唐順王                | Zhu Zhouyong 朱宙栐 zm. 1564 Shun, książę Tang 唐順王                |                                                       |                                                       |                                                  |                                                  |                                                        |                                                        |                                                        |                                                        |                                                        |                                                        |  |  |
| 1                                                                   | 1                                                                   | 1                                                                   | 1                                                                   | 1                                                                   | 1                                                                   |                                                                                            |                                                                                            | 2                                                                                          | 2                                                                                          | 2                                                                                          | 2                                                                                          | 2                                                               | 2                                                               |                                                                 |                                                                 |                                                                   |                                                                   |                                                                   |                                                                   |                                                                      |                                                                      |                                                                      |                                                                      |                                                                        |                                                                        |                                                                        |                                                                        |                                                                        |                                                                        |                                                                |                                                                |                                                                      |                                                                      |                                                                      |                                                                      |                                                                      |                                                                      |                                                       |                                                       |                                                  |                                                  |                                                        |                                                        |                                                        |                                                        |                                                        |                                                        |  |  |
| 1                                                                   | 1                                                                   | 1                                                                   | 1                                                                   | 1                                                                   | 1                                                                   | Zhu Houzhao 朱厚燳 1491–1521 Wuzong 武宗 Zhengde 正德 1505–1521                            | Zhu Houzhao 朱厚燳 1491–1521 Wuzong 武宗 Zhengde 正德 1505–1521                            | Zhu Houzhao 朱厚燳 1491–1521 Wuzong 武宗 Zhengde 正德 1505–1521                            | Zhu Houzhao 朱厚燳 1491–1521 Wuzong 武宗 Zhengde 正德 1505–1521                            | Zhu Houzhao 朱厚燳 1491–1521 Wuzong 武宗 Zhengde 正德 1505–1521                            | Zhu Houzhao 朱厚燳 1491–1521 Wuzong 武宗 Zhengde 正德 1505–1521                            | 2                                                               | 2                                                               |                                                                 |                                                                 | Zhu Houcong 朱厚熜 1507–1567 Shizong 世宗 Jiajing 嘉靖 1521–1567  | Zhu Houcong 朱厚熜 1507–1567 Shizong 世宗 Jiajing 嘉靖 1521–1567  | Zhu Houcong 朱厚熜 1507–1567 Shizong 世宗 Jiajing 嘉靖 1521–1567  | Zhu Houcong 朱厚熜 1507–1567 Shizong 世宗 Jiajing 嘉靖 1521–1567  | Zhu Houcong 朱厚熜 1507–1567 Shizong 世宗 Jiajing 嘉靖 1521–1567     | Zhu Houcong 朱厚熜 1507–1567 Shizong 世宗 Jiajing 嘉靖 1521–1567     |                                                                      |                                                                      |                                                                        |                                                                        |                                                                        |                                                                        |                                                                        |                                                                        |                                                                |                                                                | Zhu Shihuang 朱碩熿 zm. 1632 Duan, książę Tang 唐端王                | Zhu Shihuang 朱碩熿 zm. 1632 Duan, książę Tang 唐端王                | Zhu Shihuang 朱碩熿 zm. 1632 Duan, książę Tang 唐端王                | Zhu Shihuang 朱碩熿 zm. 1632 Duan, książę Tang 唐端王                | Zhu Shihuang 朱碩熿 zm. 1632 Duan, książę Tang 唐端王                | Zhu Shihuang 朱碩熿 zm. 1632 Duan, książę Tang 唐端王                |                                                       |                                                       |                                                  |                                                  |                                                        |                                                        |                                                        |                                                        |                                                        |                                                        |  |  |
|                                                                     |                                                                     |                                                                     |                                                                     |                                                                     |                                                                     | Zhu Houzhao 朱厚燳 1491–1521 Wuzong 武宗 Zhengde 正德 1505–1521                            | Zhu Houzhao 朱厚燳 1491–1521 Wuzong 武宗 Zhengde 正德 1505–1521                            | Zhu Houzhao 朱厚燳 1491–1521 Wuzong 武宗 Zhengde 正德 1505–1521                            | Zhu Houzhao 朱厚燳 1491–1521 Wuzong 武宗 Zhengde 正德 1505–1521                            | Zhu Houzhao 朱厚燳 1491–1521 Wuzong 武宗 Zhengde 正德 1505–1521                            | Zhu Houzhao 朱厚燳 1491–1521 Wuzong 武宗 Zhengde 正德 1505–1521                            |                                                                 |                                                                 |                                                                 |                                                                 | Zhu Houcong 朱厚熜 1507–1567 Shizong 世宗 Jiajing 嘉靖 1521–1567  | Zhu Houcong 朱厚熜 1507–1567 Shizong 世宗 Jiajing 嘉靖 1521–1567  | Zhu Houcong 朱厚熜 1507–1567 Shizong 世宗 Jiajing 嘉靖 1521–1567  | Zhu Houcong 朱厚熜 1507–1567 Shizong 世宗 Jiajing 嘉靖 1521–1567  | Zhu Houcong 朱厚熜 1507–1567 Shizong 世宗 Jiajing 嘉靖 1521–1567     | Zhu Houcong 朱厚熜 1507–1567 Shizong 世宗 Jiajing 嘉靖 1521–1567     |                                                                      |                                                                      |                                                                        |                                                                        |                                                                        |                                                                        |                                                                        |                                                                        |                                                                |                                                                | Zhu Shihuang 朱碩熿 zm. 1632 Duan, książę Tang 唐端王                | Zhu Shihuang 朱碩熿 zm. 1632 Duan, książę Tang 唐端王                | Zhu Shihuang 朱碩熿 zm. 1632 Duan, książę Tang 唐端王                | Zhu Shihuang 朱碩熿 zm. 1632 Duan, książę Tang 唐端王                | Zhu Shihuang 朱碩熿 zm. 1632 Duan, książę Tang 唐端王                | Zhu Shihuang 朱碩熿 zm. 1632 Duan, książę Tang 唐端王                |                                                       |                                                       |                                                  |                                                  |                                                        |                                                        |                                                        |                                                        |                                                        |                                                        |  |  |
|                                                                     |                                                                     |                                                                     |                                                                     |                                                                     |                                                                     |                                                                                            |                                                                                            | 3                                                                                          |                                                                                            |                                                                                            |                                                                                            |                                                                 |                                                                 |                                                                 |                                                                 |                                                                   |                                                                   |                                                                   |                                                                   |                                                                      |                                                                      |                                                                      |                                                                      |                                                                        |                                                                        |                                                                        |                                                                        |                                                                        |                                                                        |                                                                |                                                                |                                                                      |                                                                      |                                                                      |                                                                      |                                                                      |                                                                      |                                                       |                                                       |                                                  |                                                  |                                                        |                                                        |                                                        |                                                        |                                                        |                                                        |  |  |
|                                                                     |                                                                     |                                                                     |                                                                     |                                                                     |                                                                     |                                                                                            |                                                                                            | Zhu Zaihou 朱載垕 1537–1572 Muzong 穆宗 Longqing 隆慶 1567–1572                            | Zhu Zaihou 朱載垕 1537–1572 Muzong 穆宗 Longqing 隆慶 1567–1572                            | Zhu Zaihou 朱載垕 1537–1572 Muzong 穆宗 Longqing 隆慶 1567–1572                            | Zhu Zaihou 朱載垕 1537–1572 Muzong 穆宗 Longqing 隆慶 1567–1572                            | Zhu Zaihou 朱載垕 1537–1572 Muzong 穆宗 Longqing 隆慶 1567–1572 | Zhu Zaihou 朱載垕 1537–1572 Muzong 穆宗 Longqing 隆慶 1567–1572 |                                                                 |                                                                 |                                                                   |                                                                   |                                                                   |                                                                   |                                                                      |                                                                      |                                                                      |                                                                      | Zhu Qisheng 朱器墭 Yu, książę Tang 唐裕王                              | Zhu Qisheng 朱器墭 Yu, książę Tang 唐裕王                              | Zhu Qisheng 朱器墭 Yu, książę Tang 唐裕王                              | Zhu Qisheng 朱器墭 Yu, książę Tang 唐裕王                              | Zhu Qisheng 朱器墭 Yu, książę Tang 唐裕王                              | Zhu Qisheng 朱器墭 Yu, książę Tang 唐裕王                              |                                                                |                                                                |                                                                      |                                                                      |                                                                      |                                                                      |                                                                      |                                                                      |                                                       |                                                       |                                                  |                                                  |                                                        |                                                        |                                                        |                                                        |                                                        |                                                        |  |  |
|                                                                     |                                                                     |                                                                     |                                                                     |                                                                     |                                                                     |                                                                                            |                                                                                            | Zhu Zaihou 朱載垕 1537–1572 Muzong 穆宗 Longqing 隆慶 1567–1572                            | Zhu Zaihou 朱載垕 1537–1572 Muzong 穆宗 Longqing 隆慶 1567–1572                            | Zhu Zaihou 朱載垕 1537–1572 Muzong 穆宗 Longqing 隆慶 1567–1572                            | Zhu Zaihou 朱載垕 1537–1572 Muzong 穆宗 Longqing 隆慶 1567–1572                            | Zhu Zaihou 朱載垕 1537–1572 Muzong 穆宗 Longqing 隆慶 1567–1572 | Zhu Zaihou 朱載垕 1537–1572 Muzong 穆宗 Longqing 隆慶 1567–1572 |                                                                 |                                                                 |                                                                   |                                                                   |                                                                   |                                                                   |                                                                      |                                                                      |                                                                      |                                                                      | Zhu Qisheng 朱器墭 Yu, książę Tang 唐裕王                              | Zhu Qisheng 朱器墭 Yu, książę Tang 唐裕王                              | Zhu Qisheng 朱器墭 Yu, książę Tang 唐裕王                              | Zhu Qisheng 朱器墭 Yu, książę Tang 唐裕王                              | Zhu Qisheng 朱器墭 Yu, książę Tang 唐裕王                              | Zhu Qisheng 朱器墭 Yu, książę Tang 唐裕王                              |                                                                |                                                                |                                                                      |                                                                      |                                                                      |                                                                      |                                                                      |                                                                      |                                                       |                                                       |                                                  |                                                  |                                                        |                                                        |                                                        |                                                        |                                                        |                                                        |  |  |
|                                                                     |                                                                     |                                                                     |                                                                     |                                                                     |                                                                     |                                                                                            |                                                                                            | 3                                                                                          |                                                                                            |                                                                                            |                                                                                            |                                                                 |                                                                 |                                                                 |                                                                 |                                                                   |                                                                   |                                                                   |                                                                   |                                                                      |                                                                      |                                                                      |                                                                      |                                                                        |                                                                        |                                                                        |                                                                        |                                                                        |                                                                        |                                                                |                                                                |                                                                      |                                                                      |                                                                      |                                                                      |                                                                      |                                                                      |                                                       |                                                       |                                                  |                                                  |                                                        |                                                        |                                                        |                                                        |                                                        |                                                        |  |  |
|                                                                     |                                                                     |                                                                     |                                                                     |                                                                     |                                                                     |                                                                                            |                                                                                            |                                                                                            |                                                                                            |                                                                                            |                                                                                            |                                                                 |                                                                 |                                                                 |                                                                 |                                                                   |                                                                   |                                                                   |                                                                   |                                                                      |                                                                      |                                                                      |                                                                      |                                                                        |                                                                        |                                                                        |                                                                        |                                                                        |                                                                        |                                                                |                                                                |                                                                      |                                                                      |                                                                      |                                                                      |                                                                      |                                                                      |                                                       |                                                       |                                                  |                                                  |                                                        |                                                        |                                                        |                                                        |                                                        |                                                        |  |  |
|                                                                     |                                                                     |                                                                     |                                                                     |                                                                     |                                                                     |                                                                                            |                                                                                            | Zhu Yijun 朱翊鈞 1563–1620 Shenzong 神宗 Wanli 萬曆 1572–1620                              | Zhu Yijun 朱翊鈞 1563–1620 Shenzong 神宗 Wanli 萬曆 1572–1620                              | Zhu Yijun 朱翊鈞 1563–1620 Shenzong 神宗 Wanli 萬曆 1572–1620                              | Zhu Yijun 朱翊鈞 1563–1620 Shenzong 神宗 Wanli 萬曆 1572–1620                              | Zhu Yijun 朱翊鈞 1563–1620 Shenzong 神宗 Wanli 萬曆 1572–1620   | Zhu Yijun 朱翊鈞 1563–1620 Shenzong 神宗 Wanli 萬曆 1572–1620   |                                                                 |                                                                 |                                                                   |                                                                   |                                                                   |                                                                   | Zhu Yujian 朱聿鍵 1602–1646 książę Tang 唐王 Longwu 隆武 (1645–1646) | Zhu Yujian 朱聿鍵 1602–1646 książę Tang 唐王 Longwu 隆武 (1645–1646) | Zhu Yujian 朱聿鍵 1602–1646 książę Tang 唐王 Longwu 隆武 (1645–1646) | Zhu Yujian 朱聿鍵 1602–1646 książę Tang 唐王 Longwu 隆武 (1645–1646) | Zhu Yujian 朱聿鍵 1602–1646 książę Tang 唐王 Longwu 隆武 (1645–1646)   | Zhu Yujian 朱聿鍵 1602–1646 książę Tang 唐王 Longwu 隆武 (1645–1646)   |                                                                        |                                                                        | Zhu Yuyue 朱聿粵 1605–1646 książę Tang 唐王 Shaowu 紹武 (1646)         | Zhu Yuyue 朱聿粵 1605–1646 książę Tang 唐王 Shaowu 紹武 (1646)         | Zhu Yuyue 朱聿粵 1605–1646 książę Tang 唐王 Shaowu 紹武 (1646) | Zhu Yuyue 朱聿粵 1605–1646 książę Tang 唐王 Shaowu 紹武 (1646) | Zhu Yuyue 朱聿粵 1605–1646 książę Tang 唐王 Shaowu 紹武 (1646)       | Zhu Yuyue 朱聿粵 1605–1646 książę Tang 唐王 Shaowu 紹武 (1646)       |                                                                      |                                                                      |                                                                      |                                                                      |                                                       |                                                       |                                                  |                                                  |                                                        |                                                        |                                                        |                                                        |                                                        |                                                        |  |  |
|                                                                     |                                                                     |                                                                     |                                                                     |                                                                     |                                                                     |                                                                                            |                                                                                            | Zhu Yijun 朱翊鈞 1563–1620 Shenzong 神宗 Wanli 萬曆 1572–1620                              | Zhu Yijun 朱翊鈞 1563–1620 Shenzong 神宗 Wanli 萬曆 1572–1620                              | Zhu Yijun 朱翊鈞 1563–1620 Shenzong 神宗 Wanli 萬曆 1572–1620                              | Zhu Yijun 朱翊鈞 1563–1620 Shenzong 神宗 Wanli 萬曆 1572–1620                              | Zhu Yijun 朱翊鈞 1563–1620 Shenzong 神宗 Wanli 萬曆 1572–1620   | Zhu Yijun 朱翊鈞 1563–1620 Shenzong 神宗 Wanli 萬曆 1572–1620   |                                                                 |                                                                 |                                                                   |                                                                   |                                                                   |                                                                   | Zhu Yujian 朱聿鍵 1602–1646 książę Tang 唐王 Longwu 隆武 (1645–1646) | Zhu Yujian 朱聿鍵 1602–1646 książę Tang 唐王 Longwu 隆武 (1645–1646) | Zhu Yujian 朱聿鍵 1602–1646 książę Tang 唐王 Longwu 隆武 (1645–1646) | Zhu Yujian 朱聿鍵 1602–1646 książę Tang 唐王 Longwu 隆武 (1645–1646) | Zhu Yujian 朱聿鍵 1602–1646 książę Tang 唐王 Longwu 隆武 (1645–1646)   | Zhu Yujian 朱聿鍵 1602–1646 książę Tang 唐王 Longwu 隆武 (1645–1646)   |                                                                        |                                                                        | Zhu Yuyue 朱聿粵 1605–1646 książę Tang 唐王 Shaowu 紹武 (1646)         | Zhu Yuyue 朱聿粵 1605–1646 książę Tang 唐王 Shaowu 紹武 (1646)         | Zhu Yuyue 朱聿粵 1605–1646 książę Tang 唐王 Shaowu 紹武 (1646) | Zhu Yuyue 朱聿粵 1605–1646 książę Tang 唐王 Shaowu 紹武 (1646) | Zhu Yuyue 朱聿粵 1605–1646 książę Tang 唐王 Shaowu 紹武 (1646)       | Zhu Yuyue 朱聿粵 1605–1646 książę Tang 唐王 Shaowu 紹武 (1646)       |                                                                      |                                                                      |                                                                      |                                                                      |                                                       |                                                       |                                                  |                                                  |                                                        |                                                        |                                                        |                                                        |                                                        |                                                        |  |  |
|                                                                     |                                                                     |                                                                     |                                                                     |                                                                     |                                                                     |                                                                                            |                                                                                            |                                                                                            |                                                                                            |                                                                                            |                                                                                            |                                                                 |                                                                 |                                                                 |                                                                 |                                                                   |                                                                   |                                                                   |                                                                   |                                                                      |                                                                      |                                                                      |                                                                      |                                                                        |                                                                        |                                                                        |                                                                        |                                                                        |                                                                        |                                                                |                                                                |                                                                      |                                                                      |                                                                      |                                                                      |                                                                      |                                                                      |                                                       |                                                       |                                                  |                                                  |                                                        |                                                        |                                                        |                                                        |                                                        |                                                        |  |  |
|                                                                     |                                                                     |                                                                     |                                                                     | 1                                                                   | 1                                                                   | 1                                                                                          | 1                                                                                          | 1                                                                                          | 1                                                                                          |                                                                                            |                                                                                            |                                                                 |                                                                 |                                                                 |                                                                 | 3                                                                 | 3                                                                 | 3                                                                 | 3                                                                 | 3                                                                    | 3                                                                    |                                                                      |                                                                      | 7                                                                      | 7                                                                      | 7                                                                      | 7                                                                      | 7                                                                      | 7                                                                      |                                                                |                                                                |                                                                      |                                                                      |                                                                      |                                                                      |                                                                      |                                                                      |                                                       |                                                       |                                                  |                                                  |                                                        |                                                        |                                                        |                                                        |                                                        |                                                        |  |  |
|                                                                     |                                                                     |                                                                     |                                                                     | 1                                                                   | 1                                                                   | 1                                                                                          | 1                                                                                          | 1                                                                                          | 1                                                                                          | Zhu Changluo 朱常洛 1582–1620 Guangzong 光宗 Taichang 泰昌 1620                            | Zhu Changluo 朱常洛 1582–1620 Guangzong 光宗 Taichang 泰昌 1620                            | Zhu Changluo 朱常洛 1582–1620 Guangzong 光宗 Taichang 泰昌 1620 | Zhu Changluo 朱常洛 1582–1620 Guangzong 光宗 Taichang 泰昌 1620 | Zhu Changluo 朱常洛 1582–1620 Guangzong 光宗 Taichang 泰昌 1620 | Zhu Changluo 朱常洛 1582–1620 Guangzong 光宗 Taichang 泰昌 1620 | 3                                                                 | 3                                                                 | 3                                                                 | 3                                                                 | 3                                                                    | 3                                                                    |                                                                      |                                                                      | 7                                                                      | 7                                                                      | 7                                                                      | 7                                                                      | 7                                                                      | 7                                                                      |                                                                |                                                                |                                                                      |                                                                      | Zhu Changxun 朱常洵 1586–1641 Zhong, książę Fu 福忠王                | Zhu Changxun 朱常洵 1586–1641 Zhong, książę Fu 福忠王                | Zhu Changxun 朱常洵 1586–1641 Zhong, książę Fu 福忠王                | Zhu Changxun 朱常洵 1586–1641 Zhong, książę Fu 福忠王                | Zhu Changxun 朱常洵 1586–1641 Zhong, książę Fu 福忠王 | Zhu Changxun 朱常洵 1586–1641 Zhong, książę Fu 福忠王 |                                                  |                                                  | Zhu Changying 朱常瀛 1601–1645 Duan, książę Gui 桂端王 | Zhu Changying 朱常瀛 1601–1645 Duan, książę Gui 桂端王 | Zhu Changying 朱常瀛 1601–1645 Duan, książę Gui 桂端王 | Zhu Changying 朱常瀛 1601–1645 Duan, książę Gui 桂端王 | Zhu Changying 朱常瀛 1601–1645 Duan, książę Gui 桂端王 | Zhu Changying 朱常瀛 1601–1645 Duan, książę Gui 桂端王 |  |  |
|                                                                     |                                                                     |                                                                     |                                                                     |                                                                     |                                                                     |                                                                                            |                                                                                            |                                                                                            |                                                                                            | Zhu Changluo 朱常洛 1582–1620 Guangzong 光宗 Taichang 泰昌 1620                            | Zhu Changluo 朱常洛 1582–1620 Guangzong 光宗 Taichang 泰昌 1620                            | Zhu Changluo 朱常洛 1582–1620 Guangzong 光宗 Taichang 泰昌 1620 | Zhu Changluo 朱常洛 1582–1620 Guangzong 光宗 Taichang 泰昌 1620 | Zhu Changluo 朱常洛 1582–1620 Guangzong 光宗 Taichang 泰昌 1620 | Zhu Changluo 朱常洛 1582–1620 Guangzong 光宗 Taichang 泰昌 1620 |                                                                   |                                                                   |                                                                   |                                                                   |                                                                      |                                                                      |                                                                      |                                                                      |                                                                        |                                                                        |                                                                        |                                                                        |                                                                        |                                                                        |                                                                |                                                                |                                                                      |                                                                      | Zhu Changxun 朱常洵 1586–1641 Zhong, książę Fu 福忠王                | Zhu Changxun 朱常洵 1586–1641 Zhong, książę Fu 福忠王                | Zhu Changxun 朱常洵 1586–1641 Zhong, książę Fu 福忠王                | Zhu Changxun 朱常洵 1586–1641 Zhong, książę Fu 福忠王                | Zhu Changxun 朱常洵 1586–1641 Zhong, książę Fu 福忠王 | Zhu Changxun 朱常洵 1586–1641 Zhong, książę Fu 福忠王 |                                                  |                                                  | Zhu Changying 朱常瀛 1601–1645 Duan, książę Gui 桂端王 | Zhu Changying 朱常瀛 1601–1645 Duan, książę Gui 桂端王 | Zhu Changying 朱常瀛 1601–1645 Duan, książę Gui 桂端王 | Zhu Changying 朱常瀛 1601–1645 Duan, książę Gui 桂端王 | Zhu Changying 朱常瀛 1601–1645 Duan, książę Gui 桂端王 | Zhu Changying 朱常瀛 1601–1645 Duan, książę Gui 桂端王 |  |  |
|                                                                     |                                                                     |                                                                     |                                                                     |                                                                     |                                                                     |                                                                                            |                                                                                            |                                                                                            |                                                                                            |                                                                                            |                                                                                            |                                                                 |                                                                 |                                                                 |                                                                 |                                                                   |                                                                   |                                                                   |                                                                   |                                                                      |                                                                      |                                                                      |                                                                      |                                                                        |                                                                        |                                                                        |                                                                        |                                                                        |                                                                        |                                                                |                                                                |                                                                      |                                                                      |                                                                      |                                                                      |                                                                      |                                                                      |                                                       |                                                       |                                                  |                                                  |                                                        |                                                        |                                                        |                                                        |                                                        |                                                        |  |  |
| 1                                                                   | 1                                                                   | 1                                                                   | 1                                                                   | 1                                                                   | 1                                                                   |                                                                                            |                                                                                            | 5                                                                                          | 5                                                                                          | 5                                                                                          | 5                                                                                          | 5                                                               | 5                                                               |                                                                 |                                                                 |                                                                   |                                                                   |                                                                   |                                                                   |                                                                      |                                                                      |                                                                      |                                                                      |                                                                        |                                                                        |                                                                        |                                                                        |                                                                        |                                                                        |                                                                |                                                                |                                                                      |                                                                      |                                                                      |                                                                      |                                                                      |                                                                      |                                                       |                                                       |                                                  |                                                  |                                                        |                                                        |                                                        |                                                        |                                                        |                                                        |  |  |
| 1                                                                   | 1                                                                   | 1                                                                   | 1                                                                   | 1                                                                   | 1                                                                   | Zhu Youxiao 朱由校 1605–1627 Xizong 熹宗 Tianqi 天啟 1620–1627                             | Zhu Youxiao 朱由校 1605–1627 Xizong 熹宗 Tianqi 天啟 1620–1627                             | Zhu Youxiao 朱由校 1605–1627 Xizong 熹宗 Tianqi 天啟 1620–1627                             | Zhu Youxiao 朱由校 1605–1627 Xizong 熹宗 Tianqi 天啟 1620–1627                             | Zhu Youxiao 朱由校 1605–1627 Xizong 熹宗 Tianqi 天啟 1620–1627                             | Zhu Youxiao 朱由校 1605–1627 Xizong 熹宗 Tianqi 天啟 1620–1627                             | 5                                                               | 5                                                               |                                                                 |                                                                 | Zhu Youjian 朱由檢 1611–1644 Sizong 思宗 Chongzhen 崇禎 1627–1644 | Zhu Youjian 朱由檢 1611–1644 Sizong 思宗 Chongzhen 崇禎 1627–1644 | Zhu Youjian 朱由檢 1611–1644 Sizong 思宗 Chongzhen 崇禎 1627–1644 | Zhu Youjian 朱由檢 1611–1644 Sizong 思宗 Chongzhen 崇禎 1627–1644 | Zhu Youjian 朱由檢 1611–1644 Sizong 思宗 Chongzhen 崇禎 1627–1644    | Zhu Youjian 朱由檢 1611–1644 Sizong 思宗 Chongzhen 崇禎 1627–1644    |                                                                      |                                                                      | Zhu Yousong 朱由崧 1607–1646 książę Fu 福王 Hongguang 弘光 (1644–1645) | Zhu Yousong 朱由崧 1607–1646 książę Fu 福王 Hongguang 弘光 (1644–1645) | Zhu Yousong 朱由崧 1607–1646 książę Fu 福王 Hongguang 弘光 (1644–1645) | Zhu Yousong 朱由崧 1607–1646 książę Fu 福王 Hongguang 弘光 (1644–1645) | Zhu Yousong 朱由崧 1607–1646 książę Fu 福王 Hongguang 弘光 (1644–1645) | Zhu Yousong 朱由崧 1607–1646 książę Fu 福王 Hongguang 弘光 (1644–1645) |                                                                |                                                                | Zhu Youlang 朱由榔 1623–1662 książę Gui 桂王 Yongli 永曆 (1646–1662) | Zhu Youlang 朱由榔 1623–1662 książę Gui 桂王 Yongli 永曆 (1646–1662) | Zhu Youlang 朱由榔 1623–1662 książę Gui 桂王 Yongli 永曆 (1646–1662) | Zhu Youlang 朱由榔 1623–1662 książę Gui 桂王 Yongli 永曆 (1646–1662) | Zhu Youlang 朱由榔 1623–1662 książę Gui 桂王 Yongli 永曆 (1646–1662) | Zhu Youlang 朱由榔 1623–1662 książę Gui 桂王 Yongli 永曆 (1646–1662) |                                                       |                                                       |                                                  |                                                  |                                                        |                                                        |                                                        |                                                        |                                                        |                                                        |  |  |

Źródła: 